# Traites négrières

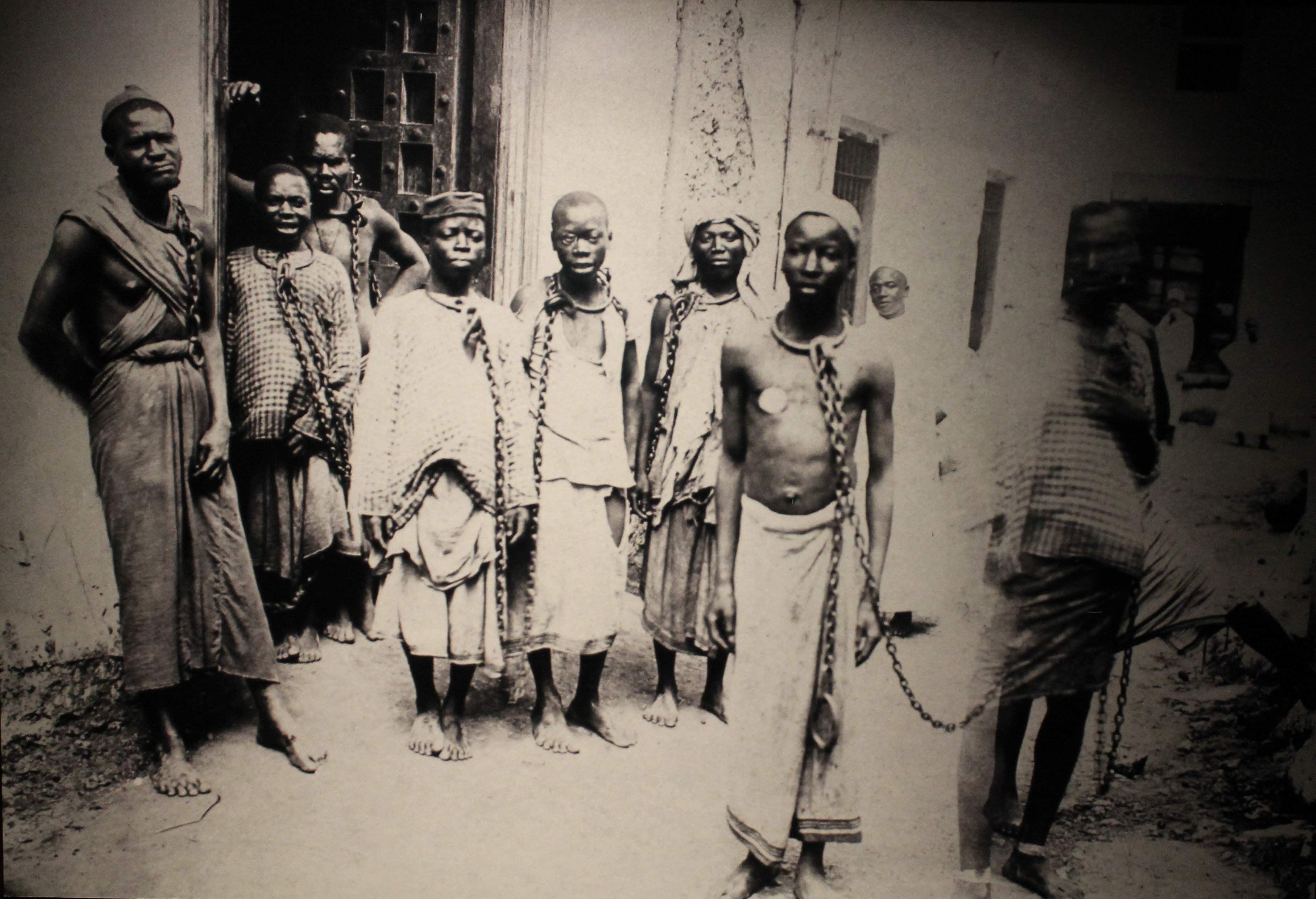
Captifs sur le marché aux esclaves de Zanzibar (Tanzanie), un des hauts lieux de la traite orientale, deuxième tiers du XIX.

Les termes « traite négrière », « traite des nègres » et « traite des noirs » désignent le commerce d'esclaves noirs africains, phénomène historique qui concerne la déportation de dizaines de millions de victimes durant près de treize siècles.
Trois types de traite négrière ont abouti à la déportation de plusieurs millions de personnes, selon des estimations parfois contestées, et concernent des périodes de longueur très différentes : la traite orientale, dont la traite arabe était la composante principale (17 millions de déportés, sur 13 siècles), la traite intra-africaine (14 millions de déportés,), et la traite atlantique ou occidentale — incluant le commerce triangulaire (Europe, Afrique, Amérique) et la traite en droiture (Afrique, Amérique) — (12 millions de déportés, dont 90 % sur 110 ans, principalement au XVIIIe siècle). La traite orientale et la traite intra-africaine ont eu leur apogée au XIXe siècle.
Le Portugal, les Pays-Bas, l'Angleterre et le Danemark, pays où l'esclavage décline depuis les années 1760-1770, sont les premiers à connaître un mouvement abolitionniste, qui vise d'abord les négriers, dans l'espoir de supprimer progressivement l'esclavage, avec l'aide d'une hausse du prix des captifs qui obligerait certains planteurs à moins les brutaliser, d'autres à les vendre ou à compter sur des naissances dans les plantations. En Angleterre, l'abolition est réclamée par une pétition au Parlement de 1783,, soutenue par Charles Middleton, chef suprême de la Royal Navy, puis d'autres, au nombre de 519, totalisant 390 000 signatures en 1792.
La Révolution française abolit l'esclavage, et donc également la traite, par le décret du 4 février 1794 ; mais Napoléon les rétablit en 1802-1803. En 1807, le Parlement britannique vote l'abolition de la traite atlantique, dont les flux chutent avec le droit de visite des navires étrangers imposé par la Royal Navy à partir de 1815 grâce à sa domination des mers. Cette même année, sous la pression du Congrès de Vienne, Napoléon abolit à son tour la traite des Noirs, mais pas l'esclavage. Ce n'est que la Deuxième République qui l'abolit sur tous les territoires français par le décret du 27 avril 1848.
Cependant la traite orientale, principalement arabe, ainsi que la traite intra-africaine, ininterrompues depuis de nombreux siècles, perdurent. L'esclavage dans ces régions est aboli par les Européens, avec l'interdiction de ces dernières traites aux XIXe et XXe siècles.

## Définitions, étymologie et historiographie
Le mot « traite » vient du verbe latin « tradere » signifiant échanger. L’historien Joseph Miller a donc appelé les années 1500-1800 la période « en extraction » de l’histoire de la traite des Noirs et a observé que la relation était loin d’être égale.
Selon le statut de Rome de la cour pénale internationale, « par « réduction en esclavage », on entend le fait d'exercer sur une personne l'un quelconque ou l'ensemble des pouvoirs liés au droit de propriété, y compris dans le cadre de la traite des êtres humains, en particulier des femmes et des enfants ».
Les historiens anglophones parlent de slave trade (« commerce d'esclaves ») mais Serge Daget rappelle que bon nombre d'entre eux étaient nés libres, et préfère parler de « captifs », l'esclavage ne commençant qu'à leur vente dans les colonies. Pour d'autres historiens, la captivité imposée pendant le voyage en fait des esclaves[réf. nécessaire].

### Critères selon Grenouilleau
Pour qu'il y ait traite négrière, selon l’historien Olivier Pétré Grenouilleau, il faut que les six éléments suivants soient combinés.
- les victimes sont des Noirs ;
- les réseaux d’approvisionnement sont organisés et intégrés ;
- les populations esclaves ne peuvent se maintenir de manière naturelle (natalité/décès) ;
- le lieu de la capture et celui de la servitude sont éloignés l’un de l’autre ;
- la traite[13] correspond à un échange commercial entre producteurs et acheteurs et l’esclave est donc considéré comme une marchandise;
- des entités politiques approuvent ce commerce et en retirent un bénéfice financier.

### Le différend historiographique de 1969, Curtin contre Dunbar
Jusqu'au milieu du XXe siècle, les historiens ont pris en compte les chiffres sur le commerce des esclaves estimés dans son livre de 1860, de 278 pages, publié sous le titre « The Mexican papers », dont une partie a été traduite le 5 mai 1860 dans la « Revue des deux mondes » puis republiée en 1863, par Edward Ely Dunbar (1812-1871) abolitionniste américain et se basant sur des connaissances encore partielles sur la répression de la traite au XIXe siècle. Ces chiffres avaient été retravaillés en 1936 par l'économiste allemand Robert René Kuczynski, qui les a lui-même hérités de l'écrivain américain W. E. B. Du Bois, les publiant dans « The Negro ». Ces chiffres sont ensuite contestés par de nouveaux ouvrages, comme le livre de Philip Curtin (en) en 1969 proposant de « nouveaux » chiffres, mais lui-même contesté pour ne se référer à aucune source nouvelle. Dans « The Atlantic Slave Trade: A Census », il critique le fait que le chiffre de 20 millions de déportés soit une extrapolation à partir de dossiers désormais perdus concernant la Jamaïque. Dans une démarche historiographique, il montre aussi le lien entre les chiffres d'Edward Ely Dunbar et ceux de W. E. B. Du Bois et Robert René Kuczynski.
Le chiffre de 11 millions d'esclaves estimé par Curtin, est souvent considéré comme le strict minimum pour ce qui est du trafic atlantique et n'inclut pas celui passant par l'océan Indien, autre traite marquée par la participation de l'Europe, dont l'ordre de grandeur est jugé encore plus difficile à estimer.

### Les travaux de l'historien Patrick Manning dès 1969
Dans les années 1960, l'universitaire Patrick Manning observe que l’Afrique du Nord et l’Arabie furent au cours du premier millénaire les principales destinations des migrants subsahariens et lance des recherches audacieuses, estimant qu'elle fut sous-évaluée.
En 1969, il soutient sa thèse sur l’histoire économique du Dahomey entre 1880 et 1914, sous la direction de Philip Curtin, qui publie cette année-là The Atlantic Slave Trade. Au cours des années 1970, Manning se tourne vers des analyses démographiques de la traite à partir des terrains qu’il connaît, le golfe du Bénin, pour tenter d’affiner les données disponibles sur le nombre de personnes qui y ont été asservies ou déportées. Il constate que les débats sur la diaspora africaine ont régulièrement grandi en importance depuis les années 1960. Grâce à des programmes de simulation développés avec un collègue mathématicien, il estime en 1981 que la mortalité due à l’esclavage a entraîné un déclin démographique. Deux ouvrages synthétisent ces recherches : Francophone Sub-Saharan Africa (1988) et Slavery and African Life (1990). Mais l'étude de la traite n'est rapidement pour lui qu'un palier vers l’histoire migratoire, plus large, qui peut la faciliter, car il constate, à partir du XVIIe siècle, des « identités raciales renforcées par l’asservissement » et un « nombre phénoménal d’études sur la traite des esclaves ».
Obliquant vers l'histoire migratoire en 1983, Patrick Manning élabore à Bryn Mawr College un projet de cours « Histoire de trois mondes (Afrique, Europe, Amérique) », puis un an plus tard déménage à Northeastern University, où il le reprend. Au même moment, le Zimbabwéen Robin Cohen publie en 1995 une grande synthèse sur la migration mondiale, puis en 1997 un livre sur les diasporas mondiales, remarqué par Patrick Manning, qui s'aperçoit que les études sur chaque diaspora ont eu tendance à « progresser de manière séparée », offrant un potentiel de connexion.
En 2005, Patrick Manning publie Migration in World History, reprenant ses travaux sur l'histoire mondiale, dont deux chapitres entiers traitent de la dispersion de l’humanité à partir de l’Afrique sur très longue durée. Puis en 2009 c'est une étude de la « diaspora africaine », cette fois resserrée à une période qui ne débute qu’en 1400, qu'il décrit comme un ensemble de communautés en provenance d’Afrique subsaharienne, sur le continent comme ailleurs sur la planète, et qu'il segmente en plusieurs « régions », en développant le concept de « maillage africain », réseau d’intercommunications locales permettant l’échange culturel.

### Liens et comparaison contestée entre les traites négrières
Les trois traites négrières ont des liens : la traite atlantique, lorsqu'elle a gagné en importance au XVIIIe siècle, a causé une forte croissance de la traite interafricaine, à qui les Européens sous-traitent des rafles, razzias et expéditions qu'ils réalisaient eux-mêmes au siècle précédent. Les victimes sont alors comptabilisées dans chacune des deux traites. Pour la même raison, la traite interafricaine est aussi liée à la traite arabe. Jusqu'en 2004, les historiens ne comparaient pas et n'ajoutaient pas les estimations des différentes traites, en raison de périodes de longueur très différentes et de ces doublons.
En décembre 2004, historien français Olivier Grenouilleau est le premier à faire une comparaison chiffrée des trois types de traite négrière, la traite orientale, la traite atlantique et la traite intra-africaine, en publiant une compilation bibliographique d'autres auteurs, récompensée par un prix du Sénat. Cette comparaison est reprise peu après dans des articles de presse critiquant la Loi Taubira, classant les traites négrières dans les crimes contre l'humanité, au moment du vote de la loi du 23 février 2005, exigeant au contraire une place dans les programmes scolaires pour « le rôle positif de la colonisation », elle-même contestée par un Comité de vigilance face aux usages publics de l'histoire.
Une « Affaire Olivier Grenouilleau » démarre ainsi lors de l'entretien d'Olivier Grenouilleau accordé au Journal du dimanche du 12 juin 2005, accusant la Loi Taubira d'être responsable des déclarations antisémites de Dieudonné et les descendants d'esclaves d'être peut-être des descendants de négriers. La militante Odile Tobner dénonce de son côté un livre à « fonction idéologique » obtenant une couverture médiatique disproportionnée en qualifiant abusivement de traite négrière « le servage ou au rapt pratiqués dans certaines sociétés africaines », et les traites orientales frappaient « des captifs de toutes origines non musulmanes ».
Dès les années 1960, l'universitaire Patrick Manning avait étudié l'importance de la traite orientale en soulignant ses débuts dès le premier millénaire. Selon Patrick Manning, Olivier Grenouilleau avait puisé dans son livre de 1990, Slavery and African Life, des estimations statistiques sur les populations en Afrique et sur la mise en esclavage afin d'affirmer en 2004 « que le commerce transatlantique des esclaves organisé par les Français était négligeable par rapport à l’ampleur de l’esclavage sur le continent africain ».
Patrick Manning a ensuite dénoncé chez Olivier Grenouilleau « des tentatives visant à dissocier l’esclavage transatlantique de l’esclavage africain » et conteste son affirmation d'avoir écrit la première histoire globale de ce phénomène. Selon Patrick Manning, son propre livre et celui de François Renault et Serge Daget, Les traites négrières en Afrique, datant de 1985, l'avaient précédé de deux décennies, en soulignant l'importance de la traite orientale et de la traite inter-africaine.
Olivier Pétré-Grenouilleau estime aussi avoir révélé que la traite orientale aurait été la plus importante en nombre avec 17 millions de Noirs, du VIIe siècle à 1920, chiffre cependant considéré comme « hypothétique » par Catherine Coquery-Vidrovitch, historienne, spécialiste de l'Afrique. Selon Olivier Grenouilleau, elle aurait été moins visible car se déroulant principalement sur terre et parce que les esclaves n'étaient pas incités à se reproduire entre eux, mais d'autres historiens observent que c'était le cas aussi pour la traite atlantique.
Plus généralement, la comparaison est par ailleurs critiquée pour trois raisons :
- la traite orientale s'est étendue sur treize siècles alors que la traite atlantique s'est concentrée à 90 % sur 110 ans[28] ;
- dans le cas de la traite atlantique il s'agit de totalisations agrégeant les comptabilités détaillées des armateurs et de leurs actionnaires, mais volontairement incomplètes pour se protéger du fisc et du mouvement abolitionniste. Dans le cas de la traite orientale et de la traite inter-africaine, il s'agit de projections mathématiques en forme de pure estimation, effectuées dans des travaux de recherche pour "balayer" la démographie des 11 siècles et être sûr de ne pas manquer un phénomène migratoire ou un autre ;
- elle compare la fourchette basse de l'estimation dans un cas (la traite Atlantique) et la fourchette haute dans les cas de la traite orientale et de la traite inter-africaine. Lors d'une interview de janvier 2005 dans Le Monde Olivier Grenouilleau[29], a reconnu que l'estimation de Ralph Austen sur laquelle il s'est basé, 17 millions d'esclaves pour la traite orientale, sur onze siècles, est sujette à une marge d'erreur exceptionnellement élevée, de plus ou moins 25 %[29], précision qu'il ne fournit plus dans les articles de presse suivants. Cette estimation est par ailleurs considérée comme « hypothétique » par Catherine Coquery-Vidrovitch, historienne, spécialiste de l'Afrique[27].

## La traite orientale

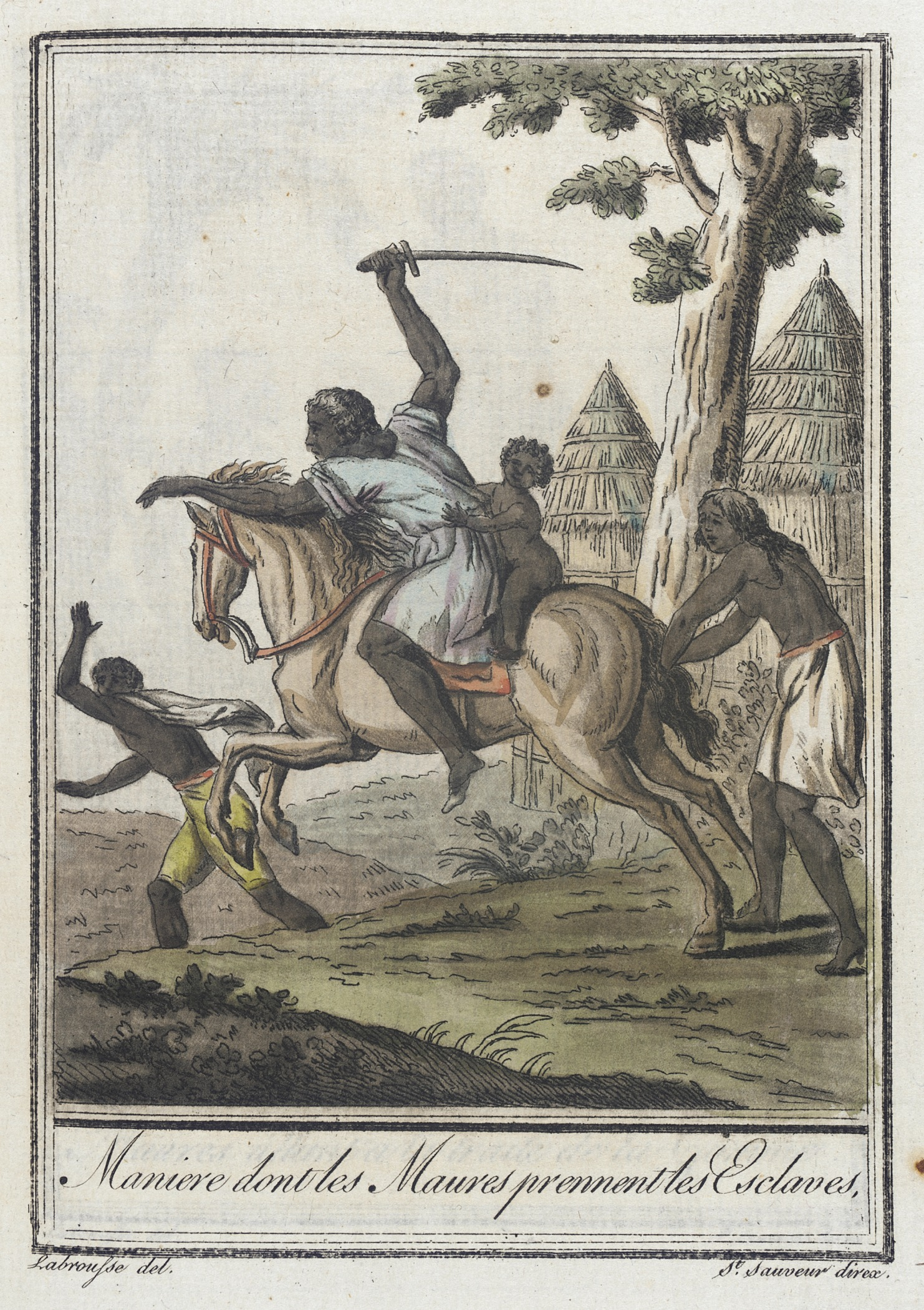
« Maniere dont les Maures prennent les Esclaves », v. 1797.

La traite orientale ou arabe-musulmane utilisait les voies commerciales des empires arabe puis ottoman : traversée du Sahara, de la Méditerranée, de la mer Noire, de la mer Rouge et le long de la côte africaine de l'océan Indien via les cités-États swahilis, qui se spécialisent dès l'Antiquité dans ce commerce. Ces routes commerciales approvisionnait leurs principaux marchés aux esclaves, dans les grandes villes d'Afrique du Nord et de la péninsule arabique, du Moyen-Orient, puis de Turquie.
Les régions d'importation des captifs sont le Kanem (actuel Tchad), la Nubie, l'Éthiopie, la Somalie et l'hinterland mozambicain et tanzanien.
Contrairement à une idée reçue, la traite orientale ne touchait pas davantage les femmes que les hommes et n'était pas particulièrement à finalité sexuelle. En revanche, elle était orientée plus vers la satisfaction des besoins domestiques que vers le travail productif. Elle fournissait une main-d'œuvre servile employée à des travaux domestiques et de services (employés de maison, tâches d'entretien des palais et des infrastructures et activités sexuelles : harem, concubines, prostitution, eunuques).
Les travaux des historiens Raymond Mauny, William G. L. Randies et Pierre Kalck ont établi qu'il fallait en moyenne compter trois à cinq morts, pour un esclave déporté.
Au Moyen Âge, une partie des esclaves terminaient leurs périples en Espagne et au Portugal, en partie sous contrôle musulman avec l'Al-Andalus jusqu'au XVe siècle, ou en Sicile jusqu'au XIe siècle et dans les Balkans à compter du milieu du XIVe siècle avec les Ottomans.
La traite d'esclaves noirs se poursuivit après la Reconquista espagnole, surtout vers la Sicile et les royaumes de la couronne d'Aragon. Après le Moyen Âge, quelques esclaves noirs arrivèrent jusqu'en Russie via l'Empire ottoman qui contrôlait la quasi-totalité du pourtour de la mer Noire.

### Le chiffre de14 millionsestimé en 1978
Lors du colloque de cinq jours organisé par l'UNESCO 1978 à Haïti,, consacré à la traite négrière, les participants ont estimé le nombre des esclaves partis d'Afrique à 15,4 millions pour la traite atlantique, et 14 millions pour la traite orientale. Pour cette dernière traite, le chiffre de 14 millions se répartit ainsi : 4 millions pour la traite dans l'océan Indien et 10 millions pour la traite transsaharienne et la traite par la mer Rouge, dont moins 6 millions pour la période de 1451 à 1870. Le chiffre de dix millions s'étend sur la période comprise entre 850 et 1910, mais certains historiens le trouvent excessif, hypothèse jugée plausible par l'historien nigérian Joseph E. Inikori, qui rédige le compte-rendu du colloque, mais pouvant selon lui « compenser peut-être dans une certaine mesure le chiffre trop modeste avancé pour la traite transatlantique », signe que les experts ne conçoivent pas alors les traites comme se dissociant mais se complétant.
Le colloque est suivi par le lancement en 1994 par l'UNESCO d'un programme consacré à la traite transatlantique, et il est décidé d'accentuer les recherches sur les traites de l'océan Indien, jugées moins bien étudiées que celles de l'océan Atlantique.

### Le chiffre de17 millionsestimé en 1990, puis en 2004
En 1990, avec l'avancée des recherches, l'historien américain Patrick Manning est le premier à estimer à 17 millions le nombre de déportés pour l'ensemble de la traite orientale. Les estimations sont ensuite affinées, puis partagées par plusieurs historiens, dont l'africaniste américain Ralph Austen.
En 2004, l'historien français Olivier Pétré-Grenouilleau, spécialiste de l'histoire de l'esclavage, publie un livre comparant pour la première fois les différentes traites, sur la base d'une compilation de plusieurs auteurs, dont Ralph Austen. Il affirme que la traite orientale aurait été la plus importante en nombre d'individus asservis : 17 millions de Noirs, du VIIe siècle à 1920. Cependant, Olivier Grenouilleau a lui-même reconnu dans une interview de janvier 2005, juste après la sortie de son livre, que l'estimation de Ralph Austen dont il s'est servi est sujette à une marge d'erreur exceptionnellement élevée, de plus ou moins 25 %. Cette estimation est par ailleurs considérée comme « hypothétique » par Catherine Coquery-Vidrovitch, historienne, spécialiste de l'Afrique.
Les nouvelles estimations ajoutent à leur base plusieurs données fiables, mais parfois incomplètes. On peut citer entre autres :
- Les chiffres sur le nombre d'esclaves noirs incorporés dans les armées d'Afrique du Nord et du Moyen-Orient (une cinquantaine de sources différentes les évoquent).
- Pour la période entre le IXe et le XIVe siècle, les récits des différentes époques, qui fournissent des renseignements notamment chiffrés sur l'esclavage ou la traite.
- Le nombre d'esclaves répertoriés dans certaines villes.

Il a parfois fallu procéder par déduction : des projections mathématiques ont par exemple évalué le nombre d'arrivées annuelles d'esclaves dans une ville, en considérant le taux de mortalité supposé des esclaves présents dans la ville en question.
Selon Olivier Grenouilleau, la traite orientale se déroulant principalement sur terre, elle aurait été moins visible : l'importance des mariages mixtes aurait masqué l'importance de cette traite, ainsi que le fait que les esclaves ne soient pas incités à se reproduire entre eux, mais d'autres historiens observent que c'était le cas aussi pour la traite atlantique.
Étant donné la marge d'erreur (25 %) des nouvelles estimations, le chiffre de 17 millions repose sur une certitude scientifique d'environ 75 %, suffisamment importante pour être considérée par la communauté internationale d'historiens. Quant au chiffre de 17 millions en lui-même, il est considéré plausible, ou certain, selon le point de vue des différents spécialistes de l'histoire de l'esclavage.
La comparaison est par ailleurs critiquée, car la traite orientale s'est étendue sur 13 siècles alors que la traite atlantique a été effectuée en 110 ans, tandis que les deux mouvements ne comportent pas du tout le même type de sources, la seconde étant documentée par les comptabilités des armateurs, confrontés à l'abolitionnisme. Au total, 90 % des esclaves africains déportés vers les colonies européennes l’ont été sur 110 ans, entre 1740 et 1850.

### La traite orientale à son apogée en 1860
À des époques plus tardives, on a pu en trouver également dans l'agriculture, l'artisanat et l'extraction minière ou le métier des armes. La traite orientale connut ainsi son apogée au XIXe siècle, notamment à travers une réorientation vers le travail productif avec l'essor de la culture du clou de girofle à Zanzibar : 100 000 esclaves, soit deux tiers de la population en 1834, puis 200 000 esclaves en 1860, pour une population totale de 300 000 habitants environ. La plupart appartenaient à des Omanais, qui étaient moins de 5 000. Seyyid Said possédait 45 plantations, dont une regroupant 6 000 à 7 000 esclaves. Cette époque de récoltes abondantes de clous de girofle a « coïncidé avec une période d'exportation plus intense que jamais » d'esclaves razziés à l'intérieur de l'Afrique de l'Est. D'après l'historien Cooper, de 15 000 à 20 000 transitaient par Zanzibar chaque année vers 1860.

### Les prélèvements en Asie centrale, Empire byzantin et Europe
La traite orientale ne se limitait pas aux populations noires. D'autres groupes ethniques en étaient aussi victimes, notamment des Européens, mais dans des proportions moindres. Elle prélevait des populations venant des steppes turques d'Asie centrale et de l'Europe slave et suscita des razzias dans le monde chrétien (Sud de l'Europe, Empire byzantin).

### La présence d'esclaves en Asie
Par ailleurs, des inscriptions javanaises et des textes arabes montrent qu'aux IXe et Xe siècles, l'Indonésie entretenait des échanges commerciaux avec l'océan Indien et la côte est de l'Afrique. Les inscriptions parlent d'esclaves jenggi, c'est-à-dire « zengi », employés à Java ou offerts à la cour de Chine. En arabe, Zeng ou Zanj désigne à l'époque les habitants de la côte de l'Afrique de l'Est.

### Groupes ethniques descendants de la traite orientale
Parmi les groupes ethniques et communautés descendants d'esclaves affranchis issus de la traite orientale, il y a, entre autres : les Akhdam au Yémen, les Afro-Saoudiens, les Afro-Palestiniens, les Afro-Syriens, les Afro-Jordaniens, les Afro-Irakiens, les Siya d'Iran ou Afro-Iraniens, les Siddis d'Inde et du Pakistan, les Jalban (Jalbane) d'Égypte, les Zenci ou Afro-Turcs de Turquie, les Haratin (Haratine) ou Chouachin (Chouachine) du Maghreb (Maroc, Algérie, Tunisie, Libye, Mauritanie, Azaouad et Azaouagh).

## La traite intra-africaine ou interne
C'est la moins étayée des trois traites pour sa partie ancienne, faute de sources écrites. Selon le philosophe et théologien canadien Melchior Mbonimpa, elle remonterait au moins au XIe siècle, mais sa partie la plus importante, la plus récente, principalement au XIXe siècle est documentée depuis longtemps.
La majorité des personnes mises en esclavage sont des prisonniers de guerre ou des personnes reconnues coupables de crimes ou parentes d'une personne exécutée pour crime,. Si les guerres ont pû constituer une offre de prisonniers à utiliser, l'ampleur d'une demande spécifique à l'Afrique et les principaux travaux auxquels ces esclaves « internes à l'Afrique » ont été affectés sont rarement identifiés clairement. La traite intra-africaine a été stimulée par les deux autres, mais n'est devenue dominante qu'au XIXe siècle.

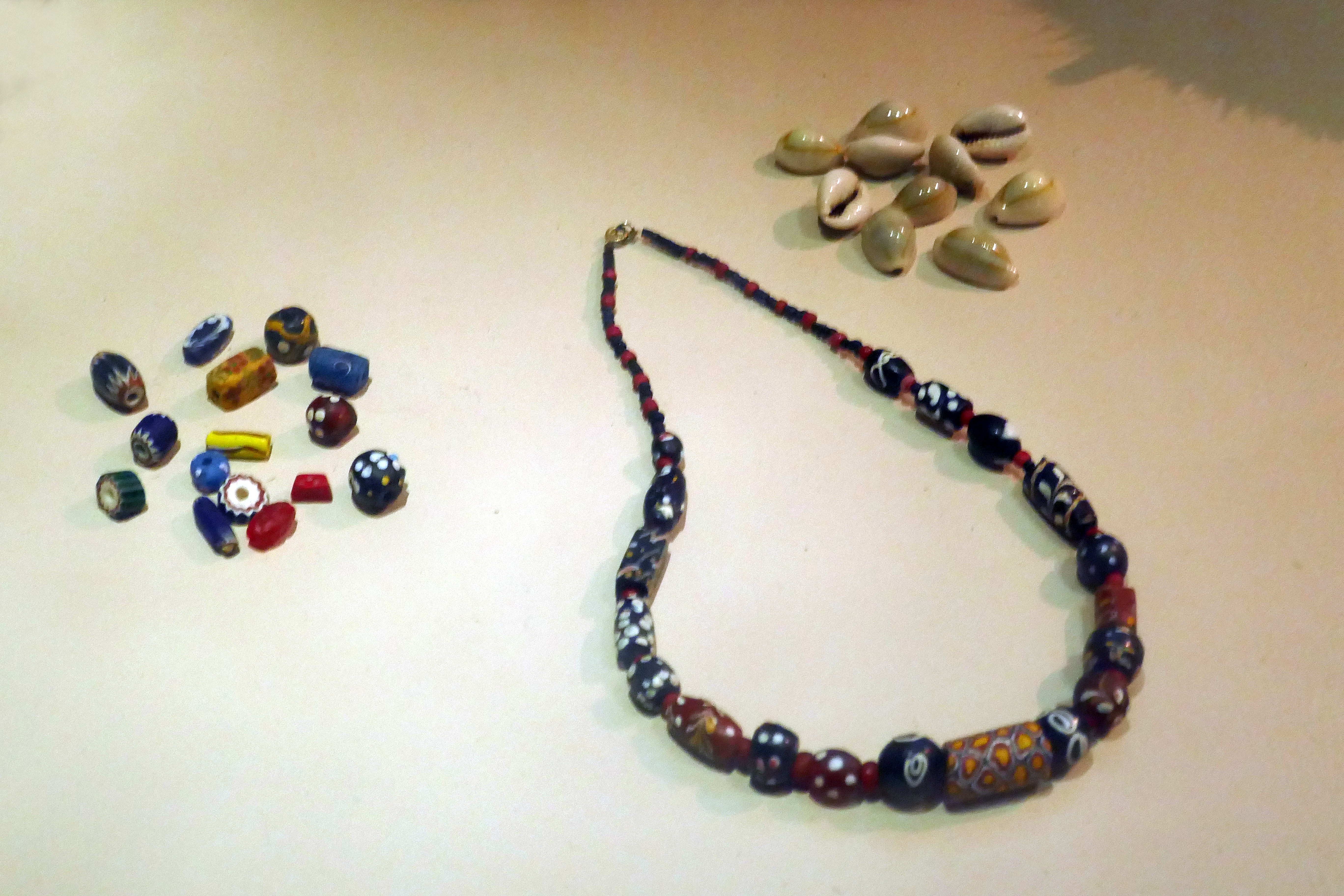
Exemples de "pacotille" échangée contre des esclaves en Afrique : Cauris des îles Marquises et perles de Murano. Un captif pouvait valoir entre 8 000 (1724) et 80 000 cauris (1748) selon la demande.

Au XVe siècle, deux expéditions brésiliennes ont dû rentrer à l'intérieur des terres, en Angola, pour s'approvisionner. Les captifs ont assez rapidement été échangés contre des marchandises venues d'Europe, parmi lesquelles les armes à feu, munitions et barres de métal étaient prédominantes. Puis au milieu du XVIIe siècle les Européens ont construit des « forts de traite » sur le littoral, pour emprisonner les captifs qui leur étaient vendus au fil de l'eau, en attendant qu'ils soient assez nombreux pour qu'un navire vienne les chercher.
C'est beaucoup plus tard que quatre grands royaumes côtiers vont construire, aux XVIIIe et XIXe siècles, leur bonne fortune sur le dos des esclaves : Bénin, Dahomey, Ashanti et Oyo. Parmi les monarques dahoméens, le pire fournisseur d’esclaves fut Béhanzin et Tegbessou parmi ceux qui s'enrichissent le plus : en 1750, il vend 9 000 personnes par an et encaisse un revenu de 250 000 livres sterling, dépassant celui des plus riches trafiquants de Liverpool et de Nantes. Ce fut le cas aussi des princes des États voisins de celui du sultan du Bornou (Kanem, Wadaï, Baguirmi et Sokoto), sur les terres du futur Nigeria. Au pays des Fellatas, les raeeas étaient menées par Ahmadou, fils et digne héritier de El Hadji Omar Seydou Tall.

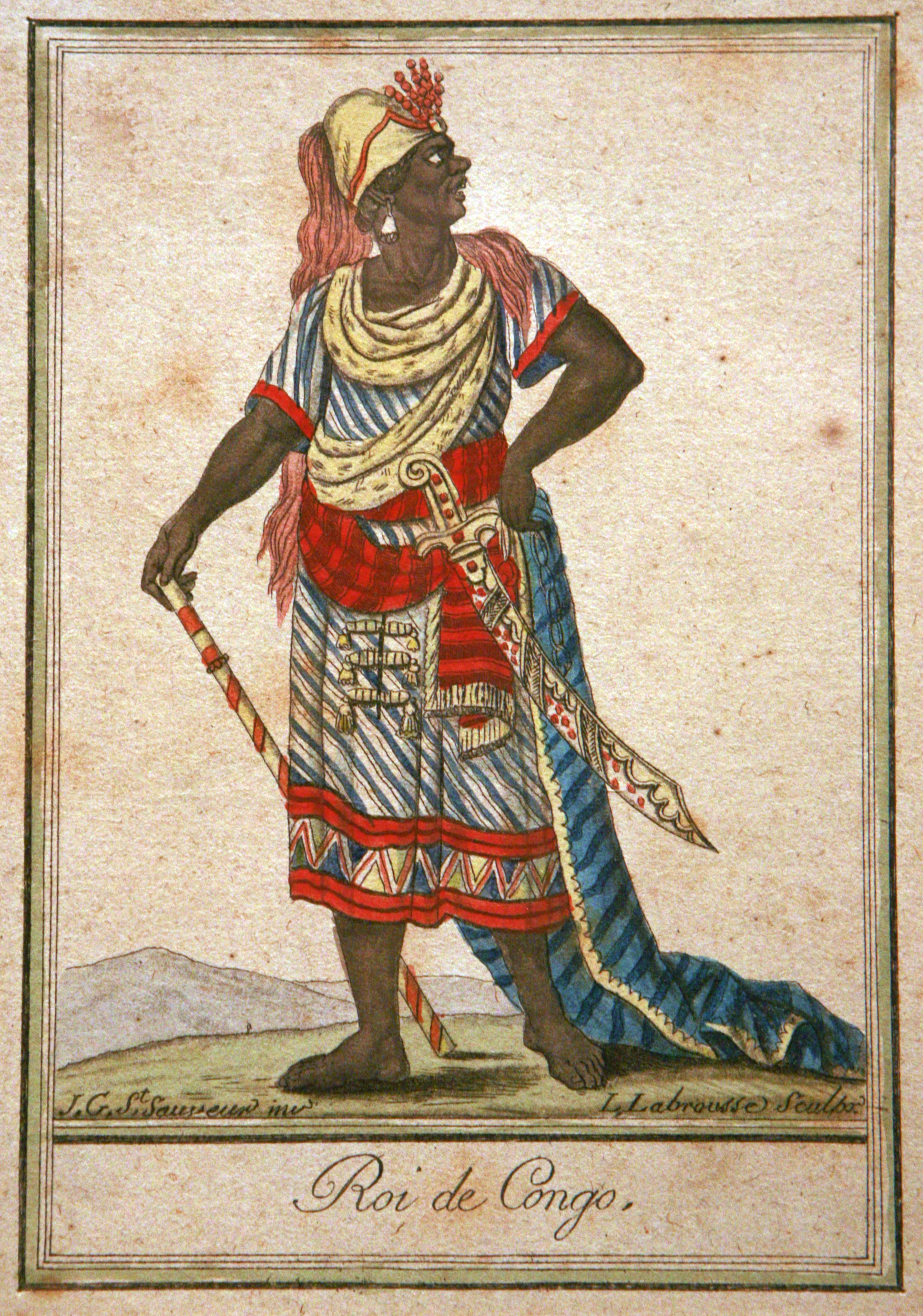
Jacques Grasset de Saint-Sauveur : Roi de Congo (fin XVIIIe siècle).
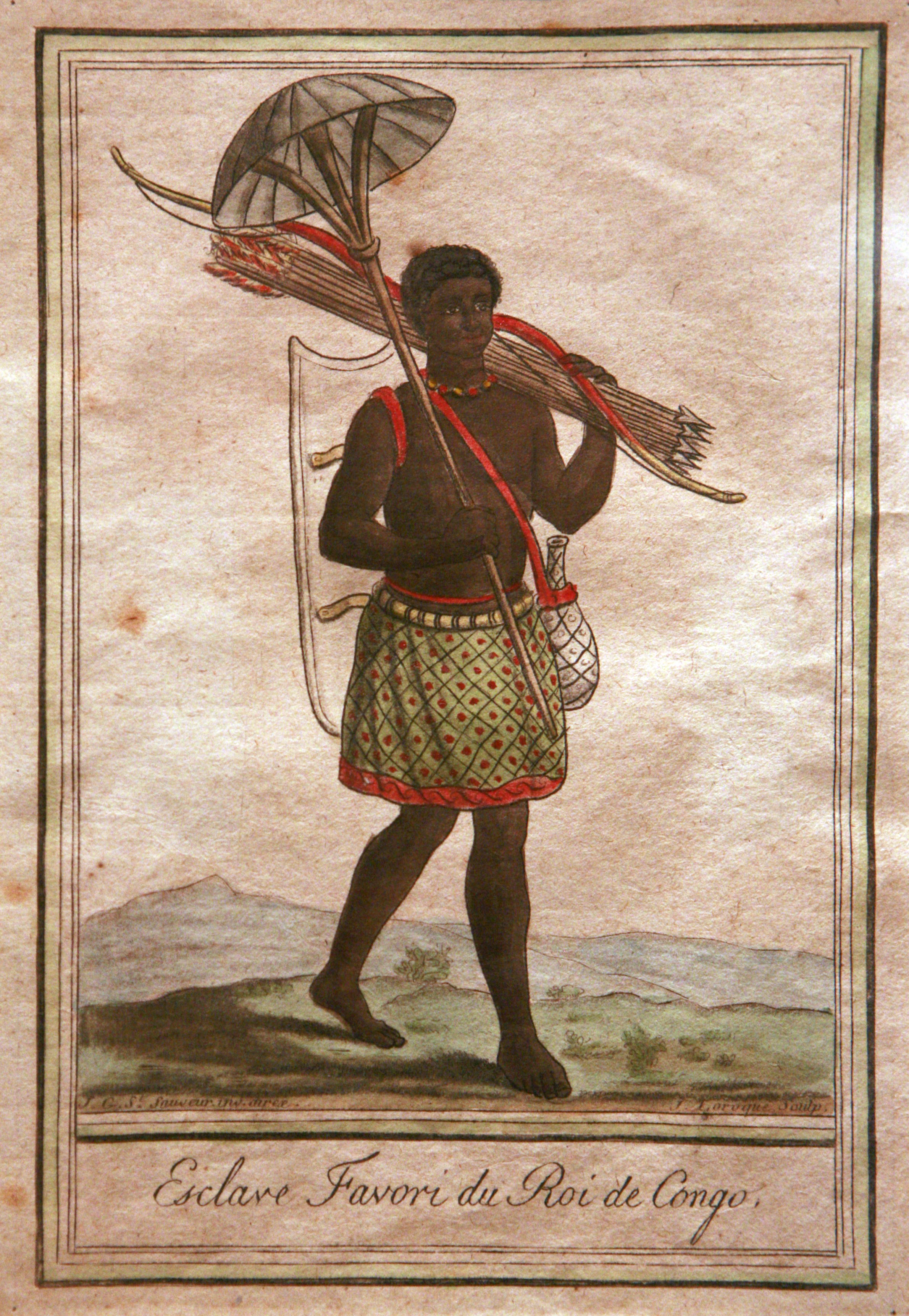
Jacques Grasset de Saint-Sauveur : Esclave favori du Roi de Congo (fin XVIIIe siècle).

### Les problèmes de sources et d'époque

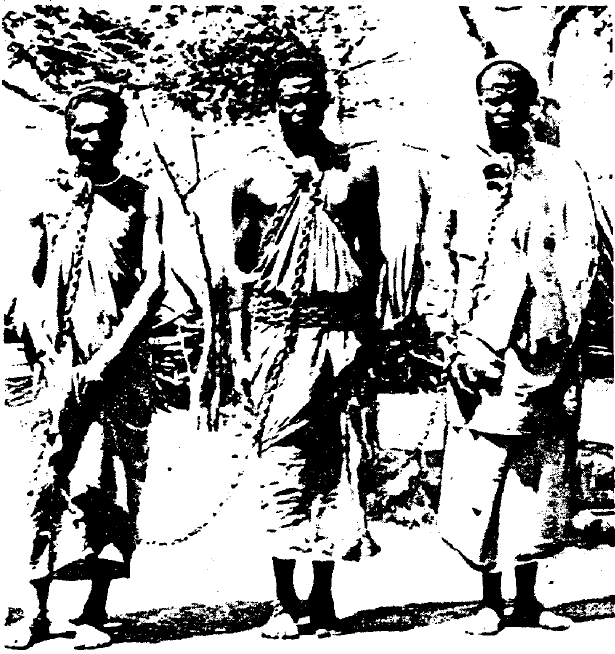
Esclaves enchaînés en Afrique de l'Est.

Selon l'historien Olivier Grenouilleau, « le prix des esclaves n’a pas cessé de monter jusqu’au début du XIXe siècle », avec l'expansion de la culture sucrière, tout comme les effectifs de la traite intérieure africaine. À la fin du XIXe siècle, la proportion d'esclaves en Afrique était cinq fois plus élevée que trois siècles plus tôt.
La part de la traite intra-africaine dans l'ensemble de la traite a fortement progressé au XIXe siècle, selon l'historien Patrick Manning. À partir des années 1800, les sources écrites deviennent bien plus nombreuses, d'autant que l'abolition de la traite atlantique en 1807 puis sa répression par la Royal Navy entraînent des recherches sur l'offre de prisonniers. Entre 1806 et 1863, la politique anglaise de répression de cette traite a représenté l'équivalent, en moyenne, de 1,8 % du revenu national, alors que dans le même pays, au XVIIIe siècle, l'apport du capital négrier dans la formation de ce revenu national s'est située seulement autour de 0,11 %, dépassant rarement la barre des 1 %, selon Olivier Grenouilleau, historien, professeur à l'université de Lorient. Avant 1850, seulement un tiers des captifs africains restaient sur place. Puis entre 1850 et 1880, leur nombre devint supérieur à ceux exportés par la traite orientale et la traite occidentale, abolie à l'échelle internationale depuis 1809, et combattue par la Royal Navy à une échelle intensive à partir de 1814-1815. Après 1880, la quasi-totalité des captifs resta sur place.
Malgré les sources écrites beaucoup plus significatives du XIXe siècle, les auteurs les plus engagés dans la mise en avant de la traite intérieure africaine, comme Olivier Grenouilleau, reconnaissent que le débat sur l'impact des différentes traites pour l'Afrique noire, ne recevra sans doute jamais de réponses claires.

### Les recherches des années 1970 et 1980
La traite interafricaine est ainsi connue et analysée de longue date par les historiens français, sans retard réel sur l'historiographie des autres pays,,. Dès 1972, l'historien Hubert Deschamps lui accordait déjà une « place marquée » dans son livre, même s'il observait qu'il est difficile de l'évaluer. L'historien Hubert Deschamps, professeur à la Sorbonne à partir de 1962, en parle, sans la classer parmi les autres traites moins connues, dès la courte préface du livre publié par l'historien Jean-Michel Filliot, aux Éditions de l'Office de la recherche scientifique et technique outre-mer, en 1974 et qui fait l'objet de compte-rendu dans des revues scientifiques prestigieuses les deux années suivantes, sans mentionner cette traite interafricaine comme une révélation, .
Dès les années 1980, la communauté des historiens tente de pallier les lacunes de la recherche pour mieux connaître cette traite interafricaine, malgré la difficulté d'interpréter les sources orales, et déplorent plus généralement « l'énorme prédominance des études concernant la traite atlantique par rapport à la traite transsaharienne et orientale », qui finit par faire croire que la traite « se caractérisait essentiellement par l'exportation hors d'Afrique » des personnes déportées.
Le chercheur canadien Martin A. Klein estime lui que, bien avant 1850, plus de la moitié des captifs restaient en Afrique de l'Ouest. Selon lui, même les années où l'exportation d'esclaves atteignait son intensité maximale, les captifs restant sur place — principalement des femmes et des enfants — étaient plus nombreux.

### Le lien avec les autres traites puis avec l'abolition de la traite atlantique
Les historiens ont plus travaillé sur les liens avec les autres traites et les conséquences de l'abolition de la traite occidentale que sur la comparaison chiffrée entre les différentes traites, en raison des problèmes de disparité entre les époques et de sources écrites lacunaires. La comparaison entre traites est surtout venue lors de la couverture médiatique du livre d'Olivier Grenouilleau en 2004, qui reprend des projections de Patrick Manning, estimant à 14 millions le nombre de victimes de la traite intra-africaine, soit la moitié des captifs exportés par les traites occidentales et orientales. Mais l'historienne Catherine Coquery-Vidrovitch estime quant à elle que « quatorze millions d'esclaves qui auraient, en sus, été « traités » et utilisés à l'intérieur du continent noir par les Africains eux-mêmes » est « un chiffre sans fondement sérieux ».
Les historiens ont apporté des contrepoids aux thèses légitimant la traite occidentale par l'existence d'un esclavage africain. Ils ne sont pas unanimes sur la question de savoir si les traites atlantique et orientale sont à l'origine de la traite intra-africaine, mais d'accord pour constater qu'elles l'augmentent très fortement à partir des XVIIIe et XIXe siècles, période où l'abondance des sources écrites fait foi. Les esclaves sont échangés contre des armes à feu, ce qui permet à certains peuples de former des nations guerrières, comme les Ashanti du pays de l'or, au Guana, et les migrations se multiplient, désorganisant les agricultures. D'autres peuples acquièrent des armes pour se défendre et se mettent à vendre à leur tour des prisonniers afin de pouvoir se procurer ces armes.
À partir de 1750, la traite intra-africaine concerne des territoires éloignés comme l'Oubangui-Chari, déjà sous la pression de la traite orientale, où les Européens procurent des armes à feu à des courtiers locaux, africains, qui acheminent les esclaves par pirogue, sur des fleuves que les navires européens ont du mal à remonter. L'existence de la traite intra-africaine, son développement au XIXe siècle, quand les débouchés vers l'Amérique sont interdits, une époque où les différentes traites avaient déjà plongé l'Afrique dans un chaos militaire, démographique et économique, ont servi souvent de prétexte à la constitution des empires coloniaux français, belges, allemand, italien et anglais. En raison des risques militaires, des maladies et des difficultés de navigation, les Européens avaient jusque-là, dans la majorité des cas, évité de pénétrer l’intérieur des terres avant le XIXe siècle, même si les Portugais ont fait des razzias à l'intérieur de l'Angola dès 1583. Malgré le boom sucrier du XVIIIe siècle, les besoins des économies européennes en matières premières et leurs moyens militaires n'étaient pas encore aussi importants que lors de la révolution industrielle, dans la seconde moitié du XIXe siècle, principale période de colonisation.

### La traite intérieure vue du Nigeria ou en Côte d'Ivoire
En juin 2009 au Nigeria, après avoir relevé que le Sénat américain a présenté des excuses pour « l'inhumanité, la cruauté, l'injustice fondamentale de l'esclavage », le Congrès des droits civiques (CRC), un collectif rassemblant des dizaines d'organisations de défense des droits de l'homme a demandé aux « chefs traditionnels africains nigérians de s'excuser pour le rôle que leurs ancêtres ont joué dans la traite des esclaves ». Le CRC a proposé à cette occasion qu'en échange de ces excuses ces chefs traditionnels obtiennent une reconnaissance constitutionnelle, une démarche parfois jugée liée à des arrière-pensées politiques, dans un pays où le poids de ces chefs traditionnels dans une partie des villages est considéré par les élites urbaines comme un frein à la modernité.
L'indignation apparaît parfois comme trop sélective et les Ivoiriens n'ont par exemple jamais organisé de manifestations pour protester contre l’esclavage toujours pratiqué au XXIe siècle en Mauritanie, remarquait en 2016 le journaliste Venance Konan, directeur du journal Fraternité Matin, à Abidjan.

## La traite occidentale

### Les deux traites occidentales, en droiture et triangulaire
Le « commerce triangulaire », qui relie trois continents (Europe, Afrique, Amériques), ne désigne qu'une partie de la traite négrière effectuée par les Européens. Grâce à l’exploration récente des archives portugaises et hollandaises, les dernières recherches attribuent à la « traite en droiture » (liaison directe Afrique-Amériques, sans passer par les ports d'Europe), 45 % du total des captifs africains déportés vers les colonies européennes (soit environ cinq millions d’individus).
Cela explique aussi pourquoi Rio de Janeiro est le premier port négrier de la traite occidentale, devant Liverpool et Nantes, exclusivement tournés vers le commerce triangulaire. De plus, si le commerce triangulaire culmine au XVIIIe siècle, la traite en droiture domine largement la première période (XVIe et XVIIe siècles), et à nouveau au XIXe siècle, du fait des abolitions en Europe.

### Introduction
Sur les 34 850 expéditions négrières atlantiques, l'immense majorité a eu lieu après 1640. Auparavant, de 1500 à 1640, environ 800 000 esclaves arrivèrent au Nouveau Monde, soit seulement 5% du total, contre plus de sept millions au XVIIIe siècle.
Cette période pré-1640 est elle-même divisée entre un début très lent, le XVIe siècle et ses 200 000 esclaves importés en Amérique, et une accélération, avec 600 000 déportations dans les quatre première décennies du suivant. Ainsi, la toute première partie, de 1500 à 1600, voit trois fois moins de déportations vers l'Amérique que la seconde, celle qui va de 1600 à 1640.
Seulement 5 % du total des esclaves déportés par la traite atlantique l'ont été avant 1640, essentiellement par les Portugais, principalement pendant les 45 premières années de l'époque de l'Union ibérique qui plaçait le Portugal sous domination espagnole entre 1580 et 1640. Les Portugais pratiquent alors des razzias dans l'intérieur des terres de l'Angola, dans l'espoir de se procurer les nombreux esclaves que leur colonie brésilienne requiert lors de l'essor sucrier et que l'Espagne leur commande pour l'immense mine d'argent du Potosi au Pérou. Avant ces deux phénomènes, la demande d'esclaves est faible et se heurte à la résistance des souverains africains, en Sénégambie comme au Kongo. du coup, les populations réduites en esclaves lors de la première vague de conquête de l'Empire espagnol (1492-1550 sont d'abord amérindiennes.
L'essor de la traite atlantique ne sera cependant significatif qu'à la fin du XVIIe siècle quand le Portugal se voit concurrencer par quatre nouveaux pays esclavagistes d'Europe (France, Angleterre, Pays-Bas et Danemark), pour atteindre un sommet au XVIIIe siècle dans un commerce devenu proprement triangulaire.
Le traité de Tordesillas, signé sous l'autorisation du Pape, réservait au Portugal toute la zone au-dessous d'une certains limite et interdisait à l'Espagne la colonisation de l'Afrique, ce qui l'a obligé à importer des esclaves via l'Asiento, monopole réservé au Portugal.
Les premiers esclaves africains arrivent à Cuba dès 1513. Mais deux siècles et demi plus tard, en 1763, Cuba ne compte que 32 000 esclaves, 10 fois moins que la Jamaïque anglaise et 20 fois moins que Saint-Domingue. En revanche, de 1792 à 1860, 720 000 Noirs sont introduits par les réfugiés français de Saint-Domingue à Cuba, alors que l'esclavage disparaît à Saint-Domingue et à la Jamaïque.

### Les explorations portugaises sans esclaves
L'exploration des côtes africaines lancée par le prince Henri le Navigateur en 1422 recherchait exclusivement des métaux précieux. En 1441, des Africains sont ramenés dans la péninsule ibérique mais en tout petit nombre. La première vente a lieu en 1444, dans la ville portugaise de Lagos.
Le Vénitien Alvise Cadamosto organise aussi deux expéditions pour les côtes de l'Afrique subsaharienne, en 1455 et 1456, mais sans ramener d'esclaves.
Par la bulle Romanus Pontifex, en 1454, le Pape Nicolas V se pose en arbitre des empires espagnols et portugais, y compris dans la christianisation des peuples indigènes et musulmans. L'historien Norman Cantor l'a opposé à Eugène IV, auteur de l'encyclique Sicut dudum qui interdisait clairement la possession d'hommes et accusé[Par qui ?] d'avoir légalisé la colonisation de l'Afrique et l'esclavage. Cependant, les différentes sources explicatives, la précision du texte une année plus tard, ainsi que la non-utilisation de cette bulle pour justifier l'esclavage, montrent que ces accusations ne sont pas prouvées,.

### La remontée des grands fleuves
Les Portugais ont aussi exploré les Royaumes du Kongo, de Loango, de Kakongo et de Ngoyo, par les grands fleuves reléguant les voies terrestres au second plan.
De 1485 à 1877, les Européens ont tenté de remonter le fleuve Congo avec les caravelles portugaises. Diogo Cão et ses hommes ont atteint les rapides de Yellala en 1485 avant de rebrousser chemin sans doute à cause de la malaria. À cet endroit, il laisse un padrão témoignant de sa visite, qui ne sera redécouvert qu'en 1911.
Des obstacles géographiques ont freiné la navigation et le flux des esclaves, en particulier les rapides de Yellala, les chutes d'Inga et les chutes Livingstone, amenant les Portugais à ne pas trop s'éloigner des régions côtières.
Les fleuves permettent d'accéder jusqu'à des territoires éloignés comme l'Oubangui-Chari, déjà sous la pression de la traite orientale, où les Européens procurent des armes à feu à des courtiers locaux, africains, qui acheminent les esclaves par pirogue à partir de 1750.
Les cours d'eau Sangha, Oubangui, et Congo, constituaient également des voies d'acheminement. Les Bobangis qui contrôlaient le territoire situé entre le confluent Congo-Oubangui et l'actuel site de Bangui, la capitale centrafricaine, deviendront ainsi un maillon essentiel d'une chaîne négrière en tant que peuple courtier.
L'étude du rôle important de la côte de Loango, zone côtière de 600 km allant du cap Lopez au Gabon, jusqu'à Luanda en Angola n'a pas suscité beaucoup d'intérêt de la part des chercheurs, et la littérature nouvelle des années 1980 s'est focalisée sur la partie sud de l'embouchure du fleuve Congo, l'Angola, dominée par les Portugais, négligeant la côte de Loango, sorte de « zone franche » où les marchands locaux, Britanniques, Français et Néerlandais, ont joué un rôle clé. Les Britanniques, plus présents dans la navigation vont aussi mieux contrôler ces espaces. Selon l'historien Pierre Kalck, le port anglais de Liverpool a lancé, entre 1783 et 1793, plus de 4 000 expéditions négrières, déportant 196 784 esclaves.
| Rang | Zone d'embarquement                                       | Nombre de captifs | Pourcentage de captifs |
| ---- | --------------------------------------------------------- | ----------------- | ---------------------- |
| 1    | Côte de Loango & Côte d'Angola                            | 5 694 574         | 45,48                  |
| 2    | Golfe du Bénin                                            | 1 999 060         | 15,97                  |
| 3    | Golfe du Biafra (et îles avoisinantes du golfe de Guinée) | 1 594 560         | 12,73                  |
| 4    | Côte de l'Or                                              | 1 209 321         | 9,66                   |
| 5    | Sénégambie et îles avoisinantes                           | 755 713           | 6,04                   |
| 6    | Côte orientale et îles de l'océan Indien                  | 542 668           | 4,33                   |
| 7    | Sierra Leone                                              | 388 771           | 3,10                   |
| 8    | Côte sous le vent (actuelle Côte d'Ivoire)                | 336 868           | 2,69                   |
| -    | Total                                                     | 12 521 300        | 100,00                 |

### Des forts d'abord bâtis par les Portugais en manque d'or
L'archéologie a montré que les forts bâtis par les Européens sur des îles ou presqu'îles de la côte africaine ont d'abord été bâtis pour d'autres commerces que les esclaves, à une époque où la traite négrière atlantique est encore inexistante. C'est l'or qui est d'abord recherché. En 1471, les Mandingues s’inquiétèrent quand la quantité d’or que le royaume de Bono fournissait aux Dioula se réduit après l'arrivée de nouveaux acquéreurs sur la côte, les Portugais, qui identifient les royaumes africains contrôlant des gisements d'or.

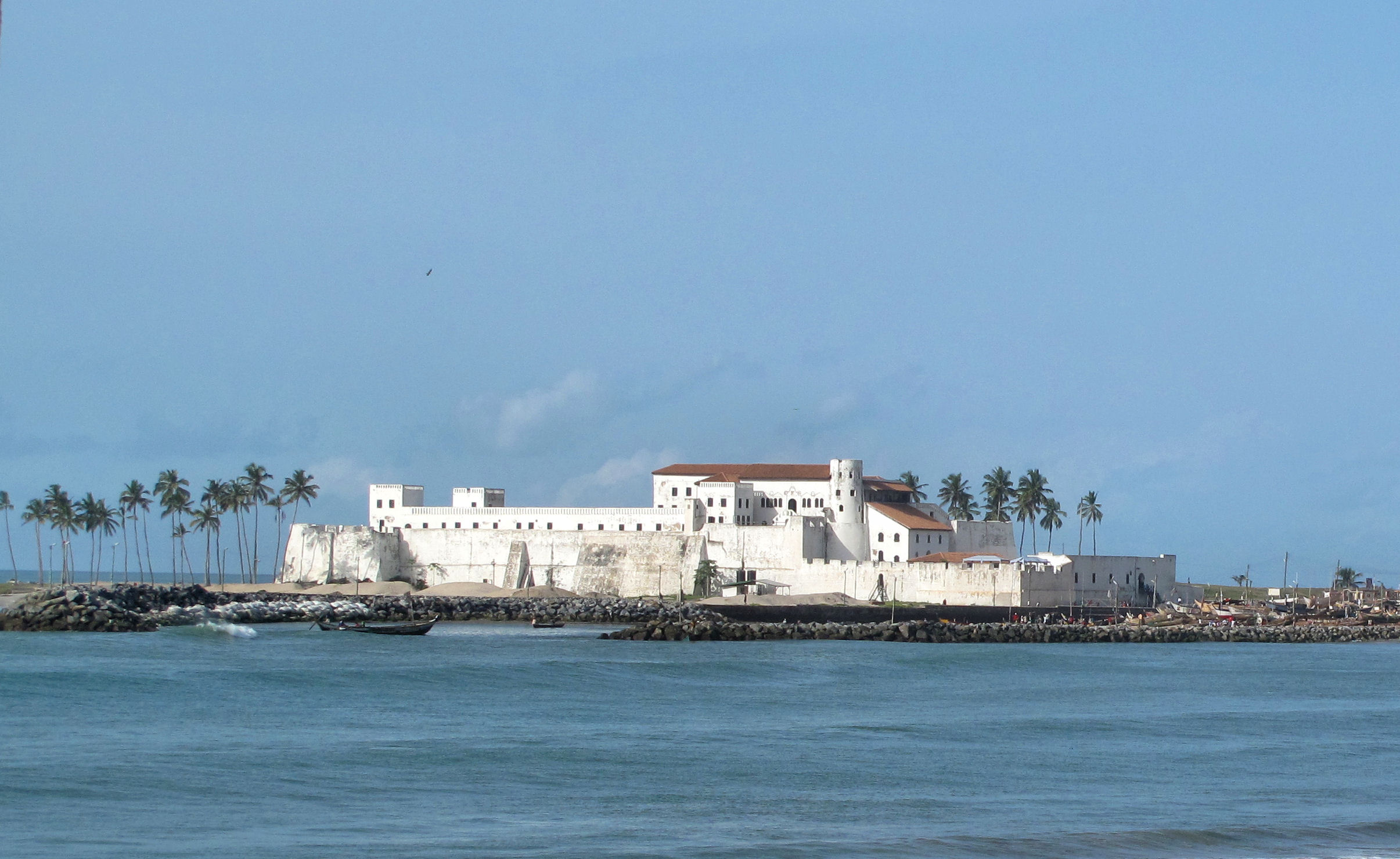
Le fort d'Elmina au Ghana.

En 1482, ils construisent le fort d'Elmina, « la mine » en portugais, sur la Côte de l'Or. L'or est recherché pour à payer les mercenaires de la guerre de reconquête de la péninsule ibérique, terminée en janvier 1492, quand tombe le dernier bastion musulman à Grenade.
Peu après, au début du XVIe siècle, d'autres sources européennes mentionnent l'existence d'États riches en or dans la haute vallée de l'Ofin (Ghana). C'est sur le littoral correspondant que les autres Européens s'implantent d'abord, rivalisant pour s'approvisionner en or. Sur les 200 kilomètres de la Côte de l'Or du Ghana furent construits près de quarante forts et loges. Les Portugais croyaient avoir trouvé l’Eldorado dont rêvait l’Europe entière, en manque d'or et d'argent. Les mines du nord de l’actuel Ghana connaissaient alors une pleine exploitation dont les musulmans exportaient la presque totalité par les pistes transsahariennes.
L'arrivée des Portugais inversa les flux, suscitant la jalousie de concurrents.
Ce n'est que beaucoup plus tard que les mêmes forts serviront à emprisonner des captifs, en attendant qu'il y en ait assez pour une déportation, dans un processus coûteux car les navires ne disposent d'aucune information, et perdent du temps et des marins, qui succombent aux maladies en raison de l'allongement du voyage.

### Les débuts: les Portugais s'arriment à la traite orientale
La traite atlantique concerne d'abord des esclaves nés en captivité au Portugal ou en Espagne.
Au début, ces esclaves partent vers Lisbonne, au départ de l'île d'Arguin, sur la côte Mauritanienne, au débouché des caravanes provenant de Tombouctou, empruntées par la traite orientale. Ils sont moins de 200 par an entre 1500 et 1514, puis ce chiffre approche du millier les années suivantes. Ils partent aussi de l’entrepôt de Santiago du Cap-Vert, vers Séville et Valence.
Ces esclaves deviennent domestiques, concubines, ou travailleurs pour les mines et les sucreries des Canaries, São Tomé-et-Principe ou Madère.

### La première vague d'esclaves d'Amérique, d'abord Amérindiens
Des esclaves noirs ne sont introduits à Hispaniola découverte par Christophe Colomb, qu'après la découverte de mines d’or à Cibao entre 1505 et 1525, et en quantité modeste.
Le Brésil, découvert en 1500, n'adoptera lui la culture du sucre qu'en 1548 ou 1550, malgré la volonté du Roi du Portugal manifestée dès 1516. Et cette culture ne prend son essor au Brésil qu'à partir de 1580. Auparavant, l'offre mondiale est plus réduite et dominée par les îles: Madère, les Canaries, Hispaniola et Sao-Tomé.
Les déportations ne deviendront significatives qu'à partir des années 1580, en Angola, secteur d'où viendront trois-quarts du total des captifs déportés par les Portugais, quand ils entreprennent la conquête du cours du fleuve Kwenza.

#### Les protestations au pape du roi AlphonseIerdu Kongo
Le Roi du Portugal répondit par la négative aux lettres de protestations congolaises du roi Alphonse Ier du Kongo, pourtant converti, comme son père, au christianisme, dont un successeur fut assassiné. Le roi Alphonse Ier du Kongo écrivit aussi au Pape pour protester contre la détention d'esclaves par les Portugais.
De nombreux jeunes congolais sont envoyés au Portugal pour y être éduqués mais dans une lettre en 1517, Alphonse Ier du Kongo estime que les résultats de ses efforts de coopération avec les Portugais ne sont pas à la hauteur. En 1517 aussi, il réclame d'être exemptés des taxes portugaises et de pouvoir utiliser un navire pour le commerce.
En 1526, Alphonse Ier demande aux Portugais de lui envoyer des physiciens et des apothicaires. Il envoie même en 1530 au Roi du Portugal deux bracelets d'argent qu'il a reçu de Matamba. En 1526 il dénonce dans une autre lettre les projets de marchands d'esclaves portugais
Une enquête menée en 1548 montre un début de déplacement du commerce portugais un peu au Sud, vers l'Angola, en réaction à cette résistance congolaise. Ce commerce ne reprend réellement qu'avec la recherche de richesses minérales menée par Ruy Mendes, le "découvreur des mines de cuivre" d'Afrique dans les années 1690, qui aurait découvert aussi du plomb, tandis que l'Allemand Gimdarlach (ou Durlacher), a découvert lui cuivre, plomb et argent-métal.
D'autres rois africains ont refusé de vendre des captifs aux négriers européens au XVIe siècle, comme le roi du Rio Sanguin.
Ces refus seront constatés aussi au siècle suivant, au royaume du Kongo en 1641, où le roi Garcia II, continue à commercer avec les Portugais, mais refuse la vente d'esclaves, car ce sont, dit-il, « ni de l'or, ni du drap, mais des créatures ».

#### L'offensive terrestre portugaise de 1583
L'expédition de traite négrière du XVIe siècle en Angola n'est pas dirigée par un Portugais métropolitain mais par Salvador de Sá gouverneur et héritier de la colonie naissante de Rio de Janeiro. Il veut obtenir des Noirs pour les exporter à Buenos Aires, afin de relancer la contrebande entre Rio de Janeiro et les rives la Plata, officiellement pour approvisionner les planteurs de sucre de la baie de Guanabara. Mais leurs besoins sont cependant encore modestes et couverts par l’asservissement des Indiens. En réalité, selon l'historien Luiz Felipe de Alencastro, il souhaitait surtout atteindre Buenos Aires, pour contrôler l'accès et l'approvisionnement des riches mines d'argent du Potosi. Mais la traite entre La Plata et Rio de Janeiro, ainsi lancée dans les deux dernières décennies du XVIe siècle, ne se maintiendra par la suite que de manière intermittente jusqu’au début du XIXe siècle.
Entre-temps, en 1567 est fondé le comptoir de Luanda à l'embouchure du Kwanza, à 300 km au sud de l'embouchure du fleuve Congo pour rechercher les célèbres mines d'argent de Cambambe recherchées depuis 1520 et en 1575, la Couronne portugaise accorde à Paulo Dias de Novais une charte pour bâtir trois forts en Afrique entre le Bengo et le Kwenza, fleuve au sud du Congo, navigable jusqu'à 200 km dans l'intérieur. Pendant trois ans, accompagné de 350 à 700 portugais, selon les sources, il vit en paix avec le roi d'Angola, puis il reçoit, de 1578 à 1587, cinq renforts successifs en hommes et matériel. Quand le roi d'Angola fait tuer trente Portugais en 1680 et saisit leurs marchandises, ces derniers renoncent à s'emparer des mines pacifiquement et décident de « les passer tous au fil de l'épée ».
Les Portugais n'acceptent plus alors qu'on ne leur livre plus que les condamnés à mort. Un missionnaire écrit ainsi en 1583 : que « cette année, les Portugais ont conquis la moitié du royaume d'Angola et battu quatre armées du roi. Des milliers de [ses] vassaux ont été tués et on s'est emparé des mines de sel, ce qui est le plus grave pour eux, car le sel leur sert de monnaie. D'innombrables esclaves ont été capturés »,.
Entre 1583 et 1618, les Portugais bâtissent dans les terres un réseau de forteresses, structuré sur l'axe fluvial majeur, le fleuve Kwanza:
- Massangano, édifiée en 1583 à 190 km dans les terres après la bataille de Massangano gagnée contre le Royaume de Ndongo, de langue kimbundu, lié au Royaume du Kongo du roi Alvare Ier du Kongo ;
- Muxima en 1599 à 128 km dans les terres, malgré l'assaut raté de 1590, quand le Royaume de Ndongo avait réussi une alliance avec le Matamba voisin;
- Cambambe, à 200 km dans les terres en 1603 ;
- Ambaca en 1618[83]. La Fortress of Kambambe (en) est reconstruite en 1604 et sert alors de prison pour les esclaves capturés[84],[85],[86]. Une autre est érigée dans la région de Kissama, au sud du fleuve, pour contrôler les mines de sel[83], mais abandonnée ensuite car son coût de maintenance est trop élevé[83]. Celle d'Ango, fondée au début des années 1610, bien que difficile à ravitailler car éloignée des fleuves, permet de maintenir une pression militaire sur le roi du Ndongo[83], puis est déplacée de quelques lieues, à Ambaca[83].

Pour l'Afrique, c'est le début de ce que la géographe et historienne Marie-Louise Maes a appelé « une guerre de Cent Ans qui a duré trois siècles, avec les armes de la guerre de Trente Ans », causant une chute démographique du même impact que ce qu'avait connu la France pendant la guerre de Cent Ans.

#### Les raids portugais du début duXVIIesiècle
Jusqu'au milieu du XVIIe siècle, les Portugais seront les seuls Européens à pratiquer la traite négrière, vers le Brésil et l'empire espagnol. Ils profitent au tournant du XVIIe siècle de l'envol des productions d'argent-métal et de sucre, qui sert aussi de monnaie, leur permettant d'acheter beaucoup plus d'esclaves. La mine d'argent espagnole du Potosí, plus importante du Monde, a atteint son niveau historique de production en 1580-1620. Dès 1585, elle a décuplé par rapport 1570 et la ville a plus d'habitants que Madrid, Séville ou Rome. Sa production d'argent-métal reste proche des sommets au début du siècle suivant.
Dans les décennies qui suivent, ce métal du Potosi sert aux sucreries portugaises du Brésil à acheter des esclaves noirs raflés le long des fleuves africains.
Cet afflux d'argent-métal espagnol a aussi dopé la frappe monétaire en Europe dans les années 1610, les mines du Mexique prenant ensuite le relais. Il provoque un essor de la demande de tabac, puis de sucre, en Europe, mais aussi une « montée vertigineuse des prix du grain », renchéri par les pénuries de la guerre de Trente Ans. Dès le milieu des années 1610, le prix du tabac produit en Virginie a augmenté.
Jusque-là, au cours de la période 1560-1620, environ 74 % du sucre venait d'Hispaniola. Dans l'île espagnole, jusqu'aux années 1570, la main d'œuvre était essentiellement amérindienne, avant d'être remplacée par des Africains de Madère et Sao Taomé, choisis pour leur expérience. Les années 1610 ont vu le Brésil prendre le relais : le nombre de moulins y passe de 130 en 1585 à 230 en 1610 et 346 en 1629. Il a triplé en un demi-siècle. Une invention importante, autour de 1610, permet de remplacer les deux cylindres horizontaux broyant la canne par trois cylindres verticaux, « permettant de faire passer deux fois la canne et donc d'extraire plus de jus ce qui doubla la productivité », avec des chaudières plus petites pour « diminuer la formation de caramel ».
Luis Mendes de Vasconcelos, nouveau gouverneur portugais de l'Angola, depuis 1617, a alors amplifié la politique de raids dans l'intérieur des terres, capturant des milliers de prisonniers, parmi lesquels un nombre disproportionné de femmes et d'enfants. Il opère notamment deux grands raids successifs contre la population de langue Kimbundu. Le premier captura de quoi remplir six grands navires négriers entre le 18 juin 1619 et le 21 juin 1620, soit près de 2 000 esclaves livrés ensuite à Veracruz, au Mexique. Parmi les six, le San Juan Bautista, parti de San Lucar, près de Séville le 12 ou le 13 octobre 1616. Chargé d'embarquer deux cents esclaves sur la côte angolaise, le négrier espagnol en a pris 150 de plus, en grande partie des femmes et des enfants.
Les archives montrent que trente-six négriers espagnols firent le trajet entre 1618 et 1621, avant la défaite portugaise de décembre 1622 à la bataille de Mbumbi. Le San Juan Bautista fut le seul attaqué par des corsaires. Il faudra attendre 1629 pour qu'un amiral néerlandais s'attaque à une escadre espagnole de la Flotte des Indes, gagnant la bataille de la baie de Matanzas.
Un raid a lieu contre la ville d'Angoleme, décrite en 1564 comme habitée par 30 000 personnes dans près de 5 000 maisons, où les habitants avaient leur propre religion, mais beaucoup avaient eu des contacts avec les missionnaires jésuites arrivés avec les Portugais en 1575. Des estimations chiffrent à 50 000 le nombre d'Africains capturés lors des raids de cette période et l'évêque Manuel Bautista Soares du Kongo a parlé d'approximativement 4 000 esclaves chrétiens capturés.

#### La colonisation portugaise de l'intérieur des terres
Les Portugais s’employaient surtout à acquérir l’or africain expédié en métropole, mais intensifie la recherche d'esclaves dans la seconde partie des années 1620, compte tenu de la demande au Brésil.
Dans le diocèse du Congo et d’Angola, les évêques résidèrent entre 1596 et 1621 au siège épiscopal de Mbanza Congo, à 200 km du littoral puis s'installeront plus tard à Luanda, au moment de l'intensification de la traite et de sa militarisation.
Desservie par des voies fluviales et des chemins, la région hébergeait entre 1 000 et 1 500 habitants portugais et lusobrésiliens au XVIIe siècle, dont une part de soldats, sans compter leurs alliés, les guerriers « jagas » et Mubiré, ce qui en fait le peuplement européen le plus massif en Afrique pour deux siècles.
Dans l'Angola de la seconde partie des années 1620, selon le gouverneur Fernão de Sousa (1625-1630), les sobas, devenus vassaux de la couronne portugaise, s’étaient engagés à fournir une certaine quantité d’esclaves adultes et robustes. Ce gouverneur rappelle que les « négriers » n’ont pas le droit de négocier directement dans les terres des sobas, mais que les femmes et enfants de ces derbiers sont envoyés aux Amériques en cas de non-livraison du quota d'esclaves.

### Les Portugais déstabilisés par la guerre de Trente Ans

#### La marine néerlandaise affaiblit le Portugal par ses colonies
La défaite subie par les soldats portugais en décembre 1622 à la Bataille de Mbumbi, malgré le soutien de leurs supplétifs, les mercenaires Imbangala, décrit par des sources européennes et locales comme des cannibales originaires du sud de la rivière Kwanza, modifie la donne de la guerre de Trente Ans. La marine néerlandaise décide alors qu'elle va affaiblir les Portugais par leurs colonies.
C'est la mission confiée à Compagnie néerlandaise des Indes occidentales, fondée en 1621, qui n'a pas les ambitions commerciales de la prestigieuse la Compagnie néerlandaise des Indes orientales car la piraterie constitue l'un des objectifs avoués de sa charte. Dans un rapport de l'époque, un des dirigeants de la Compagnie néerlandaise des Indes occidentales écrit : « sans esclaves, il n'y a pas de Pernambouc, et sans Angola, il n'y a pas de Portugal ».
Dès 1624, les Néerlandais tentent de s'emparer de Luanda deux fois, après la prise de Salvador de Bahia, au Brésil, via deux expéditions, menée par Philip van Zuylen puis Piet Hein. Ce dernier s'empare d'une flotte espagnole remplie d'argent du Pérou, au large de Cuba.
Johan Maurits de Nassau tente une expédition contre Elmina, en 1637 puis en 1641. Puis, profitant du flottement politique provoqué par la restauration de l'indépendance du Portugal vis-à-vis de l'Espagne, il s'attaque à Luanda et São Tomé.
L'Angola ne sera repris aux Néerlandais qu'en 1648, grâce au soutien des colons sud-américains du Brésil. Le Brésilien Salvador de Sá devint alors lui-même gouverneur angolais.

#### Les conséquences de l'attaque du Brésil par les Néerlandais
La guerre de Trente Ans (1618-1648), est considérée par des historiens comme le premier conflit mondial en raison des batailles opposent les Néerlandais aux Espagnols et Portugais sur les quatre continents. La plupart des soldats sont des mercenaires et les monnaies de l'époque, or, argent-métal et sucre, viennent à manquer. Les Néerlandais ont déstabilisé le circuit commercial des esclaves qui partaient de l'Angola portugais vers les plantations du Brésil, produisant 80% du sucre mondial, en partie d'entre eux continuant leur voyage forcé vers le sud et Buenos Aires, embouchure du puissant fleuve remontant jusqu'au pied de la Cordillère des Andes, où ils transitaient ensuite par charriots vers l'énorme mine de Potosi alors une des villes les plus peuplées du Monde, assurant la moitié de la production d'argent-métal de l'Empire espagnol.
Une pénurie mondiale de sucre mais aussi d'argent-métal est alors causée par la destruction d'une grande partie des moulins à sucre du Pernambouc brésilien par les Néerlandais. Dès 1624, les Néerlandais harcèlent les Portugais des deux côtés de l'Atlantique, puis s'emparent entre 1630 et 1635 des deux tiers du Brésil sucrier. Les cours du sucre flambent, quasiment au moment d'une surproduction de tabac, dont les prix sont au contraire en chute libre, provoquant en 1639 la seconde révolte des engagés blancs de la Barbade[réf. incomplète], les Irois, après celle de 1634. Dans cette petite île, la plus peuplée de la Caraïbe car sans Amérindiens, quelques planteurs un peu plus riches prévoient de passer de la culture du tabac à celle du sucre. Le Néerlandais Peter Blower, arrivé du Brésil en 1637, y amène le sucre pour tester sa culture.
Cette situation provoquera dans la seconde partie des années 1640 l'importation d'Africains pour remplacer les engagés irlandais dont les planteurs se méfient, sur fond de première révolution anglaise. De nombreux écrits de l'époque montrent cependant une résistance, aux Pays-Bas comme en Angleterre, aux idées esclavagistes, tout au long des années 1640.

### Les années 1640

#### Le traité d'alliance commerciale entre le Portugal et l'Angleterre
Sur fond de guerre néerlando-portugaise qui a épuisé et déstabilisé le commerce au Brésil, la Restauration portugaise de Noël 1640 met fin à l'Union ibérique associant depuis 1580 ce petit royaume à son grand voisin espagnol. le Roi Jean IV remplace le précédent. À la recherche d'alliés et de rentrées d'argent, il signe un traité de coopération avec les Néerlandais en 1641, puis dans la foulée début 1642 avec l'ex-ennemi historique qu'était l'Angleterre. Les marchands anglais réclament immédiatement les mêmes privilèges. Juste avant, en novembre 1641, la Révolte en Irlande et de supposés complots papistes dénoncés par des pamphlets alarmistes dans toute l'Angleterre protestante,, ont poussé le roi Charles Ier, père de Charles II, à se réfugier le 12 janvier 1642 au château de Windsor, au début de la guerre civile anglaise qui mènera à sa décapitation. Il était alors en pleine préparation de ce traité d'alliance et de commerce avec le Portugal, qu'il signe le 29 janvier 1642 malgré l'opposition du Parlement anglais, et qui permet aux Anglais de tenter d'acheter des esclaves en Angola, à moitié envahi par les Néerlandais, pour tenter d'en revendre aux planteurs anglais de la Barbade, où le sucre vient d'être introduit. De plus, quasiment seuls les Portugais connaissaient les rythmes infernaux et les secrets complexes de la production de sucre, le bon adapté pour couper la canne et les dimensions exactes des laminoirs et chaudrons, comme y fait référence le planteur brésilien Gaspar Dias Ferreira en 1645: « les Noirs et les sucres doivent passer par les mains des Portugais ».
Ce traité ouvre « les terres, les forts, les châteaux, les ports et les côtes d’Afrique, de Guinée, etc. l’île de São Tomé et dans toutes les autres îles qui s’y trouvaient » à leurs navires ».
Comme pour le distinguer du petit troc, il autorise à « transporter des marchandises, des chargements ou des calèches sur des wagons, des chevaux ou des navires » des terres portugaises à « tout autre endroit ». Le texte appelle également à de futurs accords commerciaux avec le Brésil, dont une partie est restée portugaise.
En 1641, la Barbade a déjà accueilli le premier navire négrier de son histoire, le Seerobbe, avec à bord 264 esclaves sur les 330 pris en Afrique. La Guinea Company anglaise, dirigée depuis 1628 par Nicholas Crispe, un très proche ami du roi, avait été dénoncée dès 1640 par le Parlement britannique en raison de son monopole sur les forts d'Afrique pris par les Anglais aux Portugais pour tenter d'y collecter de l'or. Elle est aussi soupçonnée participer à la traite négrière. En 1999, les archéologues découvriront sur un site ayant appartenu à Nicholas Crispe, des vestiges d'une manufacture d'objets en verre probablement destinés à l'Afrique, renforçant cette thèse car ces objets sont les mêmes que ceux retrouvés en Amérique et au Ghana, sur la Côte-de-l'Or, et n'ont pas d'autres équivalents auparavant en Angleterre.
Opposés au roi, les parlementaires obtiennent en 1643 la fin du monopole de la Guinea Company. La Royal Navy lui réclame 5 000 sterling en 1642 et le Parlement place ses biens sous séquestre en 1644, notamment la moitié du capital de la Guinea Company. Il est aussi question de saisir la moitié de la cargaison du navire The Star, qui ramène 10 000 sterling d'or africain.
C'est seulement au milieu de la décennie que d'autres négriers anglais trouveront une petite place en Angola, que Portugais et Néerlandais continuent de se disputer: les débuts de l'essor sucrier à la Barbade, entre 1640 et 1645, reposent principalement sur les Engagés blancs. Quand les Portugais reprennent l'Angola en 1648, les premiers négriers anglais sont déjà au Nigeria : pour enlever des esclaves, ils remontent les rivières du royaume d'Arda où les Portugais avaient pris quelques-uns dès 1575, et la Calabar (rivière), d'où ils en avaient déporté en Amérique espagnole en 1620 et 1625 et vers la plantation de sucre brésilienne de "Santana" à Bahia dès 1616. La rivière Calabar, navigable grâce à un tirant d'eau de 6 mètres, se jette dans le fleuve Cross à une cinquantaine de kilomètres de son estuaire. Au moins trois navires anglais ont acheté des esclaves en 1644-45, selon une source. Selon une autre, le Calabar fut victime d'un total de 16 voyages négriers en 1645-1647, vers la Barbade principalement, les traces de « monétisation », via des barres de cuivre et de fer échangées, n'apparaissant qu'en 1668. Alors qu'à la même époque, sur la Gold Coast, les esclaves ne représentent qu'une part minoritaire de la valeur des navires anglais, au Calabar c'est la totalité et le seul motif de voyages qui en moyenne prennent six mois et déportent 250 personnes. Huit navires néerlandais étaient auparavant venus entre 1638 et 1645, mais restés dans l'estuaire. Au total, entre 1650 et 1815, le Calabar sera considéré comme la 5e zone de déportation d'Africains vers l'Amérique, derrière les deux ports angolais de Luanda et Benguela, et ceux de Bonny (Nigéria) et Ouidah (Bénin). Ce trafic va transformer au siècle suivant un peuple de pêcheurs en canoé, les Efik (peuple), en auxiliaires des négriers européens : au XVIIIe siècle, ils apprennent l'anglais et vendent comme esclaves la minorité d'Igbo, peuple frontalier, établi sur leur territoire, dans la zone comprise entre Bonny et Calabar.
Il s'agit de répondre à la pénurie d'esclaves à la Barbade et dans les trois îles française des Antilles alors en pleine expansion sucrière: Saint-Christophe (partagée avec les Anglais), la Guadeloupe et la Martinique. Pénurie aussi de chevaux : leur exportation d'Angleterre est limitée depuis le déclenchement de la guerre civile. En préparant sa traversée de l'Atlantique de 1647, Richard Ligon, un royaliste anglais, a fait appel à l’archipel du Cap-Vert, alors portugais, « où nous devions échanger des Noirs, des chevaux et du bétail » pour les revendre dans la Caraïbe. Le Jacob, navire néerlandais capturé par les Anglais, est acheminé à la Barbade en 1644, puis de 1644 à 1646, au moins 29 navires anglais ont transporté des esclaves dans l’Atlantique. La Barbade, sûre et stable, où quelques grands planteurs avaient tiré solvabilité des exportations précédentes de coton et de tabac, était la destination logique, surtout depuis la perte de l’île de Providence, prise par les Espagnols en 1641. Saint-Christophe et les Bermudes étaient d'autres possibilités.
En 1647, la première révolution anglaise connait un second souffle, le roi rejette en août un projet constitutionnel du gendre de Cromwell, Henry Ireton, qui lui retire tout contrôle sur l'armée et la politique étrangère. Il réagit en attaquant l'Angleterre avec l'Écosse en avril-mai 1648 mais dès le mois d'août est défait par les parlementaires d'Cromwell à Preston, puis jugé par un tribunal spécial, choisi par la soixantaine de députés siégeant encore aux Communes (Parlement croupion) et décapité à Whitehall, le 30 janvier 1649, la Chambre des lords étant supprimée le 6 février et la royauté abolie le 8. Ses partisans pour la plupart réfugiés aux colonies des Antilles et dans les îles de la Manche sont alors dans le viseur de Cromwell.

#### De 1641 à 1648, Garcia II du Congo, allié aux Néerlandais, exclut la traite
Garcia II du Kongo devient Roi du Kongo le 22 février 1641, faisant échec au Portugais qui avaient tenté d'imposer un rival. Il contracte une alliance avec les Néerlandais mais en fixant des règles : il se déclare disposé à continuer à commercer comme avec les Portugais, mais exclut la vente d'esclaves, car ce sont, répète-t-il, « ni de l'or, ni du drap, mais des créatures ».
Les Néerlandais du Brésil s'emparent deux mois après de Luanda, capitale de l'Angola et de São Tomé, à l'insu d'Amsterdam, qui accepte à postériori. La métropole y voit un moyen de défendre les Congolais contre les Portugais mais le gouverneur néerlandais du Brésil lui propose de reprendre la traite négrière portugaise, en faisant miroiter une très forte rentabilité. En avril 1645, une guerre éclate entre Garcia II du Kongo et son vassal africain comte de Soyo, Dom Daniel da Silva, qui l'emporte le 29 avril puis fin juillet 1646, contre une armée royale il est vrai limitée à 300 à 400 hommes. Les archives montrent que le gouverneur néerlandais a exigé un peu avant des Congolais un pot-de-vin, des esclaves qu'il a fait revenir discrètement, pour leur promettre une aide militaire dans ce conflit.
Le 25 mai 1645 arrivent au Kongo cinq missionnaires capucins (italiens et espagnols) avec un mandat de la Congrégation de la Propagande de la Foi, fondée par le Pape Grégoire XV en 1622. Par une lettre à Rome du 5 octobre 1646, le roi réclame l'envoi d'un nouveau contingent de missionnaires. Le Saint-Siège donne son accord et au total c'est une trentaine de capucins qui arrivent.
Sept ans après l'arrivée des Néerlandais, une expédition navale, majoritairement financée par les Portugais du Brésil, expulse les Néerlandais de l'Angola, le 15 août 1648. Le roi Garcia II est alors sous la menace d'un conflit avec les Portugais. Il négocie avec eux un traité de paix, conclu en 1649 à Luanda, abandonnant sa souveraineté sur l'île de Luanda et renonçant à tout commerce direct avec les Néerlandais. Une clause prévoit que « le roi du Kongo s'engage à donner à la couronne du Portugal les montagnes dans lesquelles on dit que se trouvent des mines d'argent ».
Un premier conflit intervient en 1651, lorsque le roi est déçu dans son espoir d'obtenir l'appui de Rome pour rendre la royauté héréditaire et supprimer l'élection : il expulse de son fief son neveu Dom Pedro nommé duc de Nsundi. En 1654, du fait de la non observation du traité de 1649, la guerre manque d'éclater.

### Le coup de frein d'Oliver Cromwell, des pirates et des Amérindiens
La Barbade fut la première menacée par une flotte envoyée d'Angleterre par Oliver Cromwell en 1651. Affaiblis par la première guerre anglo-néerlandaise, qui fait suite à cette expédition et est rapidement gagnée par Oliver Cromwell (1652-1654), les Néerlandais renoncent au Brésil en 1654,. D'autres pays récupèrent une partie de leurs comptoirs africains.
Une autre flotte envoyée d'Angleterre par Oliver Cromwell s'empare de la Jamaïque espagnole en 1655, ou des pirates et boucaniers s'installent pendant une vingtaine d'années, constituant un obstacle à tout développement de l'esclavage, d'autant que plusieurs centaines d'esclaves locaux ont profité de l'assaut pour s'échapper et fuir dans les montagnes créer des "Quilombo", campements cachés à l'image de ceux qui ont tant tracassé les colons au Brésil et à Carthagène des Indes
Pour que l'esclavage puisse s'y installer la Couronne d'Angleterre décidera 20 ans plus tard d'effectuer des dons des terres importants aux pirates de Jamaïque des années 1670 en particulier à leur chef Henry Morgan.
En Guadeloupe et Martinique des années 1650, c'est la présence d'Amérindiens dans une partie de chacune des deux îles qui est un obstacle à la culture du sucre, avec de fréquentes attaques des plantations notamment en 1654. Les colons décident de les exterminer par la Guerre de 1658 contre les Indiens caraïbes, pour obtenir une île sans aucune présence amérindienne, comme l'était la Barbade dès sa première colonisation. La guerre est motivée par le fait que de nombreux esclaves fugitifs se sont réfugiés dans la partie de l'île contrôlée par les Indiens caraïbes. Les militaires qui y ont participé reçurent ensuite des terres, comme Pierre Dubuc de Rivery qui fonda une dynastie de planteurs de sucre.

### Les colons des Antilles contre la Compagnie française des Indes occidentales
Colbert décide en 1658 de transformer la Compagnie normande, qui avait importé les premiers esclaves de Guadeloupe, en Compagnie du Cap-Vert et du Sénégal, dont elle rachète les actifs et le monopole du commerce au Sénégal, puis en 1664 le tout est cédé à une nouvelle Compagnie française des Indes occidentales (CFIO), qui récupère aussi les actifs antillais de la Ordre de Saint-Jean de Jérusalem. Ni l'une ni l'autre ne développent la traite négrière, car Colbert préfère ménager les Néerlandais, qu'il cherche à faire venir en France pour créer des manufactures et qui commercialisent le tabac des Antilles françaises à l'export. Sur les côtes de Guinée, la CFIO sous-traite la traite à des interlopes néerlandais à l'exception de la mission avortée confiée de novembre 1670 à décembre 1671 à Louis de Hally et Louis Ancelin de Gémozac. Les liens diplomatiques avec les États de la Côtes de l'Or n'entrainent pas de traite. Pour relancer celle-ci, Louis XIV fonde la Compagnie du Sénégal en 1673, dirigée par Sieur de Richemont puis Jacques Fuméchon (1674–1682), qui prend l'île de Gorée en 1677, dans le cadre de la Guerre de Hollande, alors que les premiers esclaves français des Antilles françaises venaient d'Angola, du Congo et de Guinée.

#### Accélération à la Restauration anglaise
Dès la Restauration anglaise, le 3 juin 1661, le roi Charles II lance les bases de l'empire colonial anglais, en développant des colonies qui l'ont soutenu activement pendant. Il crée la Caroline, concédée à des proches, et où émigrent plusieurs centaines de planteurs de la Barbade, où la relance de la culture du sucre a suscité une pénurie de terres. Au Suriname, les colons anglais de la Barbade arrivés en 1650 agrandissent aussi rapidement leurs plantations, grâce à de nouveaux moulins à sucre inventés à la Barbade.
Portugais et Britanniques signent le traité de White-Hall, qui reprend l'esprit du traité du 29 janvier 1642. Catherine de Bragance, sœur du roi Alphonse VI de Portugal, épouse le nouveau roi Charles II d'Angleterre. Le Portugal devient un instrument essentiel de la politique d'expansion du Royaume-Uni, qui s'engage à le défendre lui et ses territoires coloniaux et reçoit des privilèges au Brésil colonial.
Le roi Charles II d'Angleterre fonde en décembre 1661 la Compagnie des aventuriers d'Afrique qui construit ou agrandit rapidement trois forts sur la côte ghanéenne, à Anashan, Winneba et Accra et reprend aux Néerlandais, entre 1661 et 1664, les forts ghanéens de Morée et Takoradi, d'Anomabu et Egya, ainsi que celui de Carolusburg aux Danois, ou celui de Gorée, plus au nord, aux Néerlandais, ce qui amena les Néerlandais à s'attaquer aux colonies anglaises du Suriname.
Dans les années 1660, la Compagnie des aventuriers d'Afrique a aussi fondé des établissements tout le long du fleuve Gambie, à Kassang, Brefet, Foni, Combo. Des forts furent bâtis sur la Petite-Côte, à Rufisque, Oudal et Portudal et sur la Grande côte, le long des rivières Sierra Leone et Nunez. L'île de Saint-André est rebaptisée James Island. Des acheteurs portugais, qui connaissent l'intérieur des terres, sont embauchés au nombre de.
La compagnie devait offrir deux éléphants au roi d'Angleterre à chaque fois qu'il se présentait sur son territoire. Mais elle a beaucoup de mal à fournir l'énorme demande d'esclaves de l'Empire colonial anglais qui est lancé au même moment par le roi Charles II en créant la Caroline et en développant la Barbade et le Suriname anglais.
Dès 1667, la Compagnie des aventuriers d'Afrique concède son monopole local à la Compagnie des aventuriers de Gambie, pour la traite en Gambie, où elle a échoué malgré ses investissements puis est liquidée avec un passif de 37 000 sterling en 1672, l'année de sa reprise par la Compagnie royale d'Afrique.
Les îles Vierges furent colonisées en 1672 par la Compagnie danoise des Indes occidentales et de Guinée.
Les guerres en Scandinavie succédant à la guerre de Trente Ans, avaient poussé les Rois de Suède du Danemark à rechercher des métaux précieux pour payer leurs mercenaires, en les échangeant en Afrique contre le cuivre et le fer, dont ils ont des réserves de minerais, en faisant appel à des navigateurs protestants et juifs du Brandebourg, région correspondant à l'estuaire allemand de l'Elbe, autour du port de Hambourg.

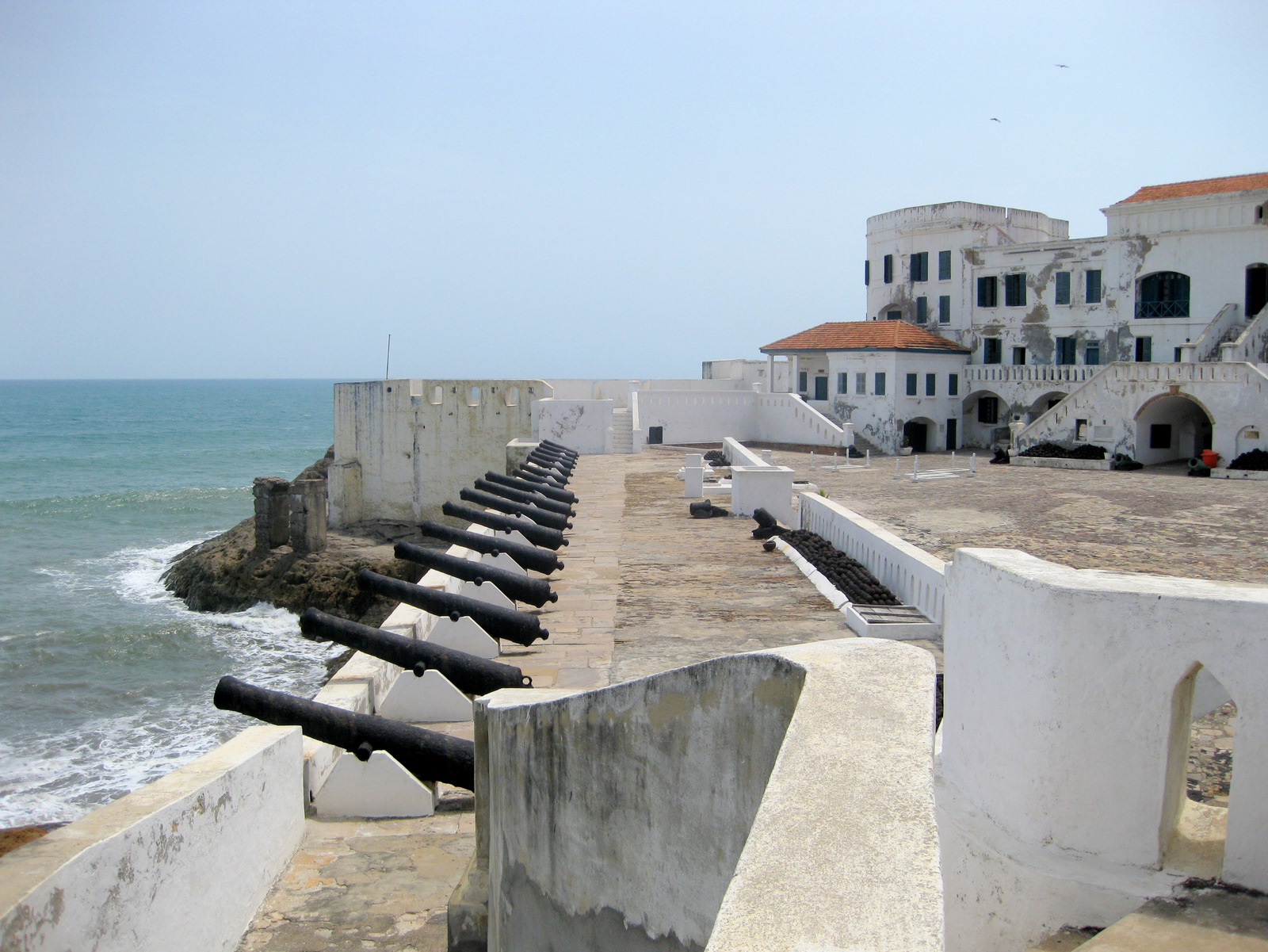
Le fort de Cape Coast au Ghana.

Le Fort de Cape Coast, érigé par les marchands portugais puis repris par la WIC néerlandaise, avait ainsi été récupéré par un de ses anciens salarié, Hendrik Carloff, qui se met au service d'une Compagnie suédoise d'Afrique puis DE sa rivale, la Compagnie danoise des Indes occidentales et orientales, pour constituer la Côte-de-l'Or danoise. Celle-ci va s'allier aux Anglais car elle entretient des liens commerciaux étroits avec la Barbade, à laquelle elle avait proposé à la fin des années 1640 de pallier sa pénurie d'esclaves. Les armes de la guerre de Trente Ans (1618-1648) vont être recyclées dans ce trafic. C'est ainsi que va émerger à la fin du XVIIe siècle sur la côte, le royaume Denkyira et surtout, plus au nord, dans l'intérieur des terres, le royaume Ashanti et son premier souverain Obiri Yeboa, dont le successeur Osei Toutou remporta une série de victoires contre les voisins, à l'aide des armes à feu fournies par les Européens. Il reçoit le trône d’or, sur lequel était répandu le sang des prisonniers sacrifiés.

#### La Compagnie du Sénégal desannées 1670
La création dans les années 1670 de la Compagnie du Sénégal et de la Royal African Company dope le commerce triangulaire. La Martinique n'avait que 2 600 esclaves en 1674, ils sont 90 000 un siècle plus tard. D'immenses fortunes émergent, sans se réinvestir dans l'industrie : malgré l'enrichissement des Irlandais de Nantes, l'arrière-pays reste sous-développé. Nantes, Bordeaux, Le Havre et La Rochelle deviennent à la fin du XVIIIe siècle les principaux ports français pratiquant le commerce triangulaire français. La Compagnie française des Indes orientales développe un trafic de traite à partir du Sénégal (Île de Gorée) et du port de Ouidah, à destination des Antilles françaises, notamment de Saint-Domingue.Les bateaux sont plus grands, Saint-Domingue reçoit 20 000 captifs par an, le prix des esclaves monte encore, générant des guerres en Afrique.

L'île de Gorée, lieu de départ d'esclaves vers l'Amérique
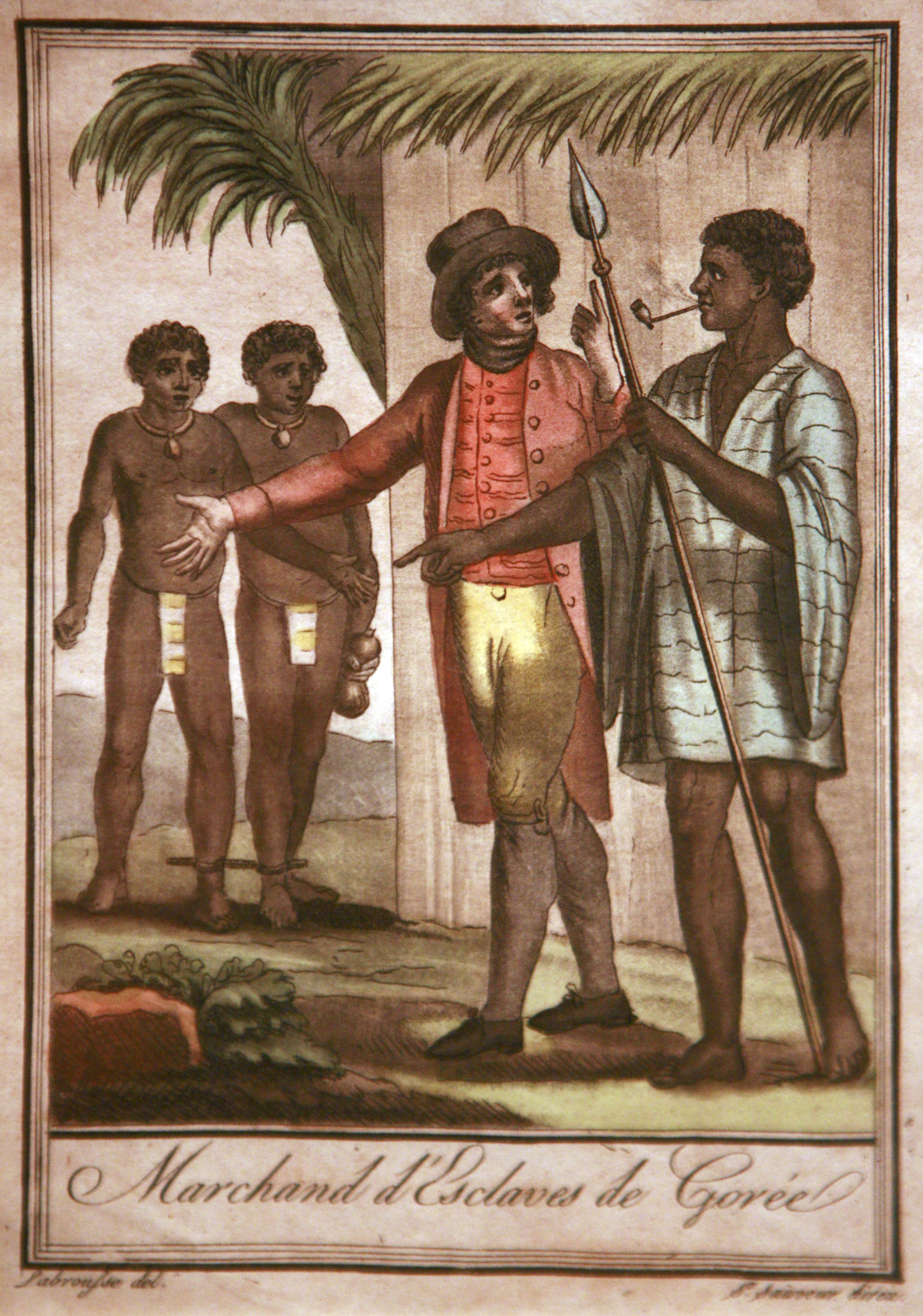
Jacques Grasset de Saint-Sauveur : Marchand d'esclaves de Gorée.
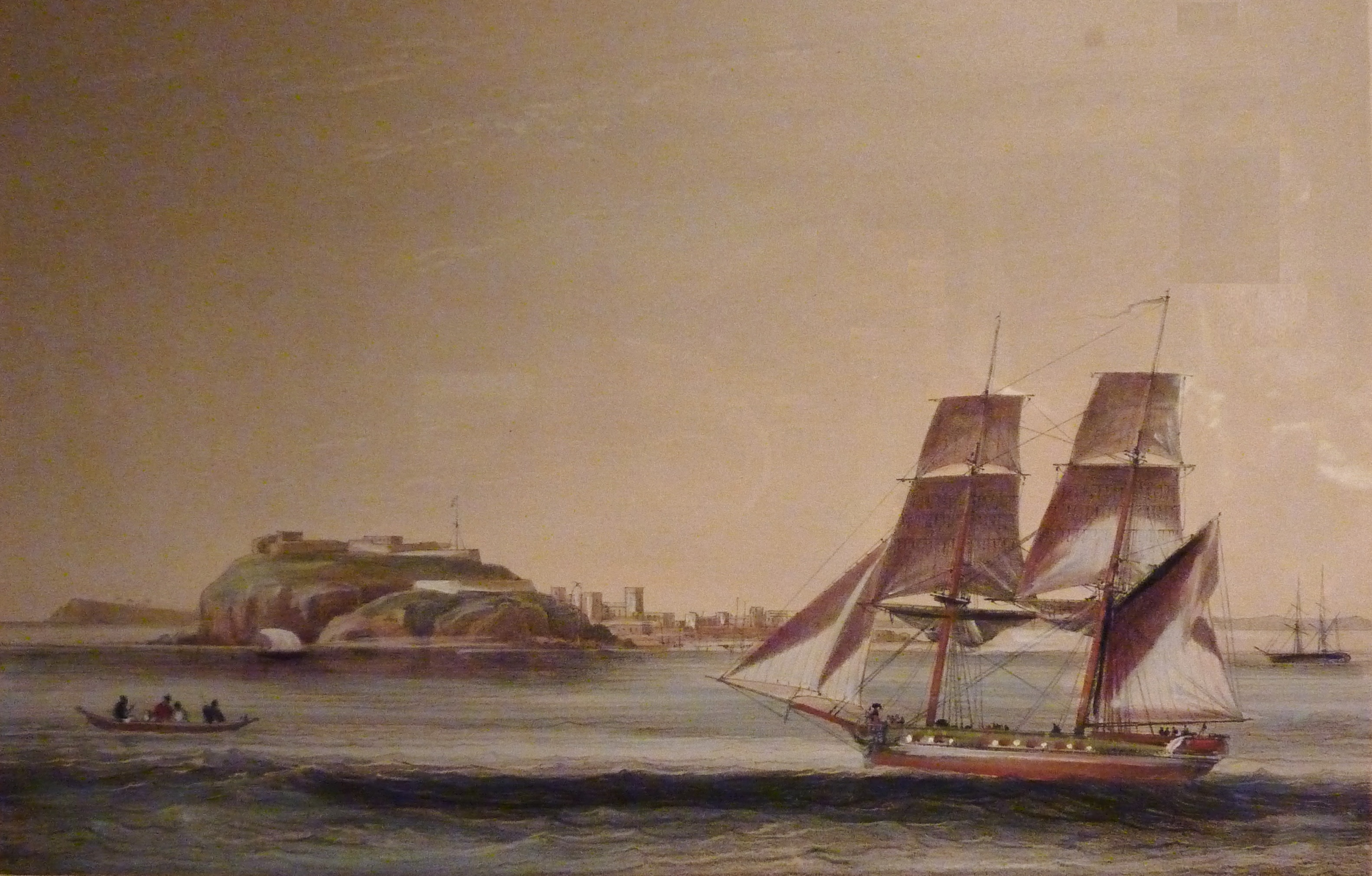
Adolphe d'Hastrel : Vue de l'île de Gorée en arrivant au mouillage (vers 1845).
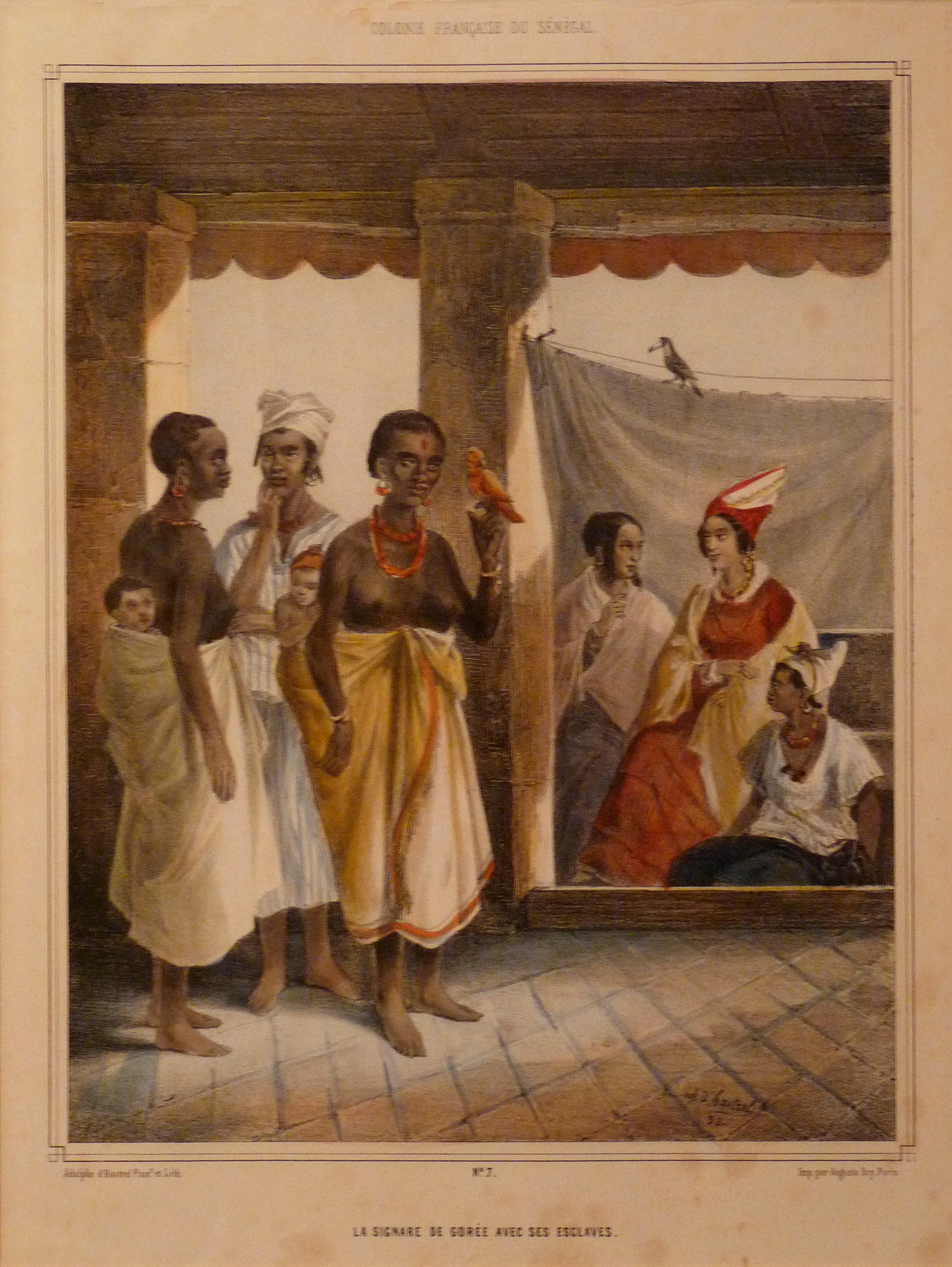
Adolphe d'Hastrel : La Signare de Gorée avec ses esclaves.
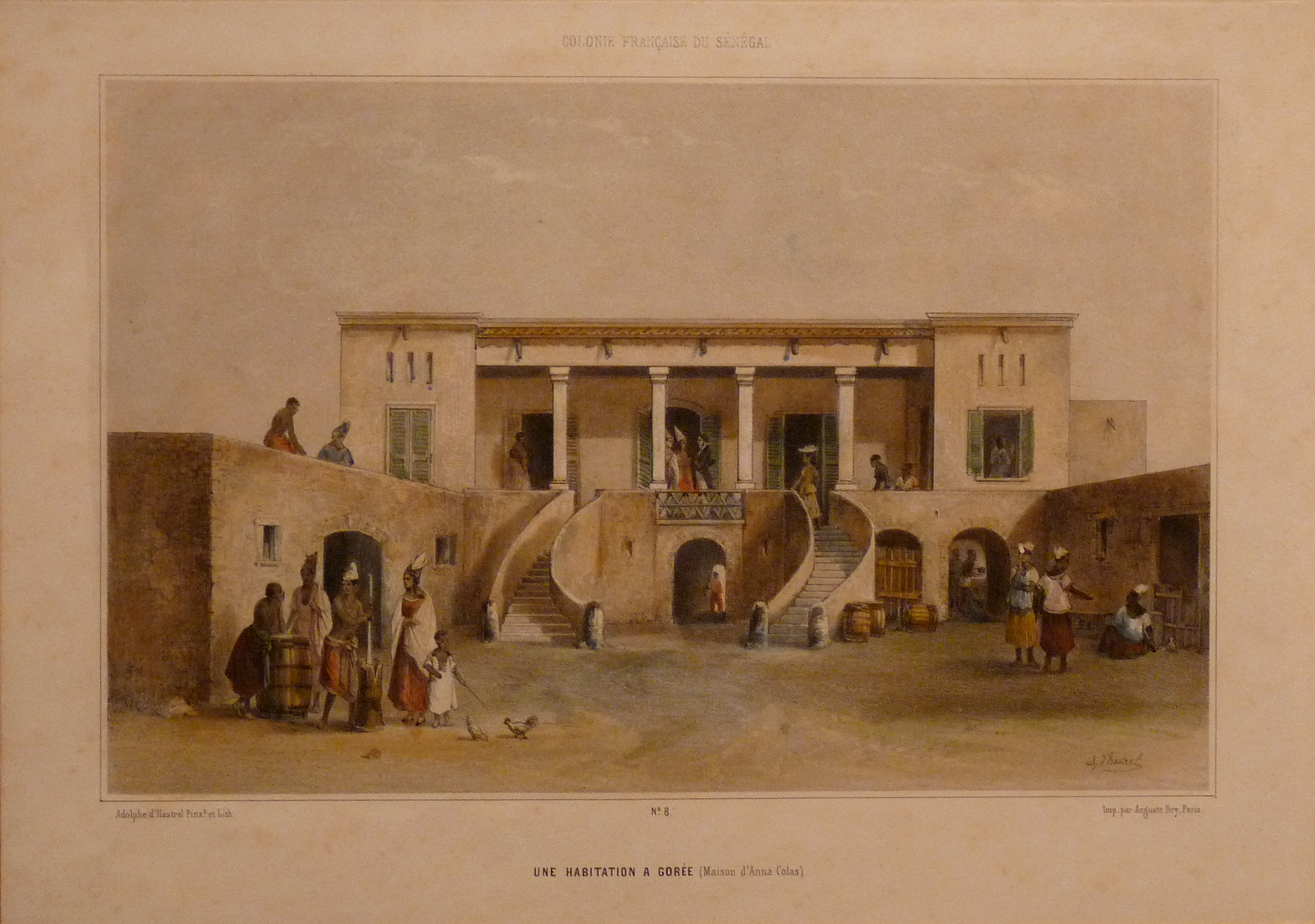
Adolphe d'Hastrel : Une habitation à Gorée (maison d'Anna Colas) (vers 1845).

### La très forte croissance de la traite atlantique auXVIIIesiècle

#### Une consommation de sucre par habitant en quadruplement
Le XVIIIe siècle qui fut "le grand siècle sucrier et esclavagiste par excellence, l'ère des îles désenchantées par le commerce des hommes et le dur labeur servile des plantations", époque où son rôle fut capital. Alors qu'en 1700, la planète n'a que dix pays exportateurs, livrant au total 60 000 tonnes, en 1770, on est passé à 200 000 tonnes. Le mouvement s'accélère à la fin du siècle avec par exemple en Angleterre et au Pays de Galles une consommation annuelle de sucre qui atteint en 1809 8 kilos par personne contre moins de 2 kilos par personne en 1700, soit un quadruplement.
La demande accrue d'esclaves pour cultiver le sucre fait monter les prix: on estime à 250 000 livres les revenus en 1750 de Tegbessou, roi du Dahomey de 1740 au 17 mai 1774, et successeur d'Agadja, qui lui-même avait succédé en 1711 à Agbo Sassa, prince héritier et fils unique d’Akaba qui n’avait que dix ans à la mort de son père en 1708. Agadja développa le commerce avec les Européens sans les intermédiaires de la côte, mais subit l’invasion des Yorubas du puissant royaume rival d'Oyo en 1726, qui exigent un tribut en échange de la paix en 1727 puis lancent de nouvelles invasions en 1728, 1729 et 1730-1732. Les Yorubas furent eux-mêmes très touchés par la traite au XVIIIe siècle, mise en place par les puissances occidentales, les chefferies locales procédant par razzias.
Vers 1750, Tegbessou livre à lui seul 9000 esclaves par an. Environ 300 000 fusils sont exportés chaque année vers l’Afrique au cours de la seconde moitié du XVIIIe siècle. Des chefs locaux sont désormais équipés efficacement et les peuples du littoral du Golfe de Guinée, où domine désormais « le droit du plus fort, du mieux armé » n'ont plus comme choix que vendre des esclaves ou fuir loin dans l’intérieur du continent.

#### Explosion de la production de sucre, émergence du café, coton et riz
Au siècle suivant, la traite devient plus massive, car les plantations coloniales se multiplient. La production de sucre est multipliée par six dans la Caraïbe et de nouveaux produits émergent, le café et l'indigo de Saint-Domingue, le riz de Caroline. Les marchandises de traite (fer, armes) sont plus nombreuses et prix des esclaves grimpe en Afrique, provoquant des guerres dont le seul but est de faire des prisonniers.
En 1756, un ex-fort sur la côte du Ghana est transformée en « Brew Castle », vaste demeure richement meublée par le négrier anglais Richard Brew. Il épouse la fille du chef africain John Corrantee, qui en 1747 avait envoyé ses fils à Paris et Londres pour mettre en concurrence les deux puissances européennes du commerce d'esclaves d'Annamaboe.
Les Néerlandais, les Suédois, les Danois et les Lettons sont aussi présents pendant toute la première moitié du siècle puis vont peu à peu s'effacer devant les deux puissances militaires et maritimes du moment, la France et Angleterre, qui se répartissent l'Amérique Nord lors de leurs guerres mais aussi l'accès aux fleuves de l'Angola et du Congo, autrefois territoires portugais.
Entre 1700 et 1787, les exportations de sucre depuis l'Amérique quadruplent. La production sucrière du Brésil stagne mais sa part des exportations fond, passant de 35% à 7%. Il est remplacé par la France, dont la part monte au cours de cette période de 17 % à 44 % tandis que l'Angleterre se stabilise à 37% contre de 39% au début du siècle. La part de tous les autres pays reste proche d'un dixième.
Répartition de la production mondiale de sucre entre 1700 et 1787:
| Année               | 1700 | 1787 |
| ------------------- | ---- | ---- |
| Brésil              | 35 % | 7 %  |
| Antilles françaises | 17 % | 44 % |
| Antilles anglaises  | 39 % | 37 % |
| Reste du Monde      | 9 %  | 12 % |

#### La fiscalité anglaise profite aux concurrents français
La Marine anglaise va accroître son pouvoir sur l'océan Atlantique tout au long du siècle, mais les plantations françaises de Saint-Domingue n'en vont pas moins prospérer malgré des perturbations causées les guerres, notamment en s'approvisionnant auprès de négriers anglais opérant discrètement sous pavillon portugais. Les cycles qui permettent aux négriers de Nantes, Bordeaux ou La Rochelle de s'enrichir très vite sont caractérisés par une très forte croissance, entre ces guerres.
La fiscalité des produits coloniaux est en effet très favorable en France alors qu'elle est confiscatoire dans l'Empire anglais, où la métropole veut étouffer les jacobites, très présents aux colonies et chez les négriers. Antoine Walsh, plus gros négociant du port de Nantes, fait partie des jacobites exilés en France et en Espagne. Il finance une grande expédition jacobite contre l'Angleterre en 1745, la dernière des guerres écossaises, dont les clans sont défaits à la Bataille de Culloden.

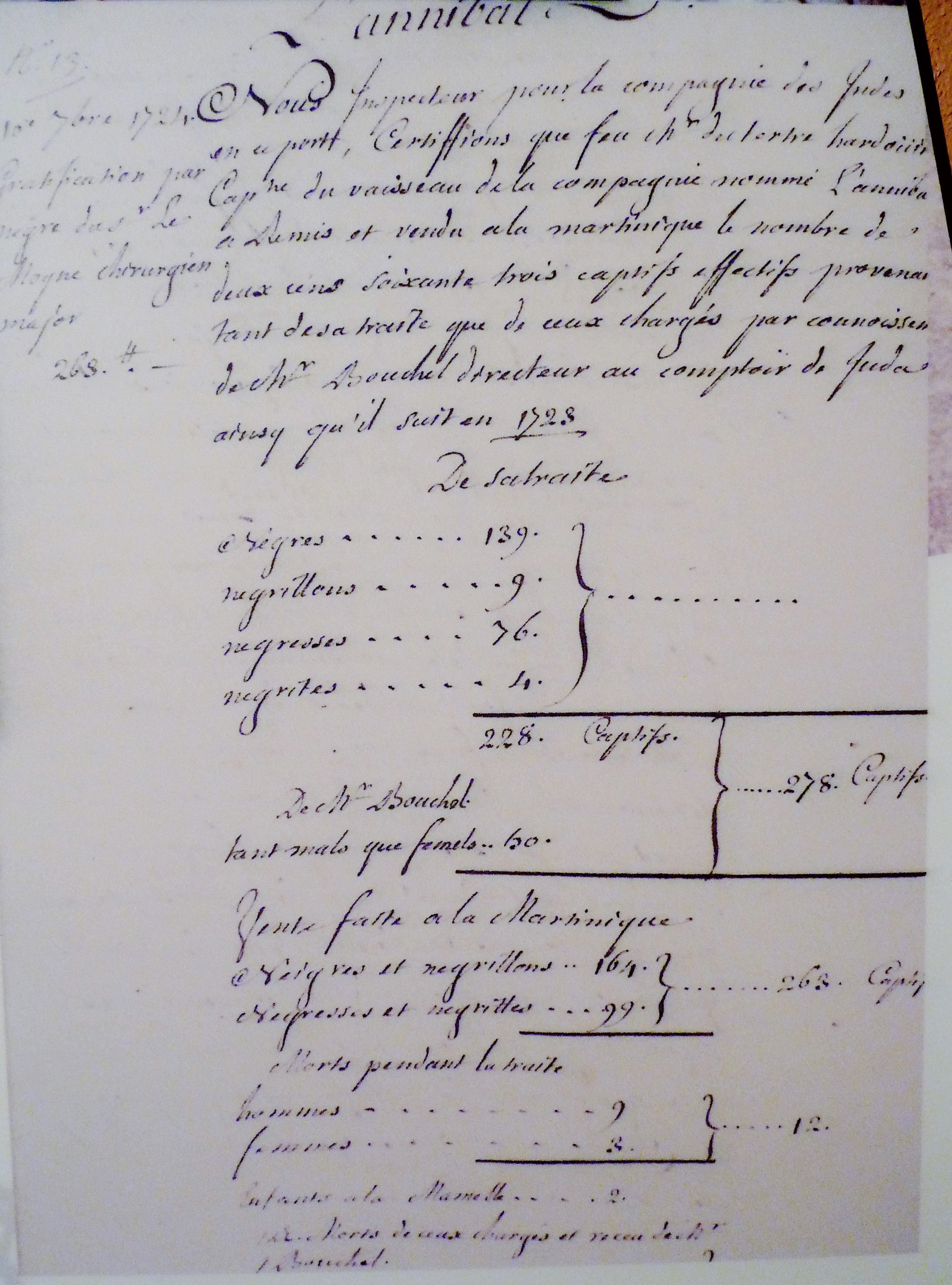
La traite des Noirs pratiquée par la Compagnie des Indes orientales depuis Ouidah : rapport d'un inspecteur de la Compagnie datant de 1728 (Musée de la Compagnie des Indes).

Dès 1705, le sucre roux est ansi taxé à 342 % en Angleterre, niveau jugé prohibitif, faisant stagner les importations anglaises de sucre entre 1699 et 1713, à 44 milliers de tonnes, contre 438,3 milliers de tonnes, au détriment de la Barbade, alors qu'elles explosent en France où le commerce triangulaire est exonéré de toute taxe sur le sucre embarqué après avoir débarqué des esclaves.
Après la guerre de Succession d'Espagne qui s'achève en 1712, la législation française se durcit en 1713 et la contrebande passe ensuite par Newport qui devient dans les années 1730, la plaque tournante américaine du trafic de mélasse venue des Antilles françaises.
Les années 1712 à 1722 sont celles d'un essor de la traite, temporairement stoppé en 1723-1725 par une crise brève mais brutale et suivi de 1726 à 1731 par un nouvel essor puis en 1732-1735 un léger tassement. Assez rapidement, dès 1720 selon les historiens, la production de sucre de Saint-Domingue dépasse celle Jamaïque, puis l'écart se creuse.
En 1733, le parlement anglais vote le Sugar and Molasses Act imposant une taxe de six cents sur chaque gallon de mélasse entrant aux treize colonies américaines pour profiter du décollage de la traite, qui s'accélère en 1736-1743. Celle-ci se déplace massivement vers la grande colonie française de Saint-Domingue de 1739 à 1744 amenant Antoine Walsh à entrer en campagne contre projet de taxe de dix livres par esclave importé à Saint-Domingue.
Puis les Années 1740 voient la conquête des terres du sud de Saint-Domingue, pour de nouvelles cultures, café et coton, notamment lors des difficultés des Anglais avec les Nègres marrons en Jamaïque, où le relief favorise le phénomène endémique des Nègres marrons de Jamaïque. En 1739-40, ceux-ci obligent le gouverneur britannique Edward Trelawny à signer un traité avec eux, promettant des terres et l'autonomie, en échange de leur engagement à ne plus aider les esclaves en fuite. Les Anglais se signalent alors par des attaques de corsaires. Sur les 36 expéditions négrières françaises de 1743, 11 sont victimes des corsaires britanniques.
Le port de Nantes s'enrichit très vite : la moyenne d'apport dans des mariages entre époux jacobites passe ainsi de 28 000 à 54 000 livres entre le premier et le deuxième quart de siècle dans cette ville et les années 1750 voient l'apogée de la traite nantaise, jusqu'en 1756.

#### Après 1763: des négriers anglais pour les plantations françaises
La guerre de Sept Ans (1756-1763) paralyse ensuite le trafic négrier temporairement. Mais le Traité qui la conclut voit la France renoncer au Canada pour conserver ses îles à sucre, apportant une perspective de stabilité aux négriers et aux planteurs français de Saint-Domingue .
Ils profitent aussi du Sugar Act anglais de 1763, fiscalité alourdie sur les îles à sucre britanniques, pour les marginaliser. Mais si les Français dominent de plus en plus la rente sucrière, les Anglais comptent toujours dans le trafic négrier : au moins un cinquième des esclaves importés à Saint-Domingue, dans les années 1760 et les années 1770 transite sur des navires non français, selon les estimations les plus prudentes. La maison « Mason and Bourne », de Liverpool, recourt à des pavillons français, tout comme les armateurs du Rhode Island. La Nouvelle-Angleterre livre les plantations françaises en poisson séché et en importe discrètement de la mélasse pour ses fabriques de rhum.
En 1767, un article de La Gazette du commerce, journal d'information économique, relate la création d'une association « pour la traite des nègres, le commerce d'Amérique et la pêche », qui dénonce la concurrence des navires étrangers le long de la côte africaine. « Si l'association qui se forme peut avoir allez de crédit pour faire fermer les ports de ces mêmes colonies aux étrangers, elle rendra un grand service à la Nation, ranimera son émulation, et procurera en conséquence un grand avantage à l'État », affirme l'article. L'objectif n'est pas atteint: en 1769, La Gazette du commerce publie cette fois des statistiques par pays du nombre d'esclaves achetés en Afrique, qui montre 104000 achats au cours de l'année, dont la moitié par les Anglais.
La destination « Amérique du Nord », elle, reste modeste ne dépassant jamais 15 % du trafic négrier malgré une petite progression au XVIIIe siècle : les plantations de riz de Caroline du Sud ont un taux de mortalité moins fort que celle de sucre et la majorité des esclaves y sont nés sur le sol américain.

#### Nouveaux bouleversements dans les années 1780
En 1776-1784, la guerre d'indépendance des États-Unis paralyse à nouveau le trafic négrier, qui subit sept ans après, en 1791, le choc de la révolution haïtienne puis 1793-1802 les guerres de la Révolution française et les guerres napoléoniennes jusqu'en 1815.
Entre-temps, l'abolition de la traite atlantique a été obtenue dès 1780 en Pennsylvanie, puis d'autres nouveaux États du Nord des États-Unis. Les législateurs prennent acte d'une réalité, les dizaines de milliers de libération d'esclaves par les Anglais dès les débuts la guerre d'indépendance des États-Unis, pour en armer une partie, ce qui fait basculer la plupart des planteurs du Sud contre l'Angleterre. Les nouveaux États du Sud des États-Unis refusent de suivre dans l'abolition et exigent au contraire une indemnisation massive par l'Angleterre, accusée de vol d'esclaves.
En Angleterre, ces événements ont fait évoluer les mentalités. Une pétition au Parlement réclame l'abolition en 1783, soutenue par Charles Middleton, chef suprême de la Royal Navy, puis d'autres, au nombre de 519, totalisent 390 000 signatures en 1792,.
La France tente alors d'en profiter. À partir de 1784, les « acquis de Guinée » exonérant le commerce triangulaire sont remplacés par une subvention directe, majorée pour les voyages vers le sud de Saint-Domingue, Tobago, Sainte-Lucie, Martinique et la Guadeloupe.

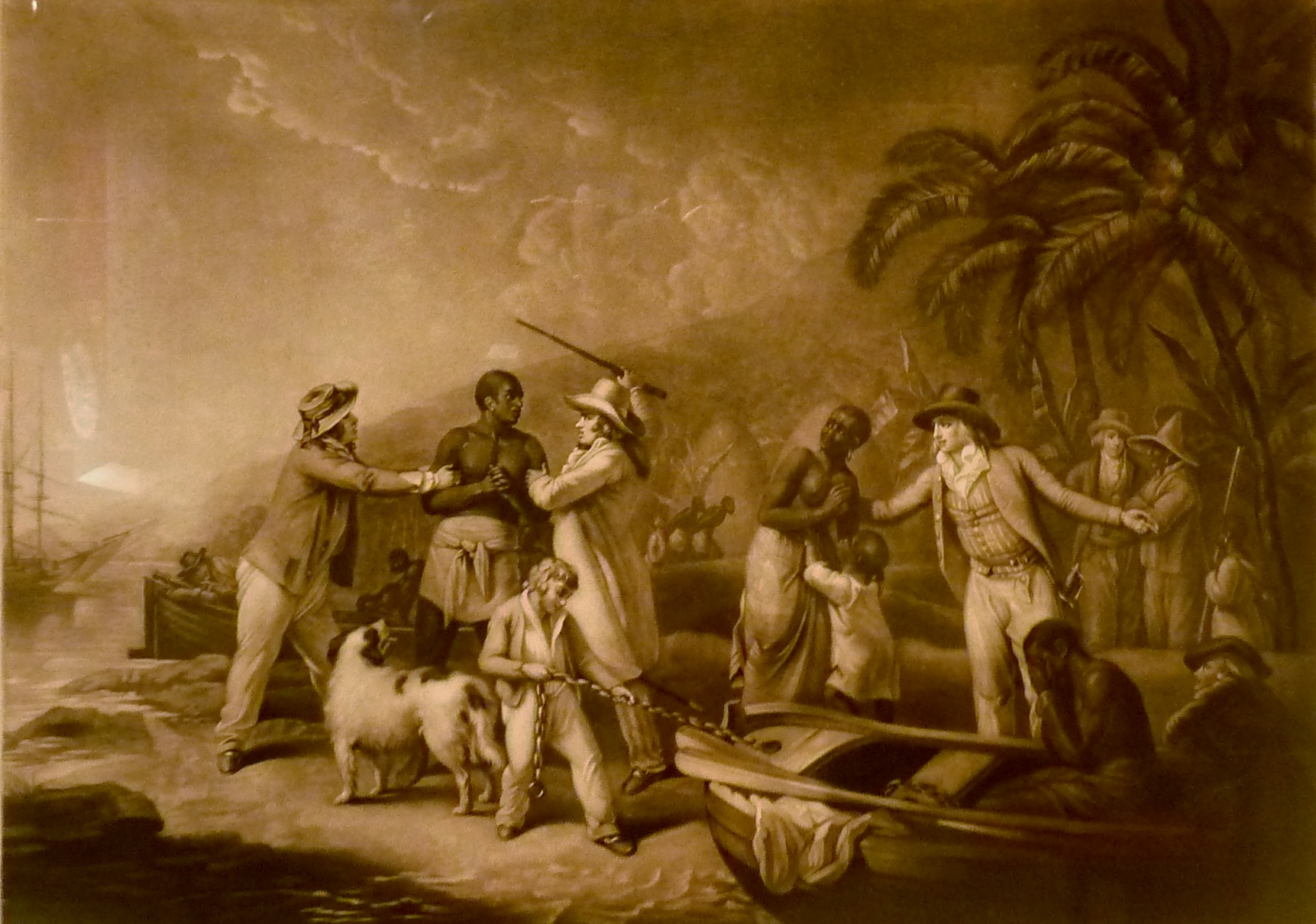
John Raphael Smith d'après un tableau de George Morland : Le commerce des esclaves (gravure, 1791).
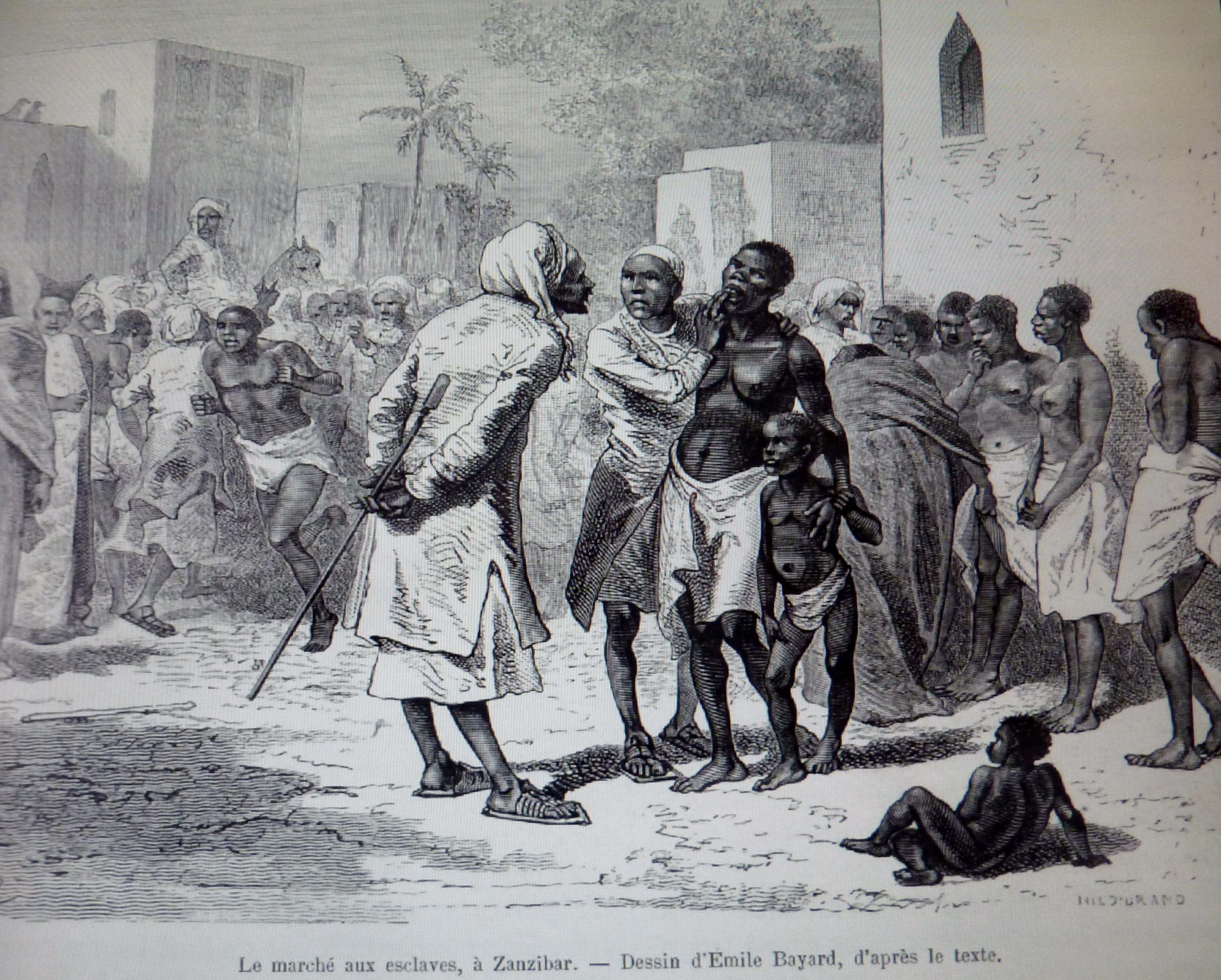
Le marché aux esclaves à Zanzibar (dessin d'Émile Bayard).
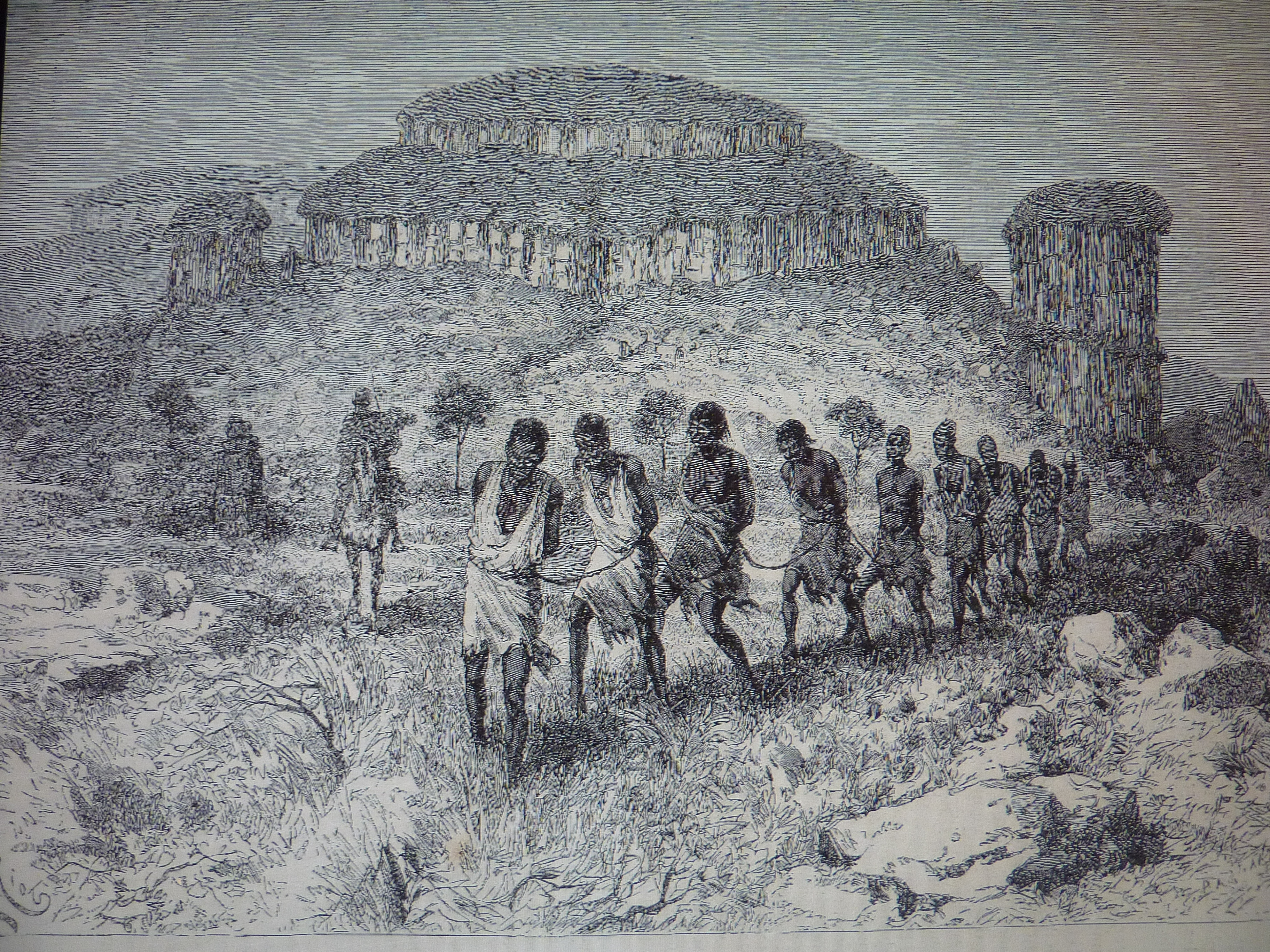
Une colonne d'esclaves en Afrique noire (dessin d'Émile Bayard).
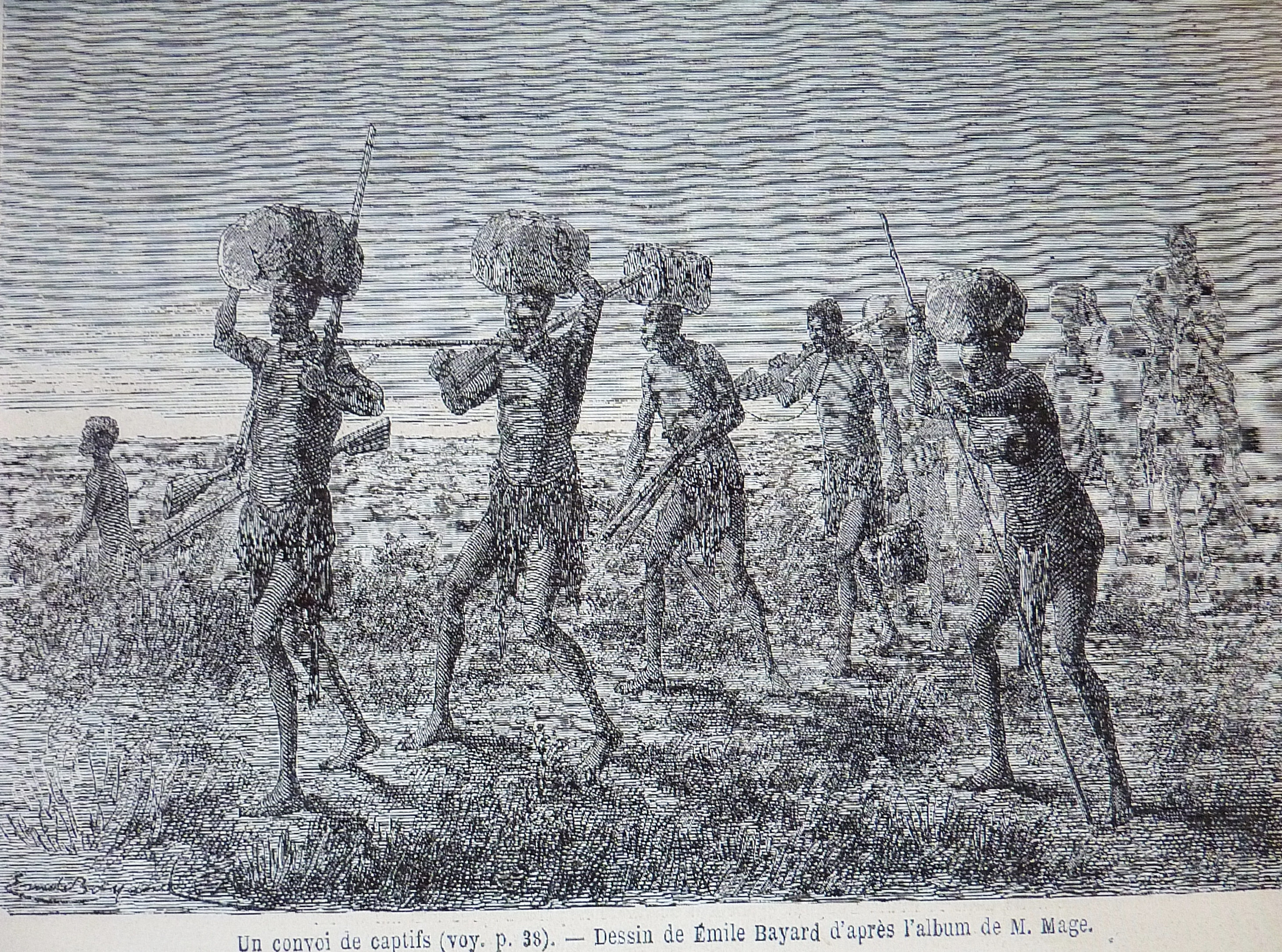
Un convoi de captifs (dessin d'Émile Bayard).
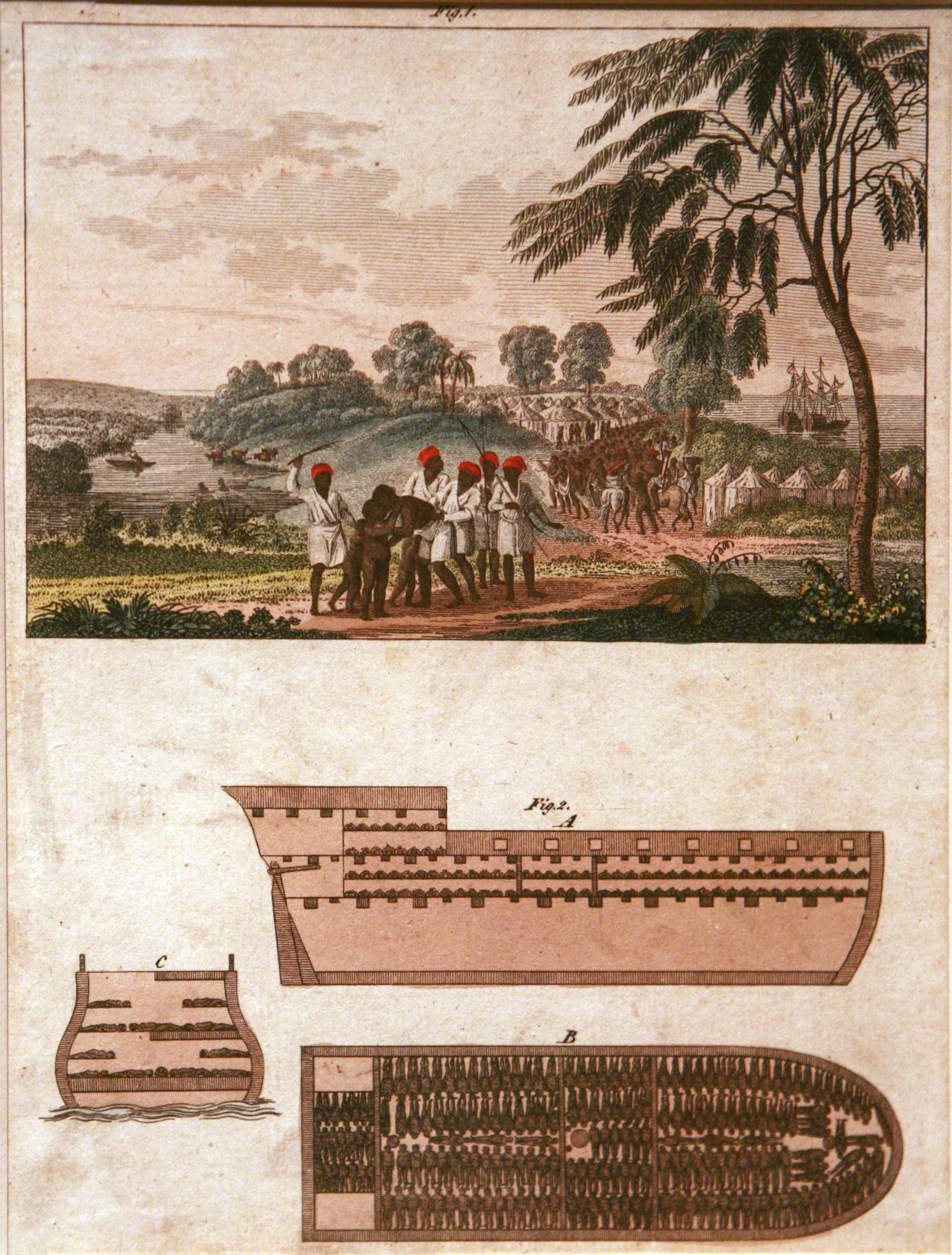
Enlèvement d'hommes et traite des nègres (dessin illustrant L'Esprit des lois de Montesquieu).

### Conditions matérielles de la traite atlantique

#### Des taux de rentabilité difficiles à calculer
Les statistiques sur le trafic négrier donnent des taux de rentabilité très variables selon les périodes. La guerre de Sept Ans (1756-1763), la guerre d'indépendance des États-Unis (1776-1784) et les guerres de la Révolution française (1792-1802) ont relancé la piraterie et parfois stoppé la navigation. Leur durée représente près de la moitié de la seconde moitié du XVIIIe siècle, période reine de la traite atlantique.
Le calcul d'une rentabilité moyenne, ou d'un nombre moyen d'esclaves déporté par an est ainsi biaisé, variant de 76000 à 100000 entre 1780 et les années 1820. Les chiffres font l’objet de vives controverses , y compris pour le XVIIIe siècle (60 % des expéditions) et le XIXe siècle (33 %), alors que les XVIe et XVIIe siècles assurèrent à peine 7 % du total.

#### La forte mortalité des équipages

Plan du navire négrier nantais La Marie Séraphique.

La mortalité des équipages des navires négriers est tout juste inférieure à celle des captifs car spécifiquement aggravée par 4 raisons.
La première est l'exposition à des maladies tropicales virulentes contre lesquelles ces marins n'ont aucune immunité, alors que les Africains approchés ont eux survécu à la mortalité infantile causée par ces maladies.
La deuxième raison est la longueur des séjours effectués le long du littoral africain bien supérieure à celle de la traversée pour ensuite gagner les îles de la Caraïbe ou le Brésil: carences et maladies augmentent avec le temps à bord.
Les navires mouillent plusieurs mois, pour rechercher puis stocker les petits groupes de captifs qui y convergent par pirogues, et sont marchandés contre des textiles, armes à feu, et poudres aux souverains locaux, « premiers maillons de la traite ».

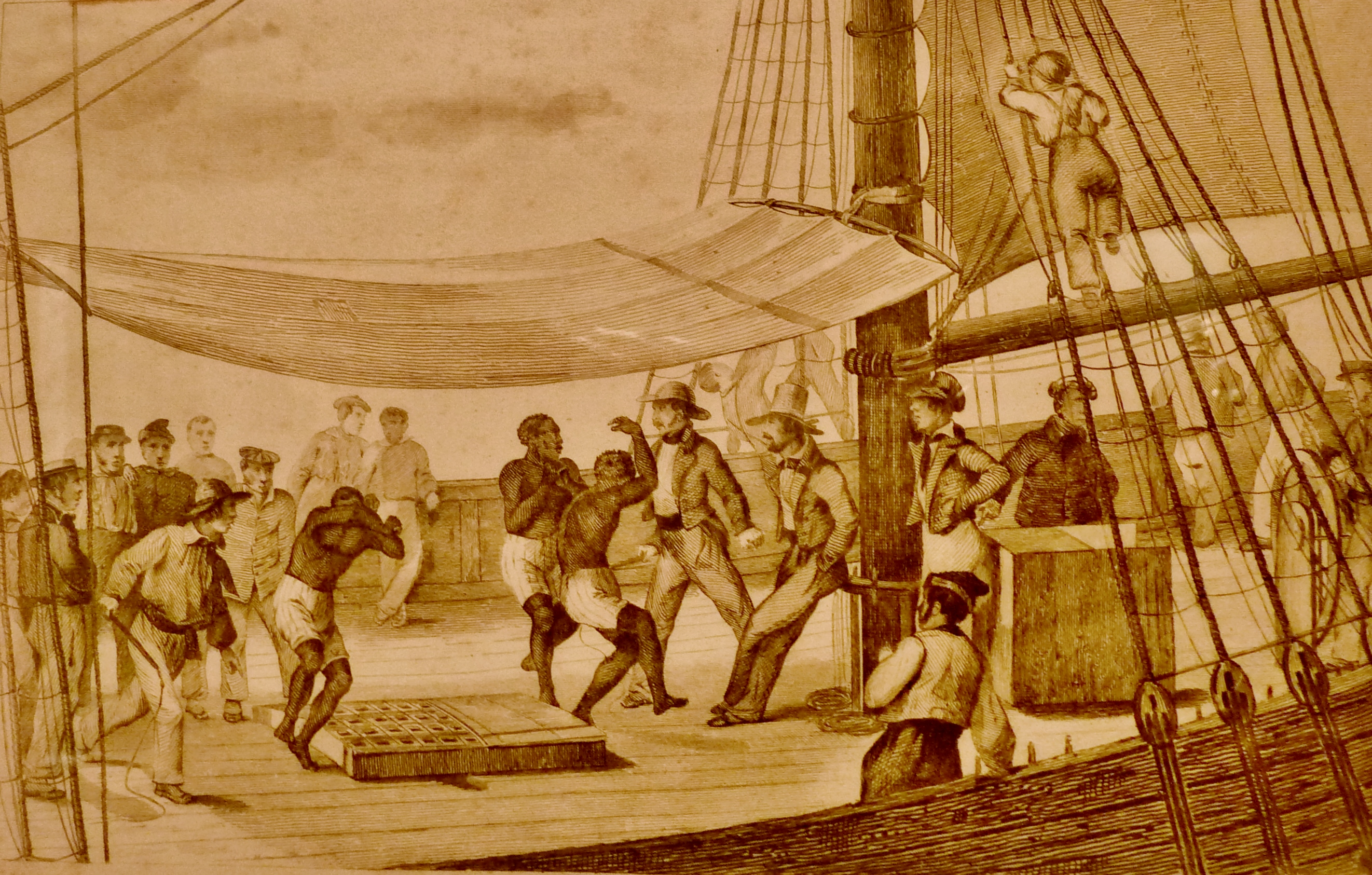
Captifs africains forcés de danser sur le pont du navire négrier afin de maintenir leur état de santé et optimiser leur vente.

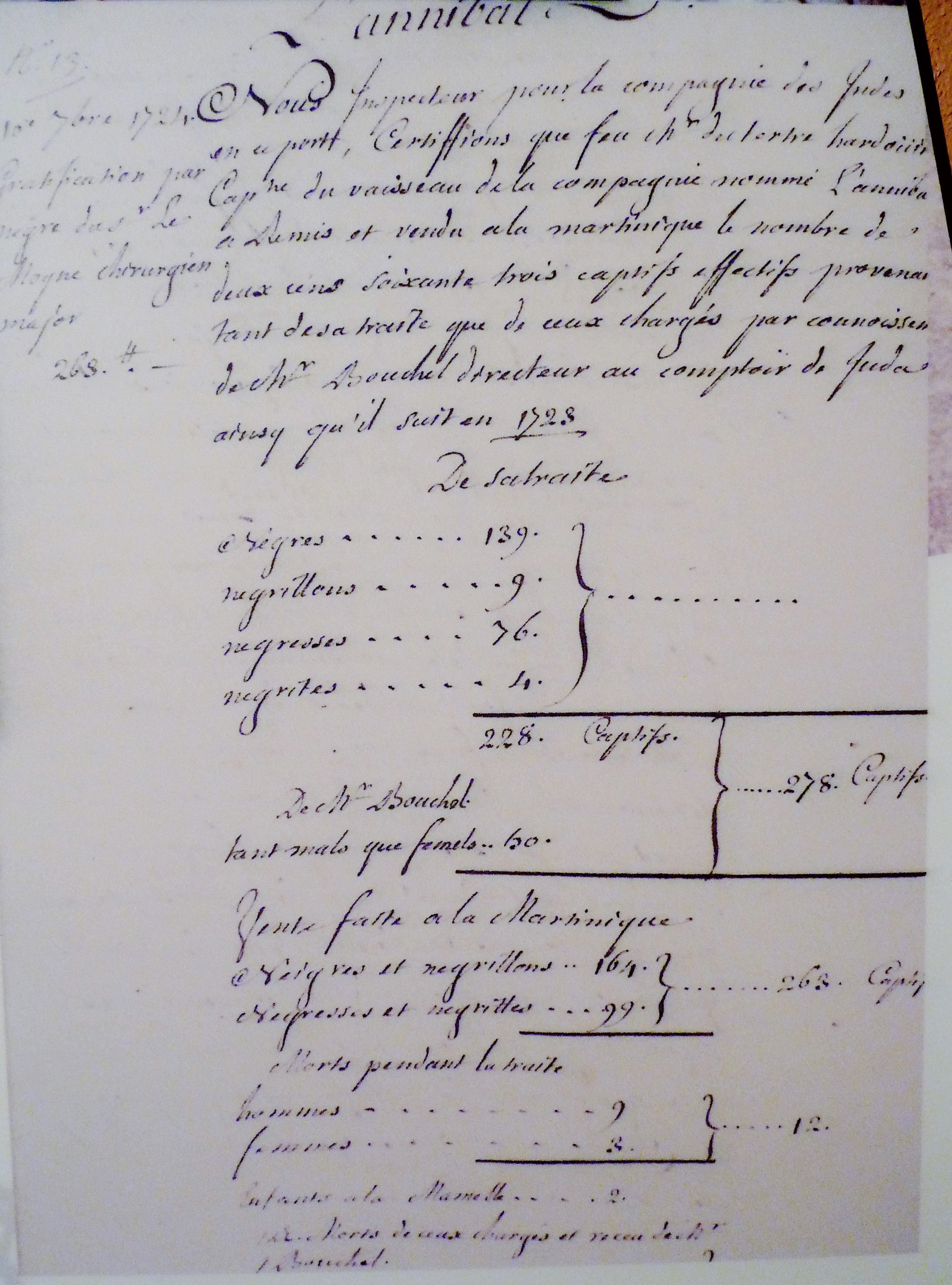
La traite des Noirs pratiquée par la Compagnie des Indes depuis Ouidah : rapport d'un inspecteur de la Compagnie datant de 1728.

La troisième raison est la dureté du travail à bord : il faut nettoyer les esclaves pour éviter qu'ils ne tombent malades, les faire monter sur le pont pour les travaux ou des exercices permettant de faire circuler le sang, comme celui de la danse forcée, ce qui expose aux tentatives de mutinerie.
La quatrième est le fait qu'un nombre important de marins, une fois arrivés aux Antilles, préfèrent disparaître et que les capitaines préfèrent masquer ce phénomène en les comptabilisant comme décédés.

#### Risques, comptabilité et craintes des dénonciations abolitionnistes
Les armateurs, face aux risques de piraterie, naufrages et maladies, ont multiplié les expéditions partagées entre un grand nombre d'investisseurs, qui achetaient des « parts » dans les navires et exigeaient en retour d'avoir des informations sur les dangers encourus et les pertes humaines, d'où les rapports rédigés par les capitaines des navires négriers. La traite atlantique faisait l'objet d'une comptabilité très détaillée.
Ces informations risquaient de tomber entre les mains des abolitionnistes anglais, qui à la recherche d'informations pour dénoncer les abus des capitaines à leurs associés.
Au Royaume-Uni, c'est dans le sillage du renouveau religieux impulsé par le fondateur du méthodisme, le prédicateur John Wesley que le mouvement antiesclavagiste prit une ampleur déterminante : dès 1774, la publication par Wesley de ses Thoughts on Slavery, encouragea les pasteurs méthodistes à réclamer avec force dans leurs sermons la disparition de la traite.
Les capitaines cherchaient donc à dissimuler les causes réelles des décès, l'entassement des esclaves sur les navires, la durée réelle des traversées, ou les révoltes d'esclaves, dont de nombreuses traces ont cependant survécu.
Par ailleurs, la lourde fiscalité anglaise sur le sucre et le trafic négrier incitait à minorer les chiffres globaux.

#### La sous-estimation des révoltes et aléas climatiques
Amistad, film historique américain réalisé par Steven Spielberg en 1997 a montré les difficultés pour les esclaves, même en cas de révolte victorieuse sur le navire, à revenir en Afrique ou trouver une destination en Amérique sans être repris, à partir du XVIIIe siècle. Les supplices des meneurs (pendaison, décapitation, dépeçage, noyade à vif), visaient aussi à les décourager.
Sur le navire bordé de filets pour les suicidaires règnent nudité, marquage au fer rouge, entassement à demi courbé 16 heures par jour, enchaînement en duo, au milieu des rats et de la vermine, travaux de nettoyage forcés, qui s'ajoutent au gavage des grévistes de la faim à l’ouvre-bouche métallique.
La construction d’un faux-pont, entre l’entrepont et le pont supérieur, servait à augmenter la surface de stockage des captifs. Il était démontable. Les trop grands ne pouvaient se tenir assis. C'est l’aménagement le plus significatif des navires de traite lorsque ce phénomène prend son essor à Nantes dans la première moitié du XVIIIe siècle,.
De 1713 à 1743, les archives nantaises comportent 33 exemples de révoltes pour 475 expéditions, soit une sur 14, la plupart en mer et parfois lors des escales dans les îles portugaises.
Les mutins utilisent des armes saisies sur les sentinelles et le matériel de travail ou de navigation, notamment les couteaux en cuisine. L'équipage a pour consigne de limiter les pertes : les rapports des capitaines insistent sur le recours à des armes qui assomment et sur les décès par noyades et suicides. Plusieurs rébellions ont causé la mort d’une cinquantaine de noirs mais la majorité moins de 20 morts. En 1721, la réédition du Parfait Négociant de Jacques Savary témoigne du nombre important de révoltes d'esclaves et tente de définir des précautions. L'auteur explique « qu’il en meure plus avant de partir du port que pendant le voyage ». Il en est fait mention par son fils Jacques Savary des Bruslons dans son « Dictionnaire universel de commerce », publié en 1723.
Tous les témoignages émanent des gardiens, en général passés au filtre des rapports de capitaine devant justifier devant leur armateur la perte d’une partie de la cargaison et qui privilégient souvent une explication de type psychologique.
Les constats alarmants ne relèvent pas tous des abolitionnistes. La Gazette du commerce publie en 1771 une lettre d'un certain Laffon de Ladebat, qui n'a rien d'un abolitionniste, à propos de « la nourriture des nègres dans les vaisseaux ». Le texte décrit « des malheureux, entassés dans des entreponts peu aérés, n'y respirent qu'un air brûlant et corrompu : sans exercice, livrés à la mélancolie et à l'ennui », tout en assurant que « la raison peut excuser ce commerce » et que « la politique le rend essentiel ».

#### Aléas climatiques et entassement s'aggravent mutuellement
Le taux d'entassement est variable d'un navire à l'autre, difficile à certifier, et ne suit aucune courbe logique au fil des décennies. Les premières expéditions négrières du XVIIIe siècle ont lieu sur de gros bâtiments, en période de guerre.
Ensuite, la période 1713-1743 voit les taux d'entassement en constante augmentation, allant de 2 à 2,5 captifs par tonneau. Une baisse temporaire a cependant lieu en 1740 et 1743, grâce à l'augmentation du tonnage.
Le principal facteur de mortalité est l'allongement de la durée du voyage, causé par un aléa climatique ou le risque d'être arraisonné par un autre navire. Il est aggravé en cas d'entassement.
S'ensuit en général une pénurie, les vivres et eau s'abîment et s'épuisent. Elle est d'autant plus grave que le capitaine a pris ou non un risque qui vient l'aggraver, celui d'entasser un nombre d'esclaves plus important que prévu dans les cales du navire. Au XVIIIe siècle, les cycles de la traite négrière sont courts, coupés par les guerres, avec une très forte croissance qui incite les armateurs à en profiter le plus vite possible. La « recherche de remplissage aboutissait à créer une geôle obscure, avec de réels problèmes d’aération » selon l'historien Guy Saupin. Si le voyage dure, les captifs incubent des maladies européennes.
Pendant les tempêtes, les périodes sans aucun vent ou les canicules, l'impossibilité de ventiler le navire augmente le nombre de victimes et la probabilité de révoltes. « des filins étaient accrochés temporairement afin de permettre aux malheureux ballottés de s’accrocher », selon Guy Saupin.
Après 1712, entre 14 et 20 % des effectifs embarqués décèdent. Ce taux revient dans les années 1720 à 13,9 %, mais cette diminution n'est pas confirmée de 1731 à 1743, malgré la fin d'une phase d’expérimentation longue.
Les armateurs qui fixent les consignes cherchaient d'abord à limiter les décès en raccourcissant le plus possible le temps passé à bord, mais sans forcément y parvenir.

#### Un commerce d'hommes influents
La traite négrière occidentale, en raison de ces importants risques militaires, sociaux, médiaux et politiques, nécessite une surface financière conséquente. On n'y trouve guère d'artisans ou petits marchands, mais surtout des officiers supérieurs, la plupart du temps très proches de la royauté, parfois habitués aux expéditions lointaines ou des financiers confirmés.
Un homme d'origine plus modeste, comme Henry Morgan, s'y fait une place grâce à son statut de chef des pirates de la Caraïbe au début des années 1670. La majorité de ces armateurs (il existe quelques exceptions comme la famille de Montaudoüin) ne consacre qu'une partie de leur activité à la traite négrière afin de diversifier les risques. Ainsi à Nantes, premier port négrier en France (43 % des expéditions négrières françaises, représentant un peu plus d’un dixième de l'activité maritime nantaise), l'armement négrier n'a jamais excédé 22 % de l'armement total.
Le développement très rapide de la traite entre 1665 et 1750 contribue à des fortunes considérables, à une époque où l'argent est rare et circule encore relativement peu, l'absence d'industrie limitant les possibilités de s'enrichir vite. Leur influence amène l'Angleterre puis la France à approvisionner en esclaves l'Espagne à qui le traité de Tordesillas interdit l'accès aux côtes d'Afrique.

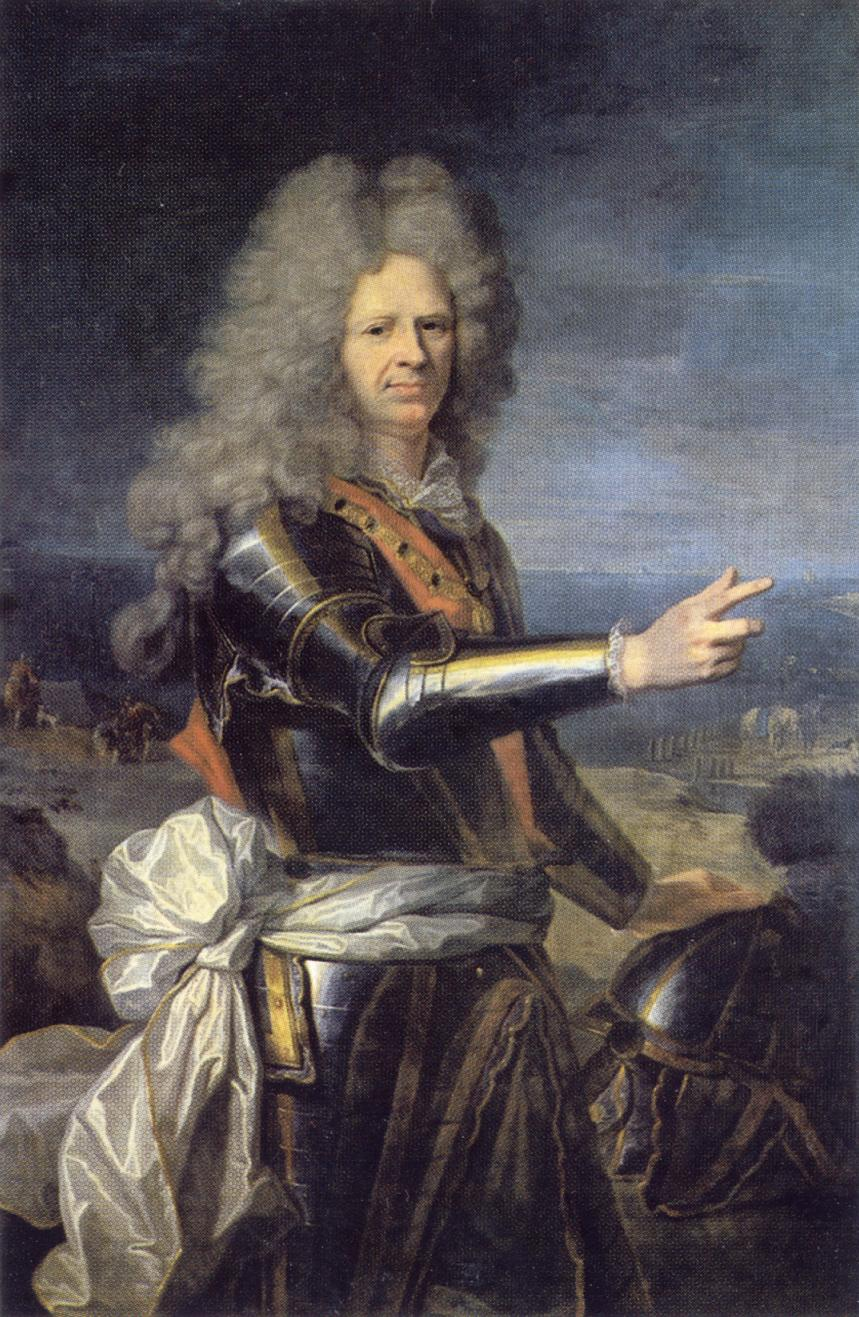
Jean-Baptiste du Casse, XVIIIe siècle.

Quelques personnages influents dans la traite négrière occidentale :
- En 1647, le colonel Hilliard, qui a payé 400 sterling sa plantation en 1642 en revend la moitié au futur gouverneur Thomas Modyford pour 7 000 sterling.
- En 1660, le roi Charles II Stuart fonde la compagnie des aventuriers d'Afrique, dirigée par Thomas Modyford jusqu'en 1669. William Berkeley et George de Carteret reçoivent Caroline, Virginie et New Jersey pour avoir aidé à la restauration anglaise.
- En 1664, Sir John Yeamans et le colonel Benjamin Berringer, sucriers à la Barbade, partent avec des centaines d'esclaves en Province de Caroline, deviennent gouverneurs. Frances Culpeper, épouse de William Berkeley, gouverneur de Virginie, héritière de ses plantations, les rejoint.
- En 1664, Thomas Modyford quitte la Barbade avec 700 esclaves pour la Jamaïque, devient gouverneur, et implante l'économie sucrière.
- En 1671, Thomas Lynch, planteur et négociant d'esclaves lui succède, après avoir vécu cinq ans en Espagne. Charles II lui demande de désarmer les flibustiers pour stabiliser une Jamaïque et en faire une réserve d'esclaves de l'empire espagnol, dont les exportations d'argent commencent à baisser.
- En 1672, la nouvelle compagnie royale d'Afrique construit des dizaines de forts en Afrique. Son créateur est le duc d'York Jacques Stuart, qui succédera de 1685 à 1688 à son frère Charles II.
- En 1676, Henry Morgan, arrêté en 1672 par Thomas Lynch, est libéré et fait gouverneur de la Jamaïque. Il reçoit une grande plantation et désarme les pirates. Dans les années 1680, 8 000 esclaves arrivent chaque année dans l'île.
- En 1677, l'amiral Jean-Baptiste du Casse, directeur de la compagnie du Sénégal, obtint le privilège royal de vendre aux Antilles chaque année pendant huit ans 2 000 esclaves puis devient en 1691 gouverneur de Saint-Domingue, où il acquiert une grande plantation.
- Dès 1678, son premier client fut le capitaine Charles François d'Angennes, marquis de Maintenon, le plus riche planteur de la Martinique.

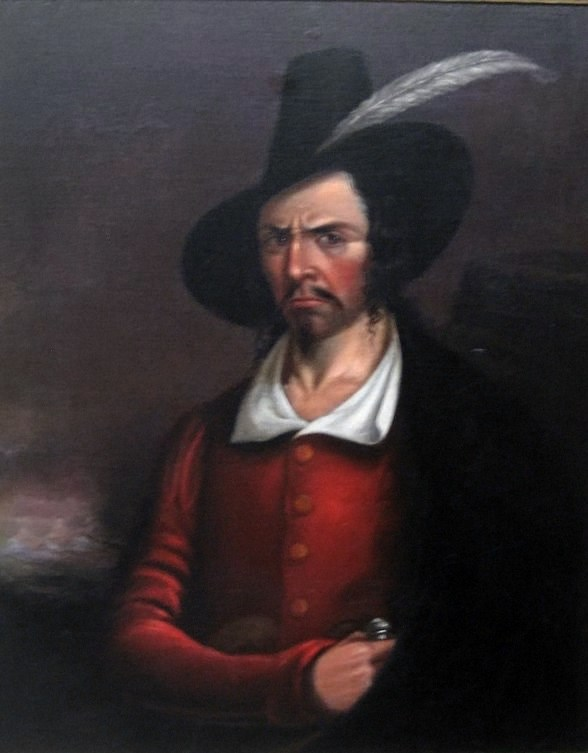
Portrait supposé du flibustier Jean Lafitte, XIe siècle.

- Portrait supposé du flibustier Jean Lafitte, XIe siècle.En 1701, Antoine Crozat prend la direction de la compagnie de Guinée, que Louis XIV autorise à amener « 3 000 nègres pour chaque an aux îles ». Acquéreur de la Louisiane en 1712, il y importe des esclaves et se heurte aux Amérindiens.
- Vers 1720, Humphrey Morice[146], membre du parlement anglais, est le plus important marchand d’esclaves à Londres et gouverneur de la Banque d’Angleterre.
- En 1735, Antoine Walsh, chef de la communauté jacobite des Irlandais de Nantes et fils de Phillip Walsh, qui a ramené en France Jacques II, est le premier négociant de Nantes. Il finance les rébellions du jacobitisme et fait échec aux projets de taxation du sucre.
- De 1748 à 1751, la société Grou et Michel et la société d'Angola contrôlent 48 % de la traite nantaise. Guillaume Grou avait épousé Anne O'Shiell, belle-sœur d'Antoine Walsh. Leur fortune (4,5 millions de livres) est confisquée en 1793.
- En 1771 et 1775, Thomas Sutton de Clonard, actionnaire et officier de la compagnie française des Indes orientales, associé du banquier Isaac Panchaud, achète une immense plantation sucrière à Saint-Domingue pour 7,8 millions de livres[151].
- En 1751, le marquis de Laborde, banquier du roi, acquiert le monopole de la fourniture de piastres à la Compagnie des Indes, finance presque seul la guerre de Sept Ans et détient 3 navires négriers et 1 400 hectares, sur 3 plantations à Saint-Domingue. Il place sa fortune dans la création de la première Caisse d'escompte et les spéculations immobilières, où il excelle[152], puis est guillotiné en 1794.
- En 1803, Jean Boze et Jean Lafitte, figures de la piraterie des années 1800 dans la Caraïbe, approvisionnent les planteurs français de Cuba et de Louisiane.

Même si certaine familles d'origine juive ont participé à la traite (Gradis, Homberg), leur proportion reste très marginale sur l'ensemble du trafic négrier européen. Dans Le Monde du 5 mars 2005, l'historien Gilles Manceron a rappelé les quatre déclarations en un an de l'humoriste Dieudonné accusant les Juifs d'être responsables des traites négrières, en démontrant qu'elles n'ont aucun fondement. Il rejette les appels aux tribunaux, interdictions et agressions visant ses spectacles, pour ne pas lui permettre « d'apparaître comme une victime », alors qu'il « revient aux historiens de dire que ses délires sont des élucubrations dangereuses », le terme « élucubrations » étant aussi utilisé à ce sujet par l'historien Olivier Grenouilleau. Aucun juif ne figurait parmi les capitaines de navires négriers ; ils étaient absents du négoce négrier à Nantes et très marginaux à Bordeaux. L'écrivaine noire Calixthe Beyala, présidente du Collectif Égalité, a au même moment rappelé dans Le Monde qu'au moment « où commençait le commerce triangulaire, les Juifs étaient persécutés, Isabelle la Catholique venant de les chasser d'Espagne ». Elle dénonce aussi les médias qui font de Dieudonné le « porte-parole des Noirs de France, par ignorance ou par recherche de sensationnalisme », contribuant « à transformer un épiphénomène en tragédie sociale ».

## La traite des Océaniens

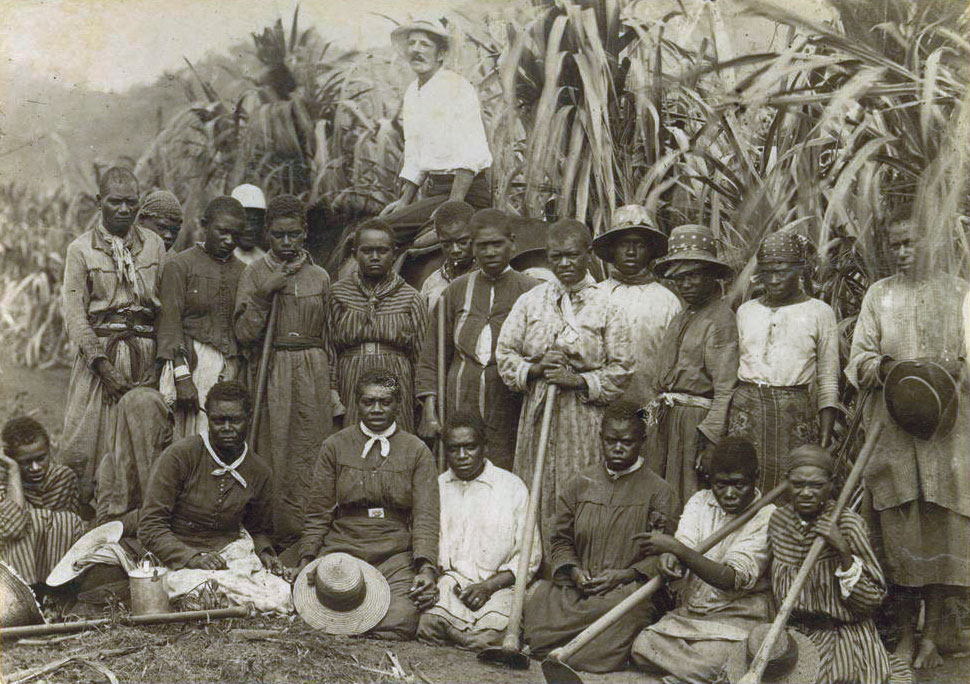
Groupe de mélanésiens dans une exploitation de canne à sucre du Queensland, en Australie.

### Une pratique s’apparentant à l’esclavage
Dans la seconde moitié du XIXe siècle, bien que l’esclavage soit alors aboli dans les pays occidentaux, les Océaniens vont faire l’objet d’une véritable traite, digne de celle des noirs d’Afrique, pour faire face aux besoins des compagnies minières et des plantations coloniales, c’est le blackbirding. Comme dans le cas de l'engagisme, cette main d’œuvre est en principe sous contrat, et certains sont volontaires, mais la majorité est razziée sur les plages, kidnappée ou vendue par des chefs.
Le blackbirding commence en 1863, à l’initiative de Robert Towns, armateur et homme d’affaires australien, fondateur de Townsville, pour ses champs de coton. Au total, pour approvisionner le Queensland en Australie, ce sont près de 65 000 individus qui sont recrutés ou enlevés, principalement en provenance des Nouvelles Hébrides (Vanuatu) et des Salomon, mais aussi de Nouvelle-Guinée et aux Îles Loyauté.
De même plusieurs milliers de Gilbertins sont recrutés pour travailler dans les plantations des Fidji, des Samoa, de Tahiti.
L'Est de l'océan Pacifique est aussi concerné, et les mines du Pérou sont responsables de razzias sur les îles Ellice, Tokelau, Cook, Marquises et sur l’île de Pâques.

### Fin progressive de la traite
Le Royaume-Uni réglemente le trafic en 1868 et 1872. La France instaure en 1874 une législation et un service spécial de l’immigration. L'Australie l’interdit dès 1902. Les abus restent toutefois encore très nombreux et le taux de mortalité de cette population était élevé : environ 30% d’entre eux mouraient dans les plantations, en raison de leur exposition aux maladies européennes mais aussi de la malnutrition et des mauvais traitements. En 1904, l’enseigne de vaisseau Laurent écrit à propos du recrutement des Néo-Hébridais : « Pour 450 F (…) le Canaque est vendu pour 5 ans (…). Au bout de ce temps (…) 70 % ont disparu, victimes d’un travail trop pénible, de privations exagérées et surtout de mauvais traitements qui forment trop souvent leur seule rétribution ».

### Souvenir et reconnaissance
En Australie, les descendants du blackbirding représentent une communauté de 15 000 descendants qui se considèrent comme « le peuple oublié ». Des fosses communes pleines de ces ouvriers morts dans les plantations, sont encore découvertes aujourd’hui. Depuis la fin des années 1990, l'Australie et ses territoires reconnaissent progressivement l'existence historique de cette pratique et entament des démarches officielles de réparation symbolique au profit des descendants australiens des victimes de blackbirding.

## Interdiction et répression des traites négrières

### Interdictions de la traite occidentale, distinctes des abolitions de l'esclavage
La plupart des pays impliqués dans la traite négrière occidentale l'ont interdite au XIXe siècle, plusieurs décennies avant de le faire pour l'esclavage, d'abord pour des motifs humanistes, mais aussi, selon l'historien marxiste Eric Williams, afin de favoriser le libre-échange au détriment d'un mercantilisme daté.
Le premier pays occidental à prévoir d'interdire la traite des Noirs est le Danemark-Norvège : une ordonnance royale du 16 mars 1792 proscrit la traite dans un délai de dix ans (mais l'esclavage ne sera totalement aboli dans les colonies danoises qu'en 1847).
En Louisiane espagnole, le gouverneur Francisco Luis Hector de Carondelet interdit toute importation d'esclaves en 1796. Son prédécesseur Esteban Rodríguez Miró, avait banni en 1786 l'importation d'esclaves nés dans la Caraïbe, la limitant à ceux qui venaient d'Afrique.
Pour la France, le 11 août 1792 est supprimé le versement des primes d'encouragement accordées depuis 1784 aux trafiquants d'esclaves, décision renouvelée le 27 juillet 1793. Puis, sous la pression des révoltes d'esclaves dans la colonie de Saint-Domingue, la Convention montagnarde aboli la traite en même temps que l'esclavage le 4 février 1794. Toutefois, le premier consul Napoléon Bonaparte rétablit les deux en 1802,,. Sous la pression des Anglais, la France interdit une seconde fois la traite, par le décret du 29 mars 1815, quand Napoléon revient au pouvoir lors des Cent-Jours. Mesure confirmée par la suite ensuite par l'ordonnance royale du 8 janvier 1817 et la loi du 15 avril 1818. L'abolition de l'esclavage ne sera quant à elle définitive, dans toutes les colonies et possessions françaises, qu'avec le décret du 27 avril 1848 pris par la Deuxième république française.
Côté britannique, la traite est interdite en 1807, en revanche l'esclavage n'est aboli qu'en 1833-1838.
Les États-Unis interdisent la traite en 1808, mais l'esclavage seulement en 1865.
Le Brésil abolit officiellement la traite en 1850 mais l'esclavage seulement le 13 mai 1888, ce qui cause le renversement de l'empereur Pedro II.
Le dernier navire négrier arrive à Cuba en 1867.

### Répression de la traite
La révolution haïtienne combattit la piraterie des années 1800 dans la Caraïbe, liée à la traite négrière illégale, pour rendre la traite plus dangereuse et plus difficile.
La France et le Royaume-Uni signent une première convention pour la suppression du trafic des esclaves et un traité contre la traite des Noirs le 30 novembre 1831 et une convention supplémentaire le 22 mars 1833. Cette convention prévoit que d'autres puissances maritimes sont invitées à se joindre à ces conventions. Les villes hanséatiques le font le 9 juin 1837, le Grand-duc de Toscane le 24 novembre 1837, la république d'Haïti le 29 août 1840.

#### L'action spécifique des Britanniques contre les traites négrières

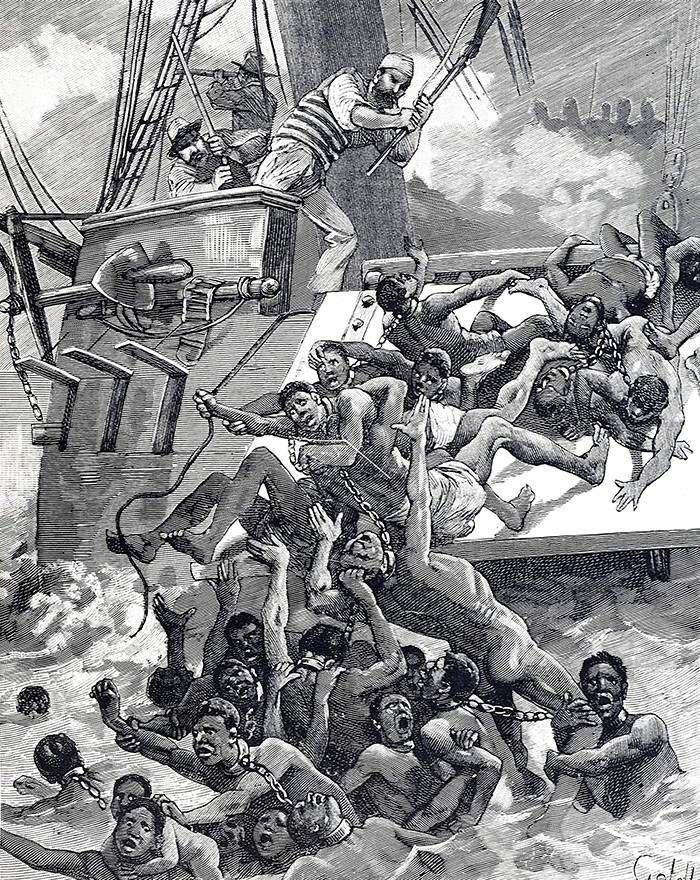
Marins d'un navire négrier jetant les captifs africains à la mer sur ordre du capitaine Pedro Blanco, avant d'être contrôlés par un croiseur français.

Le Royaume-Uni a eu les moyens de réprimer la traite de la plupart des pays, grâce à la puissance de la Royal Navy, sortie gagnante du XVIIIe siècle, sous la pression d'une partie des milieux économiques, menés par William Wilberforce, qui l'avaient jugée contre-productive dès la fin du XVIIIe siècle, pour des raisons d'équilibre économique, puis sous l'influence de l'Anti-Slavery Society. Au XVIIIe siècle, la culture du sucre est plus grande consommatrice d'esclaves, qui meurent d'épuisement dans les plantations en quelques années, et les « îles à sucre » françaises ont profité d'une fiscalité plus favorable pour supplanter leurs rivales britanniques.
La Société pour l’abolition de la traite négrière (Society for the Extinction of the Slave Trade), influencée par les initiatives des quakers anglais et nord-américains, provoqua en 1788 une enquête du Conseil privé de la Couronne, qui amena le Parlement à voter en 1807 l’interdiction de la traite négrière. Les abolitionnistes britanniques intensifièrent alors leurs campagnes, recourant aux moyens les plus divers pour sensibiliser l’opinion publique mondiale : conférences, signatures de pétitions, campagnes de boycott des marchandises en provenance de pays à esclaves, diffusion de livrets et feuilles imprimés et illustrés. L’Angleterre prit ainsi la tête des courants abolitionnistes mondiaux après avoir maîtrisé le trafic négrier pendant plus de deux siècles.
Au congrès de Vienne (1815), Talleyrand promit à Castlereagh de soutenir la position britannique sur l'interdiction de la traite. Malgré l’abolition par plusieurs pays, celle-ci continua de perdurer. En France, elle devint illégale mais se poursuivit : jusqu'au milieu des années 1820, des négriers français sont armés à Nantes ou Bordeaux, à la vue de tous. Ils bafouent ouvertement la loi. Entre 1815 et 1833, on recense 353 bateaux de traite à Nantes.
En 1817, les Britanniques signent un traité avec Radama Ier, roi de Madagascar, lui allouant 10 000 dollars annuels pendant trois ans contre son engagement à renoncer à la traite tandis que le roi négrier Docemo du golfe de Guinée sera déposé par des interventions militaires[réf. nécessaire].
La traite négrière disparaît grâce à des accords entre la France et le Royaume-Uni et d'autres pays, incluant un « Droit de visite des navires étrangers », prévu explicitement par une série de traités internationaux : la Royal Navy croise sur les côtes occidentales africaines. La mission de ses vaisseaux est de visiter les lieux de la traite et les navires marchands. L'État français coopère, mais une large partie des milieux d'affaires français accuse l'Angleterre de vouloir simplement ruiner la France et juge que la traite est un acte patriotique, contribuant à la richesse de la France. Après 1835, on ne dénombre plus que 20 navires français à s'être livrés à la traite.

### Traite occidentale devenue illégale
Les Antilles britanniques ne représentent plus qu'un tiers des esclaves transportés par les négriers britanniques après 1800, selon l'historien David Eltis, professeur à l'Université Emory. Les négriers anglais et américains sont nombreux à changer de localisation, pour éviter la répression de la traite. Ils évitent les ports anglais à partir de 1811 et s'installent à l'étranger, recourant au pavillon portugais, pays allié de l'Angleterre. De plus, les négriers refusent de faire crédit à Cuba et dans les Antilles françaises, réduisant les flux vers cette destination.
Entre 1783 et 1807, la moitié des esclaves transportés par le Rhode Island allaient à Cuba. Mais après 1807, les navires danois et anglais, qui régnaient sur le commerce interantillais, ont cessé la traite négrière, ce qui fait chuter les prix sur ce marché. Cuba est alors approvisionné directement en Afrique et devient la plaque tournante du trafic mondial, dirigé en grande partie par les réfugiés français de Saint-Domingue à Cuba, qui importe entre 1792 et 1807 autant d'esclaves qu'en deux siècles, et qui avaient animé la Piraterie des années 1800 dans la Caraïbe. Sur 444 voyages négriers recensés entre 1808 et 1815, la totalité sauf douze passe par Cuba ou le Brésil.
Le Brésil achète ses esclaves avec l'or du Minas Gerais, en expansion dès 1740, recyclé pour acheter des tissus indiens dans les années 1780. Avec les Portugais et Espagnols, ils sont les seuls à avoir un accès régulier à l'Afrique à partir de 1810. Les importations d'esclaves aux États-Unis chutent de 8 % dans les années 1790 et 20 % dans les années 1800, tombant aux deux tiers de leur niveau des années 1780 dès les années 1820. Sans les restrictions aux traites négrières, ce volume aurait au contraire doublé en trente ans, selon l'historien David Eltis, professeur à l'Université Emory, vu le boom des surfaces plantées en coton aux États-Unis. L'allongement de la durée de vie des esclaves, le bond de leur natalité et la hausse de la productivité ont compensé et pris le relais des achats à prix fort aux anciennes colonies de la côte atlantique qui ne pèseront plus que 10 % du coton américain en 1865.
Entre 1817 et 1820, neuf négriers du Rhode Island sont condamnés par les tribunaux américains. La plupart vont chercher des esclaves à Cuba pour les revendre en Géorgie, d'où un prix plus élevé de 50 % à Cuba, soumis à la demande des États-Unis, qu'au Brésil. Puis le quasi-monopole mondial des États-Unis dans le coton les place en position de force face aux marchands d'esclaves.
Les historiens estiment que le professeur Philip Curtin a sous-estimé le nombre d'esclaves importés aux États-Unis, plus que pour les autres territoires et constatent une chute des prix des esclaves en 1823, quand les abolitionnistes en Angleterre obtiennent une répression plus dure de la traite, dans le sillage du Scandale de l'île d'Amelia de l'automne 1817, qui voit l'armée de négriers de Louis-Michel Aury investir une île espagnole. Une forte hausse des prix des esclaves va au contraire anticiper, dans les années 1850, l'abolition de l'esclavage aux États-Unis, à une époque où il est difficile de s'en procurer, le Brésil monopolisant le commerce illégal, et où leur accès aux soins s'améliore, aidé par le fait que la proportion de mulâtres parmi les esclaves des États-Unis d'Amérique va atteindre 10,4% en 1860. Une fois la traite atlantique disparue, la croissance démographique en Afrique atteignit l'un des taux les plus élevés du monde entre 1900 et 1950.

### Conséquences de l'interdiction de la traite sur les sociétés esclavagistes

#### Les marchés nationaux d'esclaves se substituent aux traites négrières

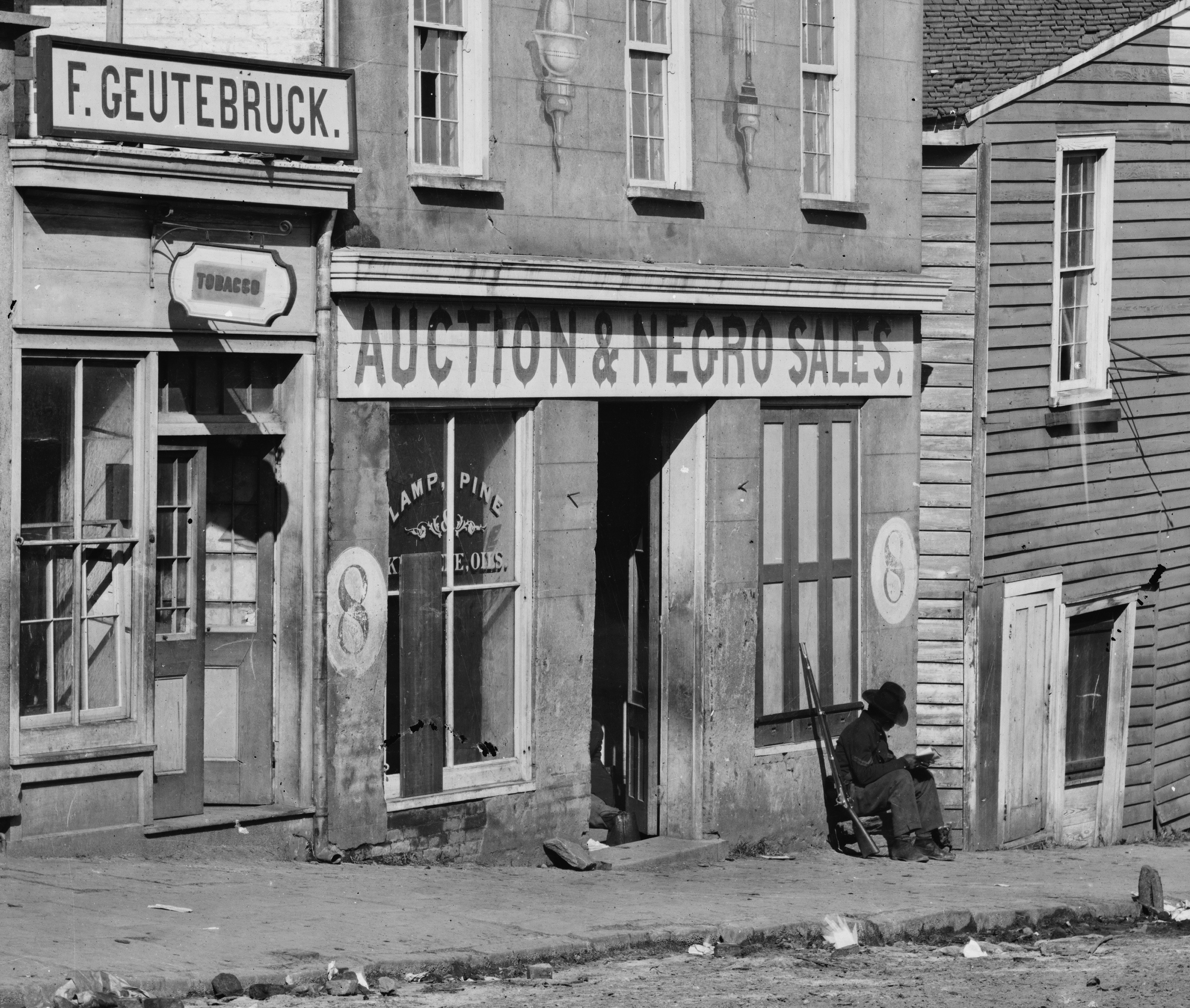
Salle de vente aux enchères d'esclaves noirs, à Atlanta en Georgie (États-Unis), 1864.

Aux États-Unis, il faut attendre 1805 pour que George Washington interdise l'importation d'esclaves, ce qui enrichit leurs propriétaires dont il fait partie : sur le marché aux esclaves de La Nouvelle-Orléans, le prix d'un esclave monte à 500 dollars en 1805 contre 200 en 1776 et 100 en 1766. Trois nouveaux états esclavagistes sont fondés dans les années 1810 : Alabama, Mississippi et Louisiane. Ils cultiveront 78 % du coton américain en 1859, si on leur ajoute la Géorgie. Les esclaves des anciennes colonies de la côte atlantique sont déplacés depuis le port de Norfolk jusqu'à La Nouvelle-Orléans, puis vendus aux propriétaires de l'Ouest. La Louisiane importe 18 000 esclaves entre 1790 et 1810. La plupart doivent ensuite emprunter des « routes de la migration » établies le long d'un réseau d'entrepôts.
Les États-Unis comptaient 350 000 esclaves en 1750, sur 1,5 million d'habitants. En 4 générations, leurs descendants sont 11 fois plus nombreux : 4 millions en 1865. Une question centrale abordée par les historiens des États-Unis a été de savoir comment le commerce interrégional des esclaves du Vieux Sud côtier vers le Nouveau Sud intérieur a affecté les familles d'esclaves. La réponse, selon des études récentes, est que les familles et les communautés d'esclaves ont été dévastées: même si une partie des propriétaires cherchant des occasions de s'installer dans des régions de frontière se déplaçait avec leurs esclaves et leurs familles, il est probable que plus de 50 pour cent des esclaves exportés l'ont été sans leur famille.
Au Brésil, la délocalisation du pouvoir politique et financier vers le sud facilita le développement de la production de café dans le sud-est. L'Angleterre, qui craignait la concurrence « déloyale » d'une production par des esclaves exigea une chasse aux trafiquants. Du coup, le prix des esclaves flamba et un marché interne se développa pour déplacer cette main d´œuvre du Nordeste.

#### Une nouvelle forme de traite occidentale, l'engagisme
Côté occidentale, une nouvelle forme de traite apparaît : l'engagisme ou coolie trade.

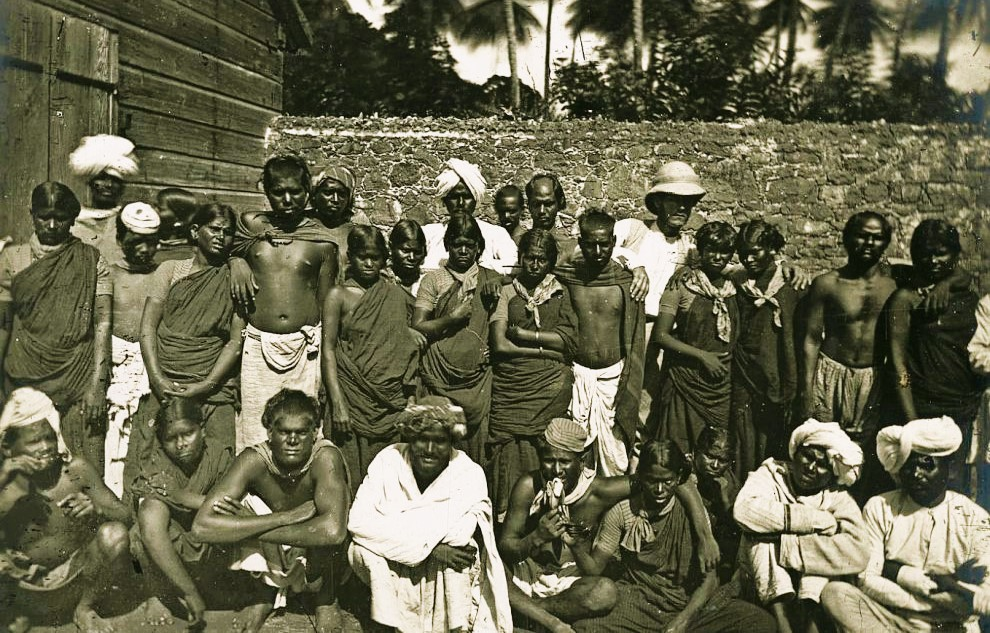
Groupe de travailleurs indiens à la Martinique.
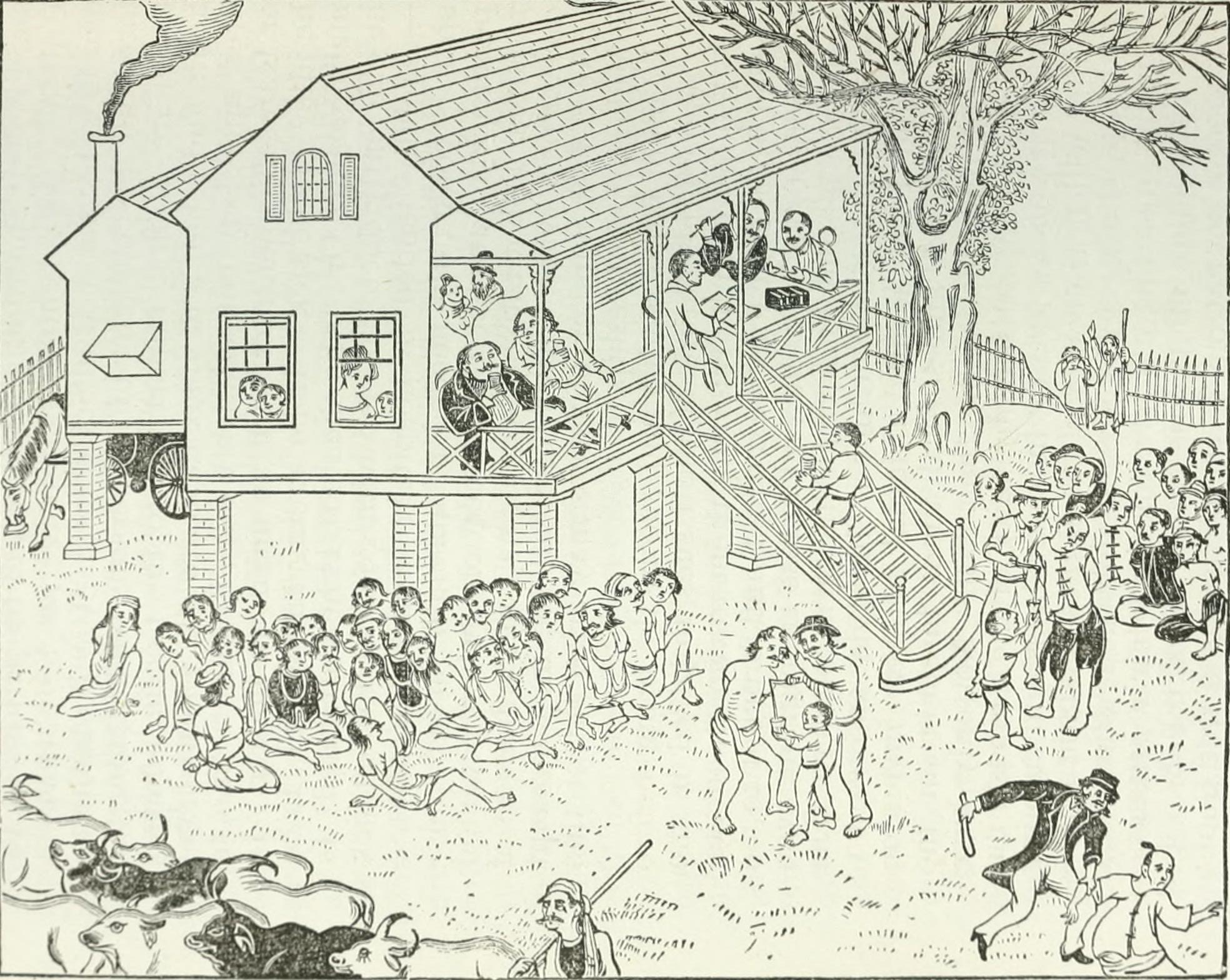
Dessin d'Edward Jenkins dénonçant l'engagisme au Guyana, 1871.
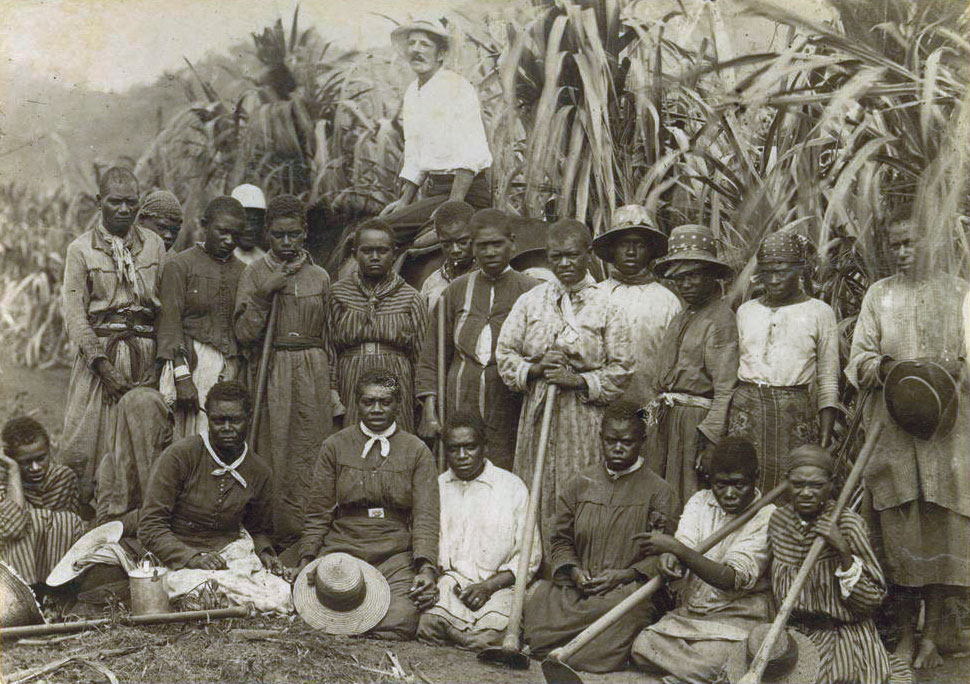
Groupe de Mélanésiens dans une exploitation de canne à sucre du Queensland, en Australie.

### Poursuite de la traite orientale et abolitions tardives
Si la traite atlantique disparaît, une traite persiste entre l'île de Zanzibar et le monde arabe. En Égypte ottomane, Alexandrie est de nouveau, dans la seconde moitié du XIXe siècle, l'un des principaux marchés aux esclaves. On estime à 1,65 million de personnes le nombre des victimes de la traite transsaharienne entre 1800 et 1880.
L'Arabie saoudite abolit l'esclavage en 1962, la Mauritanie en 1981.

## Le nombre de victimes des traites de noirs

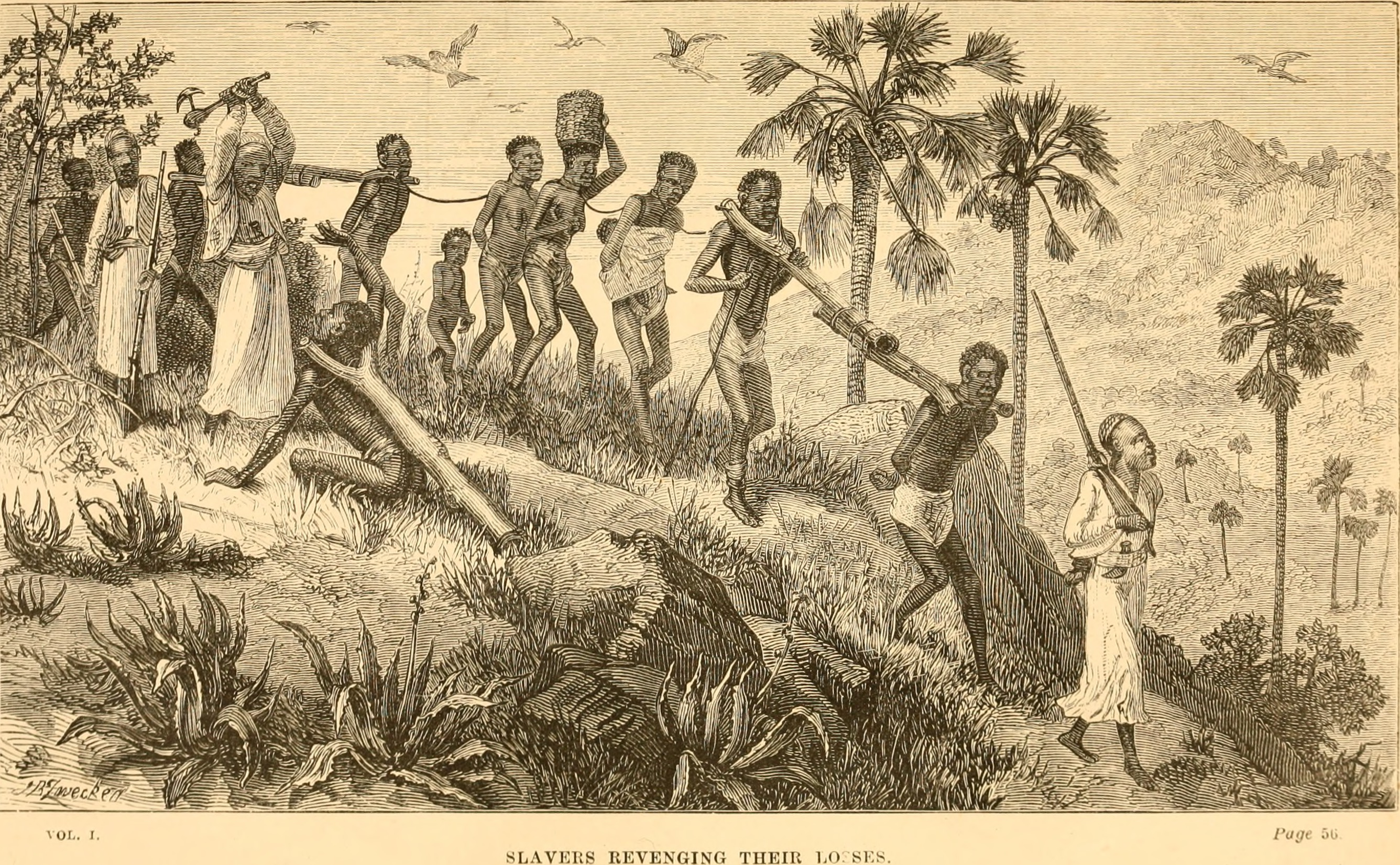
« Les esclavagistes se vengent de leurs pertes », Journal de D. Livingstone, 1874.

Le nombre de victimes des traites négrières est très variable d'un auteur à l'autre et n'a cessé de varier dans les années 2000 et 2010 à la hausse comme à la baisse.
L'historienne Catherine Coquery-Vidrovitch a souligné en 2009 que les « chiffres globaux n'ont pas grand sens puisqu'ils recouvrent des durées très inégales : la traite musulmane, qui a commencé au IXe siècle s'est prolongée jusqu'au début du XXe. En outre, ils sont aussi contestables que contestés : un historien britannique vient-il de proposer de faire tomber la traite transsaharienne à six ou sept millions d'individus au plus (au lieu de douze), sur 1 250 ans ».

### Traite atlantique
En 2001, David Eltis avait estimé la traite atlantique à un total de 11 062 000 déportés pour 9 599 000 esclaves débarqués aux Amériques, entre 1519 et 1867, chiffres repris dans Les Traites négrières, Essai d'histoire globale de Petré-Grenouilleau. Mais en décembre 2008, David Eltis a lancé la plus large base de données consacrée à la traite atlantique : The Trans-Atlantic Slave Trade Database, elle fait état de 12 521 336 déportés entre 1501 et 1866, soit 15% de plus qu'estimé en 2001 par le même auteur.
En 1969, l'historien américain Philip Curtin proposait 9 566 100 déportés par la traite atlantique. Nombre d'estimations ultérieures se sont appuyées sur les travaux de Curtin, en affinant certains aspects (notamment la traite illégale) pour parvenir à des chiffres, ou bien supérieurs (Inikori), ou bien inférieurs (Lovejoy).
En 1971, Jacques Houdaille a ainsi rendu compte des travaux de Curtin, qui recense 9,5 millions d'esclaves importés d'Afrique et vendus dans les Amériques, sans tenir compte de la mortalité importante lors du trajet en bateau, qui pouvait atteindre de 8 à 22 % de l'effectif puis en 1997, Hugh Thomas avait estimé au total à 13 millions le nombre d'esclaves « ayant quitté l'Afrique » lors de la traite atlantique, dont 11,32 millions arrivés à destination au moyen de 54 200 traversées. Il affecte au Portugal et sa colonie du Brésil 30 000 de ces traversées.
Dans les siennes, le Danemark est censé avoir déporté 50 000 esclaves avec 250 traversées. Plus tard, l'historien danois Per Hernaes a évalué à environ 85 000 le nombre total d'esclaves transportés sur des navires danois entre 1660 et 1806, soit 60% de plus.
L'écart entre auteurs à la même époque a parfois été important. En 1982, Joseph Inikori estimait à 15 400 000 le nombre de déportés par la traite atlantique, tandis que Paul Lovejoy (en) proposait 11 698 000 déportés (pour 9 778 500 débarqués) ; chiffre qu'il portera à 11 863 000 en 1989, soit 3,5 millions de moins que Joseph Inikori.
Serge Daget donnait comme estimations en 1990 :
- traite atlantique : 11,7 millions ;
- traite transsaharienne : 7,4 millions ;
- traite orientale : 4,28 millions.

Il distinguait la traite transsaharienne de traite orientale, qui inclut les voyages dans l'Océan indien. Concernant la traite intra-africaine, les historiens signalent une générale un effet de doublon car elle est en grande partie revendue à des Européens ou des Arabes, les travaux agricoles confiés à esclaves en Afrique n'ayant pas donné lieu à des plantations à grande échelle de sucre, café, coton ou cacao.[pas clair]
Olivier Pétré-Grenouilleau a lui estimé, en 2004 la traite orientale, à destination du monde arabo-musulman : 17 millions de personnes ;
- la traite intra-africaine : 14 millions de personnes et la traite occidentale (ou atlantique) à 11 millions de personnes, dont l'essentiel à partir de la fin du XVIIe siècle.

### Traite orientale

#### Sahara
En 1979, Ralph Austen présentait des estimations affirmant que la moitié de la traite arabe aurait eu lieu sur ses huit premiers siècles, qui ont ensuite été fortement révisées, car la partie concernant le XIXe siècle, la plus documentée, avait été fortement sous-évaluée, notamment sur la traite orientale :
- Total départ : 9 387 000 y compris les captifs n’ayant pas atteint la zone méditerranéenne (372 000), car restés en bordure désertique.
- Total arrivée : 7 450 000
- Écart : 1 937 000

#### Mer Rouge et océan Indien
- Répartition entre grandes périodes, en pourcentage
  - 800-1450 : 40,0
  - 1450-1890 : 60,0
- en individus
  - Total départ : 5 000 000
  - Total arrivée : 4 900 000
  - Pertes : 100 000

Soit au total 14 387 000 individus au départ et 12 350 000 à l'arrivée et pour l'ensemble des traites arabes.
Toutefois, en 1987, Austen porte à 8 millions le nombre de déportés de la « traite orientale » entre 650 à 1920 (au lieu des 5 millions reportés ci-dessus pour la période 800-1890) ; ce qui donnait globalement 17 387 000 déportés pour les traites arabes. C'est cette dernière estimation que Petré-Grenouilleau a reprise en 2004, mais qu'il n'avait pas retenue en 1997. Depuis, Ralph Austen estime à « environ 12 millions » le nombre de déportés par les « traites arabes ».

### Des archives encore inexploitées

#### Archives nationales du Danemark
D'après Eric Goebel des archives nationales du Danemark, « on estime que les archives des compagnies commerciales danoises possèdent approximativement quelque 4 500 pièces. Ces nombreux registres et liasses de documents occupent l'équivalent de 400 mètres linéaires sur des étagères ».

#### Archives de la traite en Angola
Selon Dra Rosa Cruz e Silva, les fonds documentaires du seul Angola sur la traite négrière comportent 3 448 manuscrits occupant six kilomètres d'étagères. Et cela ne représente qu'une petite partie des archives angolaises, car « […] la plus grande partie de la documentation, la plus ancienne sur notre pays, la documentation sur les XVe, XVIe et XVIIe siècles […] est encore aujourd'hui au Portugal, la puissance coloniale ». Quand on songe à l'importance de la région d'Angola, démembrement de l'ancien royaume du Kongo, comme lieu de départ d'une forte proportion des déportés par la traite atlantique, on voit à quel point les estimations actuelles sont parcellaires ; et susceptibles de corrections substantielles dans les années à venir.

## Les conséquences
Les différentes traites ont eu une influence profonde sur les sociétés africaines.

### La ponction démographique directe et indirecte

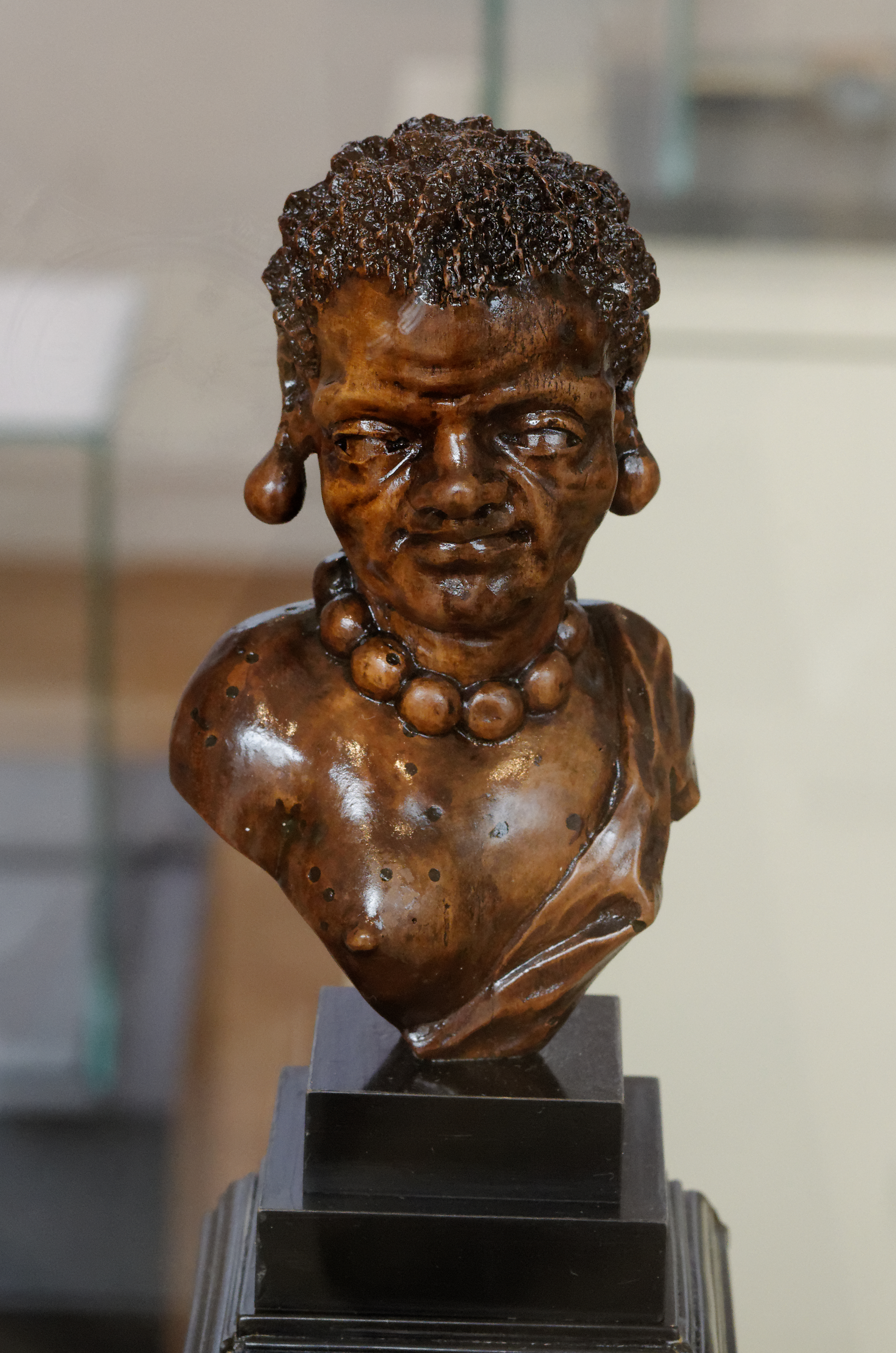
Figurine africaine, Venise (?) (XVIIe siècle), Budapest, musée hongrois des Arts décoratifs.

Avec 110 millions d'habitants, l'Afrique représentait 20 % de la population mondiale en 1600. Trois siècles plus tard, en 1900, avec 140 millions d’habitants, elle n’en représente plus que 8,4 %, affaiblissement aggravé pour l'économie, car des hommes et des femmes jeunes ont été soustraits aux systèmes de production locaux.
Lors d'un colloque sur La tradition orale et la traite négrière, il a été présenté que la traite négrière a été dévastatrice pour l'Afrique, à la fois socialement et économiquement.
Selon le professeur Gueye Mbaye[réf. souhaitée] :

« dans certains secteurs, les populations avaient renoncé à vivre dans de gros villages pour se contenter de petits hameaux éparpillés à l’intérieur de la forêt et auxquels on n’accédait que par des sentiers le long desquels on avait établi des ruches d’abeilles guerrières qui en interdisaient l’accès à toute cavalerie. C'est compte tenu de tout ceci que les vieillards interrogés sur les stagnations voire la régression de l’agriculture africaine sont unanimes à incriminer "la période des chevauchées permanentes". »

Selon Eduardo Galeano, la situation globale de l'Afrique au temps de la traite négrière est à mettre en parallèle avec celle de l'Amérique et des Amérindiens. Il existe selon lui une indéniable corrélation entre l'extermination de ces derniers et la déportation de millions d'Africains dans les mines et plantations américaines ; entre l'effondrement des cultures (matérielles et spirituelles) amérindiennes au contact des Européens et l'agonie des sociétés traditionnelles africaines au sortir de la conjoncture négrière atlantique.
Nathan Nunn écrit quant à lui qu'au

« royaume du Congo en Afrique centrale et de l’ouest (…) dès 1514, les enlèvements de citoyens du royaume pour être vendus aux Portugais suivaient un rythme effréné, menaçant l’ordre social et l’autorité du roi. En 1526, Affonso, roi du Congo, écrit au Portugal pour se plaindre du fait qu'« il y a beaucoup de commerçants dans tous les coins du royaume. Ils amènent la ruine du pays. Tous les jours des gens sont réduits en esclavage et raptés, même des nobles, même des membres de la famille royale ». Cette rupture de l’ordre et de la loi fut en partie responsable de l’affaiblissement et finalement, de la chute de cet état anciennement puissant. Pour beaucoup des autres ethnies bantouphones, des états stables ont existé auparavant mais le temps que la traite soit abolie, peu des anciens états existaient encore, »

### Les déplacements de population
Dans de nombreuses régions, les populations se sont réfugiées dans des zones montagneuses comme le Burundi et le Rwanda, qui ont les plus fortes densités de population car le relief protégeait contre les expéditions des royaumes esclavagistes de l’Afrique orientale qui fournissaient le « marché » de Zanzibar. Au Mali, les Dogons se sont retranchés sur la falaise de Bandiagara, difficilement accessible par des guerriers à cheval. Parallèlement, de vastes espaces se sont dépeuplés, comme la partie orientale de la Centrafrique, dévastée par les razzias du chef de guerre africain Rabah, tué par des soldats français en 1900.
Ces déséquilibres démographiques ont été des freins au développement. La traite a aussi préfiguré les économies de rente de l’Afrique subsaharienne car ses bénéfices ne furent jamais utilisés à l’investissement productif, tout comme les profits du pétrole ou des diamants sont gaspillés dans les poches des dirigeants au XXe et XXIe siècles.

### Les tensions locales à dimension mémorielle
Un article de janvier 2007 dans Jeune Afrique a rappelé que bon nombre de tensions locales à dimension mémorielle qui ont perduré jusqu'à l'Afrique du XXIe siècle, notamment les images de la guerre qui dévaste à partir de février 2003 le Darfour, avec des villages encerclés par des cavaliers en armes, des cases brûlées, des femmes et enfants enlevés, comme dans les razzias subies par cette partie de l’Afrique à l'époque des négriers. Ce secteur fut un réservoir d’esclaves dès l’Égypte pharaonique, puis lors des périodes fatimide puis ottomane. Maures, Touaregs, Peuls et Arabes ayant joué un rôle actif dans les razzias, les mémoires des habitants des régions soudano-sahéliennes se réveillent parfois, comme lors des affrontements entre Sénégalais et Mauritaniens en avril 1989.
Au Tchad et au Soudan, les affrontements du XXIe siècle mettent aux prises des « communautés arabes » et « non arabes », « même si la distinction entre les unes et les autres n’est pas toujours facile », tandis que la guerre qui a décimé le Sud-Soudan de 1964 à 2005 fut marqué par la détermination, face au pouvoir de Karthoum des populations noires christianisées, qui ont payé un lourd tribut à la traite négrière. Une autre guerre civile rappelant les antagonismes du passé a vu s’affronter entre 1975 et 2002 le Mouvement populaire de libération de l’Angola (MPLA), dominée par les habitants de la capitale Luanda sur les secteurs côtiers, et l'Unita de Jonas Savimbi, implantée dans le centre de l'Angola. Les relations difficiles, au Bénin, entre les Yoroubas du nord et les Fons du sud, ont pour partie des racines dans les tensions créées par les négriers des royaumes ashanti (Ghana et Côte d’Ivoire actuels), d'Oyo (Nigeria) et du Dahomey, opérant dans le passé au marché négrier d’Ouidah.

### L'impact économique

#### Rentabilité et investissement
Dans sa contribution à l'ouvrage collectif The Oxford History of the British Empire, l'historien David Richardson estime que les profits de la traite négrière n'ont représenté environ qu'un pour cent (1 %) des investissements réalisés dans les premières années de la révolution industrielle britannique.
De grands ports négriers comme Bristol, ou encore Nantes en France, n'ont pas connu de décollage industriel, leur arrière-pays restant rural, car les profits de la traite négrière ont dans leur quasi-totalité été investis dans des placements fonciers, en particulier la construction de châteaux somptueux.
Du côté africain, la traite a représenté un moyen important d'enrichissement pour les élites en place mais n'ont pas donné lieu non plus à un réinvestissement.

#### Croissance économique

##### Pays d'Afrique
Les travaux de Nathan Nunn, un économiste canadien, professeur à l'Université Harvard, ont montré l'importance du préjudice économique lié à l'esclavage et la traite sur le développement économique des pays d'Afrique.

##### Pays d'Europe et d'Amérique
Parmi les pays d'Europe qui ont eu une trajectoire différente entre 1763 et 1789, la France s'est investie massivement dans la traite négrière alors que l'Angleterre y perdait du terrain. Les exportations françaises sont alors dopées par le sucre, l'indigo et le café. Mais la croissance économique est forte en Angleterre, où elle est portée par la révolution industrielle britannique.

## Lieux de mémoire

### Musées

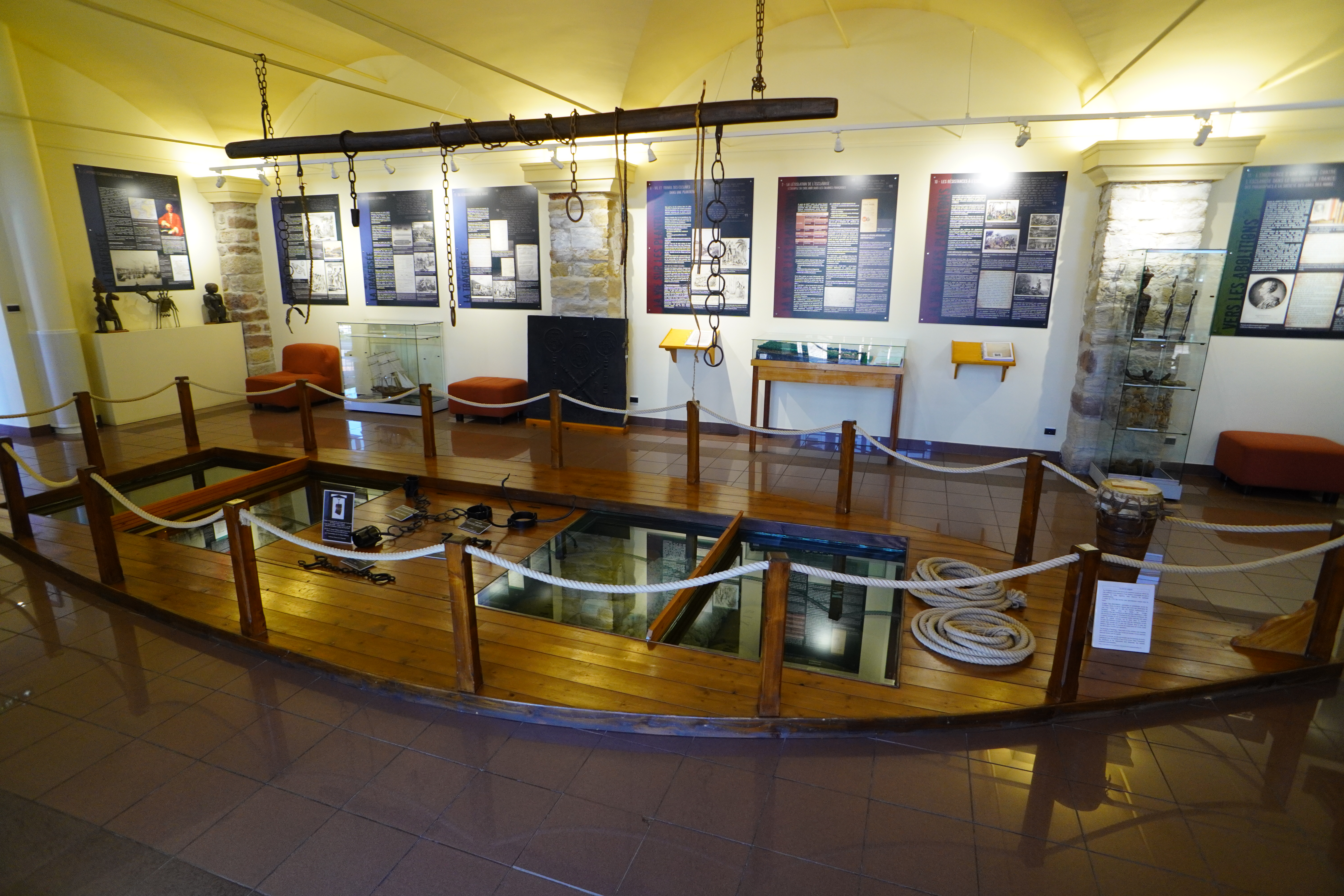
La maison de la Négritude et des Droits de l'Homme à Champagney (Haute-Saône).

- La maison des Esclaves sur l'île de Gorée, au Sénégal ;
- Le fort d'Elmina, sur la côte du Ghana ;
- La maison de la Négritude et des Droits de l'Homme à Champagney (France) ;
- Le Musée international de l'esclavage (International Slavery Museum) à Liverpool (Royaume-Uni), inauguré en 2007 ;
- Le musée du Nouveau Monde situé à La Rochelle, installé dans l’hôtel de Fleuriau depuis 1982 ;
- Le musée d'Aquitaine à Bordeaux, avec un grand espace consacré à l'esclavage et à la traite depuis 2009 ;

- Le Mémorial de l'abolition de l'esclavage de Nantes inauguré en 2012 ;
- La Plantation Whitney en Louisiane, États-Unis ;
- Le Musée national de l'histoire et de la culture afro-américaines, à Washington, États-Unis ;
- Le Musée de Villèle à La Réunion ;
- Le Mémorial ACTe (Centre caribéen d’expressions et de mémoire de la traite et de l’esclavage) en Guadeloupe, inauguré le 10 mai 2015[206] ;
- Le London Museum Docklands à Londres ;
- Le Musée intercontinental de l'Esclavage à Port-Louis (Maurice).

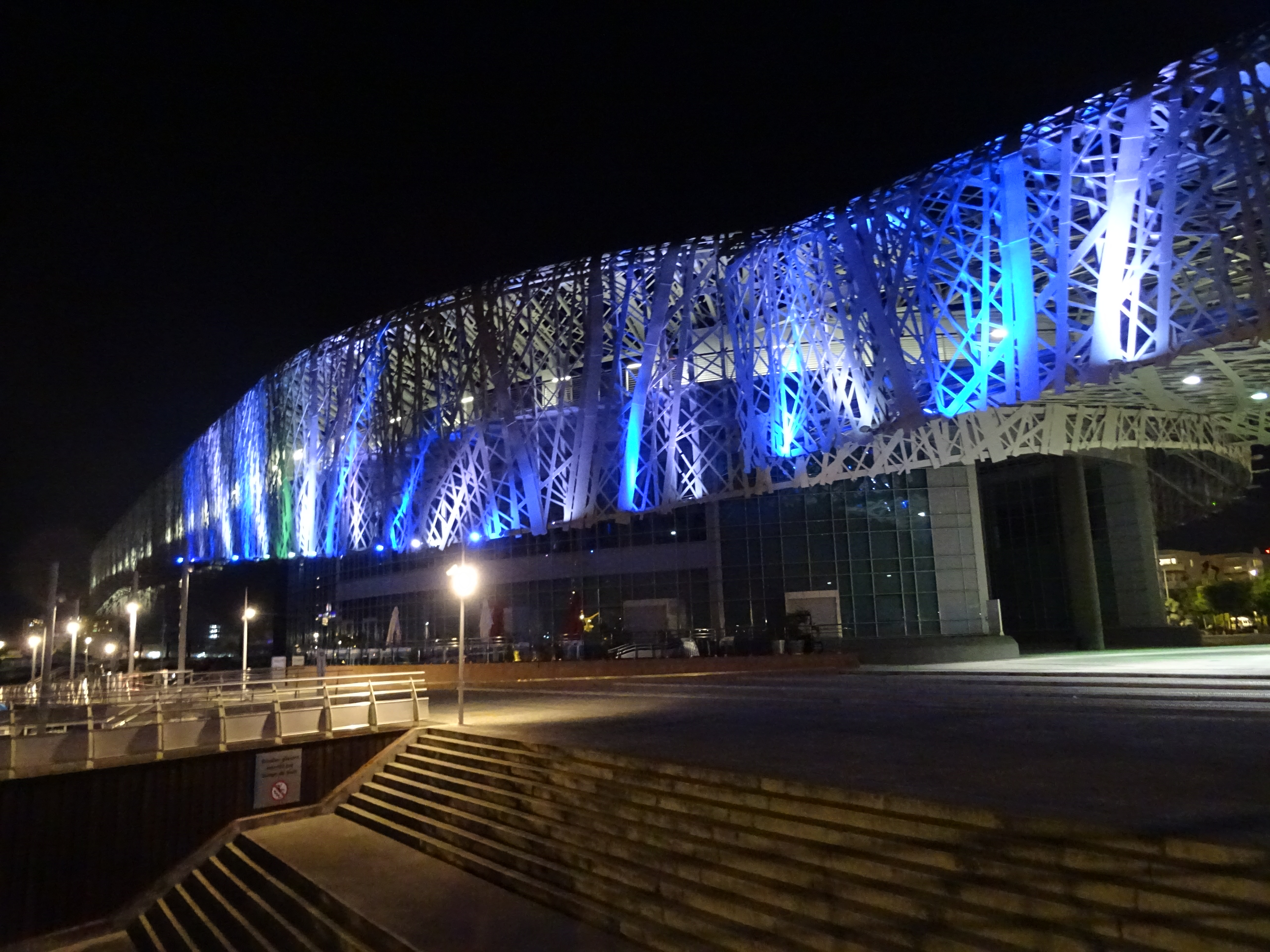
Mémorial ACTe, en Guadeloupe.
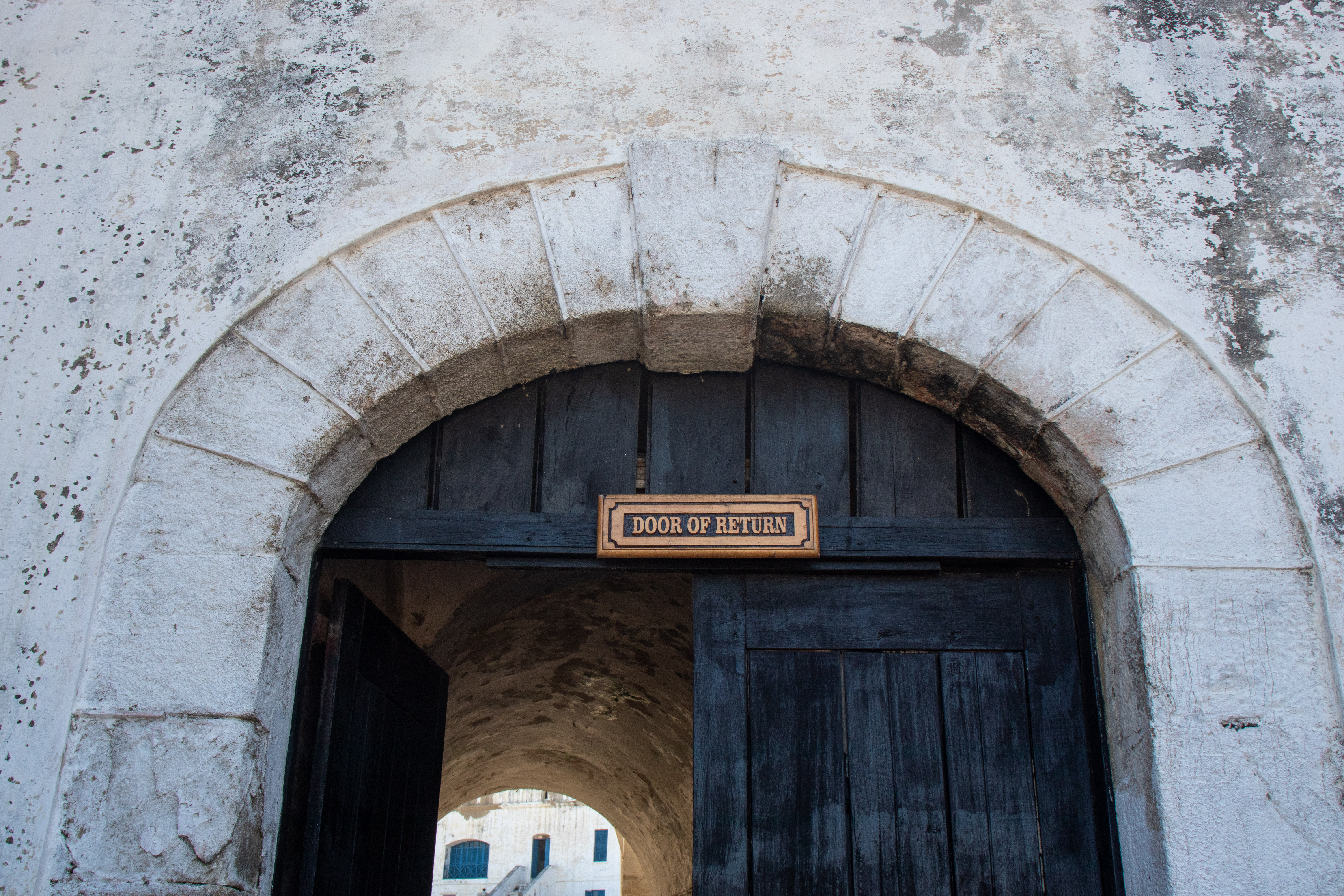
La porte du non retour au fort de Cape Coast, Ghana.
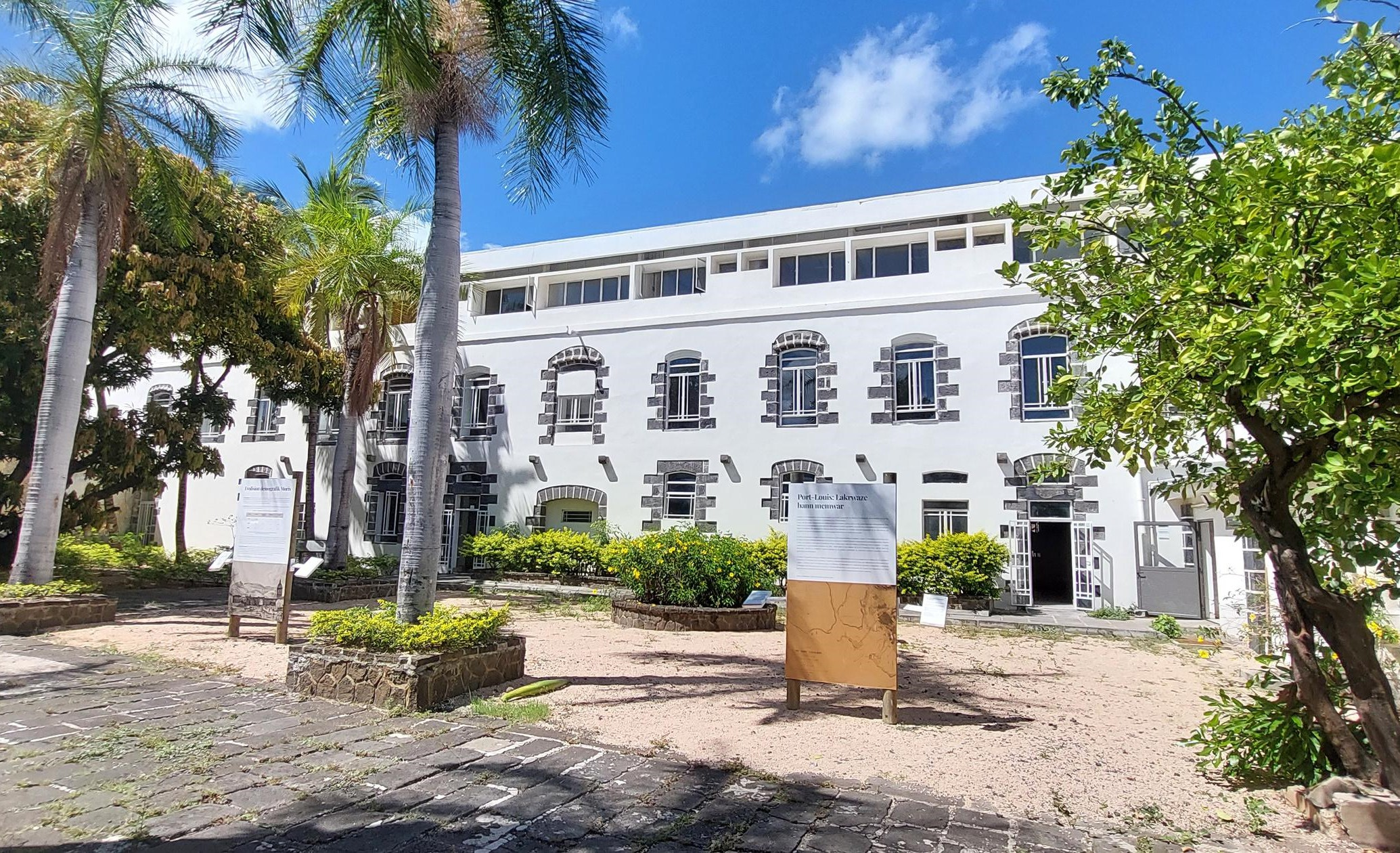
Musée intercontinental de l'Esclavage à Port-Louis (Maurice).
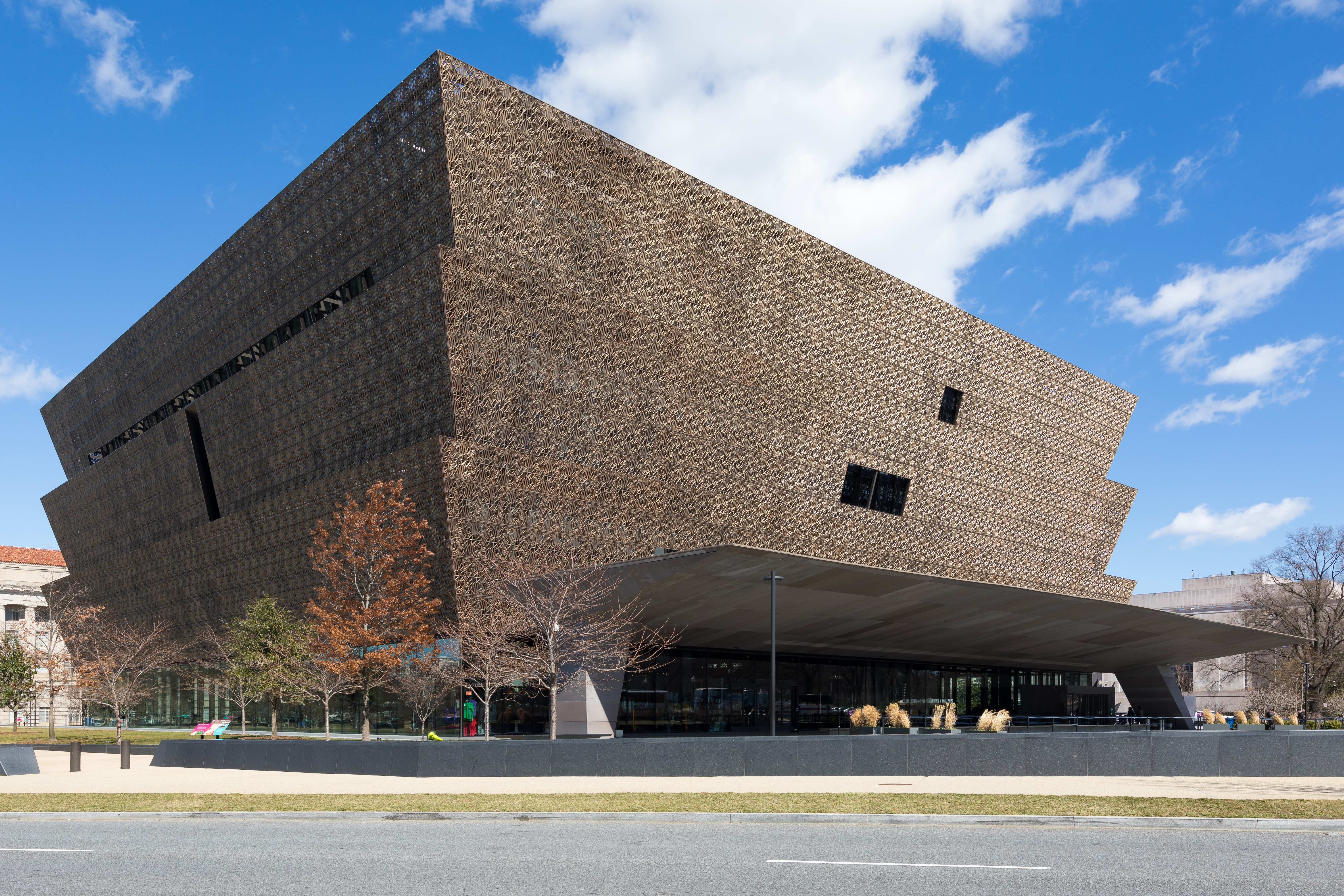
Musée national de l'histoire et de la culture afro-américaines, à Washington (États-Unis).
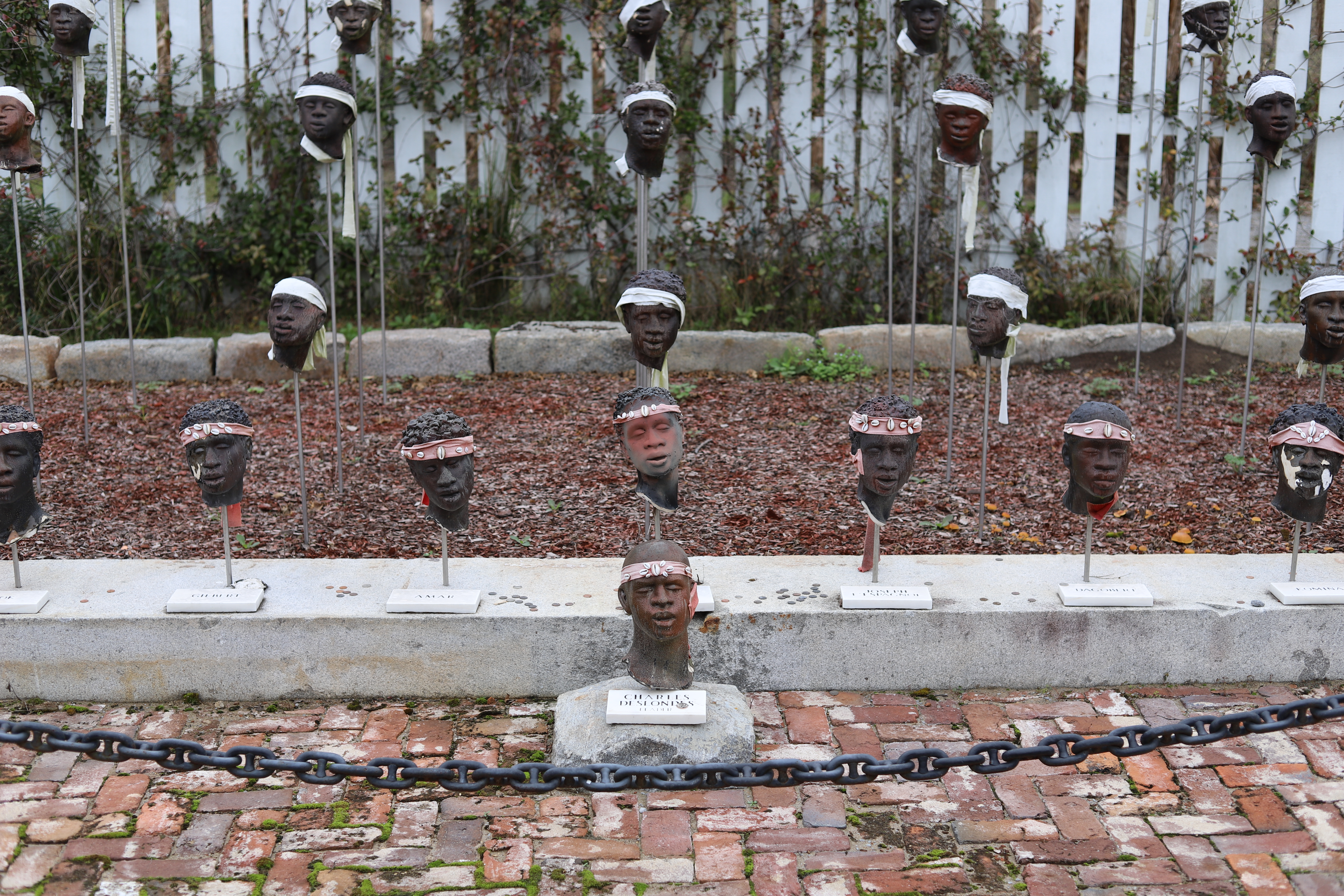
Mémorial de la révolte d'esclaves de 1811 à La Nouvelle-Orléans, plantation Whitney, Louisiane (États-Unis).

### Monuments
Category:Monuments and memorials to victims of slavery 
- Le Marron Inconnu (ht), Port-au-Prince, Haïti.Le Marron Inconnu (ht), Port-au-Prince (Haïti), 1967 ;

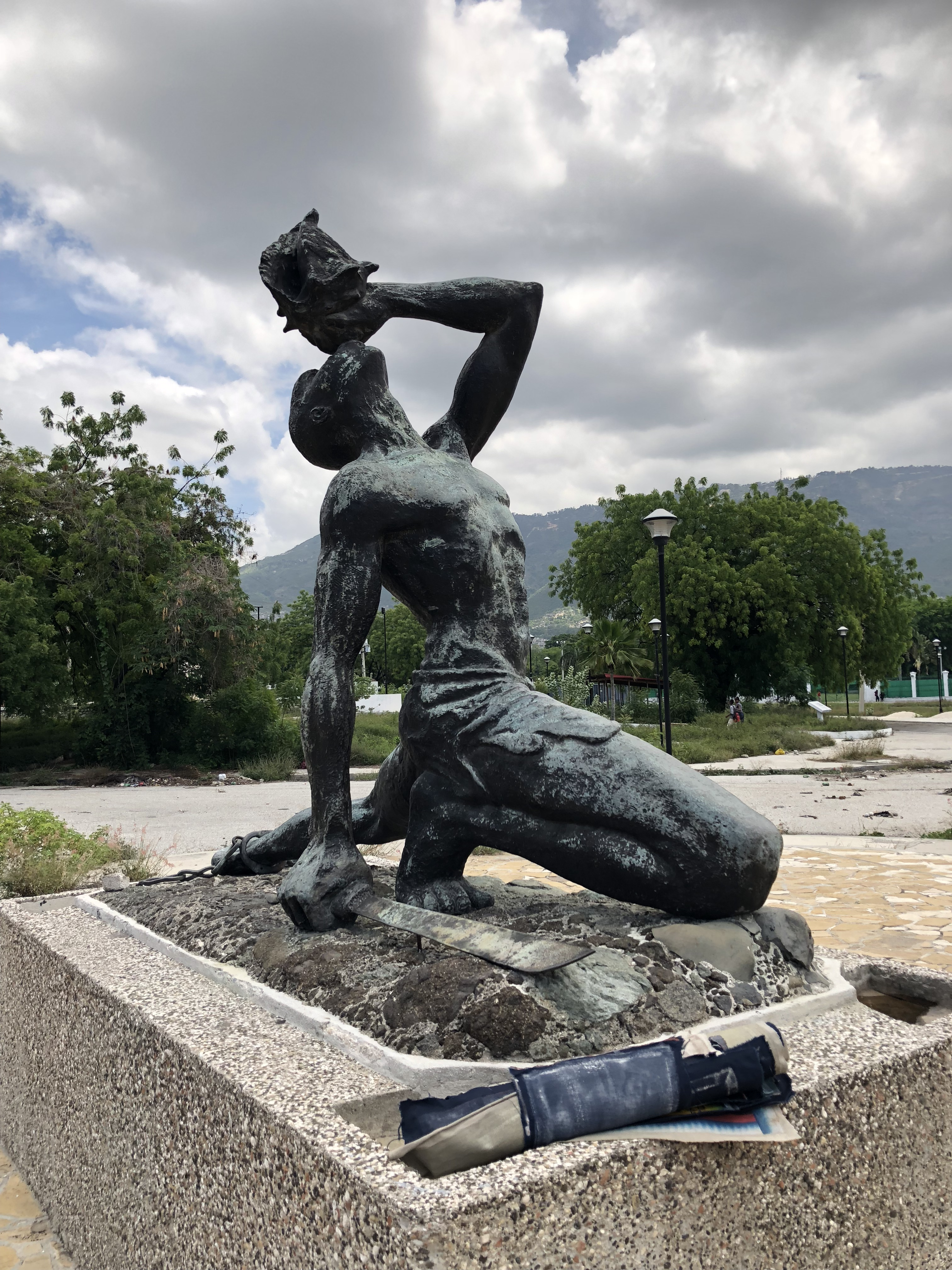
'Le Marron Inconnu', Port-au-Prince, Haïti.

- Cap 110, groupe sculpté par Laurent Valère en 1998 (Martinique) ;
- Le Mémorial à l'esclavage de Zanzibar, groupe sculpté par Clara Sörnäs ;
- La Porte du non retour, inaugurée en 1995 pour rappeler le caractère majeur du site négrier de Ouidah (Bénin)[207] ;
- Héloïse ou… la Fille des Trois-Rivières de Maurice Cardon, devenue mémorial de l'abolition de l'esclavage à Fontenay-sous-Bois en 2006, inauguré en 2008 ;
- Fers, sculpture monumentale figurant une chaîne brisée, réalisée en 2008 en mémoire du général Dumas, à Paris ;
- Statue de La mulâtresse Solitude par Jacky Poulier, érigé en 1999 au carrefour de Lacroix, sur le boulevard des Héros aux Abymes, quartier de Baimbridge, à la Guadeloupe ;
- Le billet de 500 pesos de Guinée-Bissau évoque la traite négrière ;
- Les anneaux de Buren, Nantes, 2007 ;
- Le Cri, l'Écrit, Paris, 2007 ;
- La statue de Modeste Testas par Woodly Caymitte dit Filipo, inaugurée le 10 mai 2019 à Bordeaux ;
- Le Liseur aux canaris, Nantes, 2019 ;
- Strange Fruit, Bordeaux, 2019 ;
- Solitude, monument aux esclaves resistants, Bagneux.

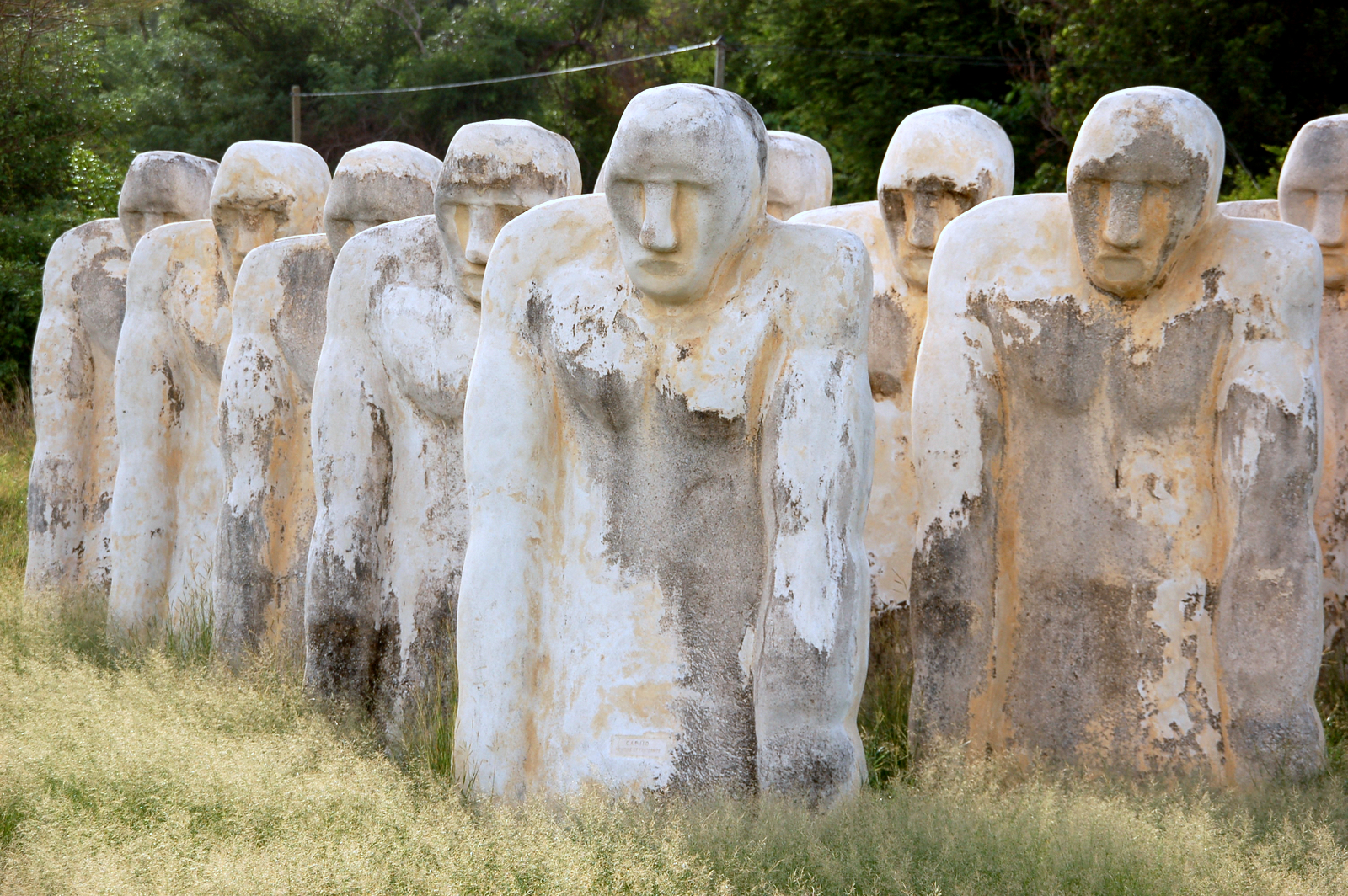
Cap 110 en Martinique.
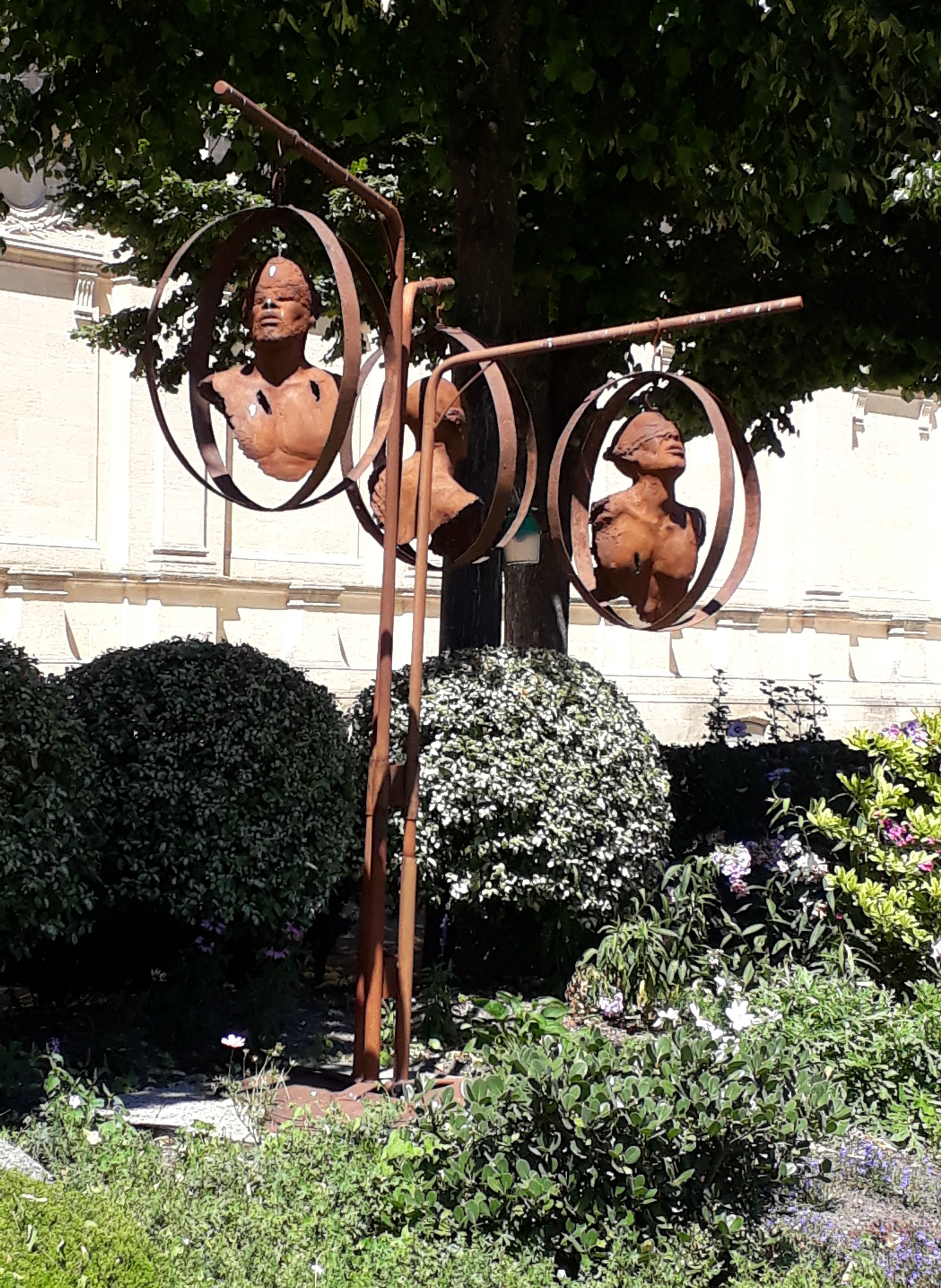
Strange Fruit, Bordeaux.
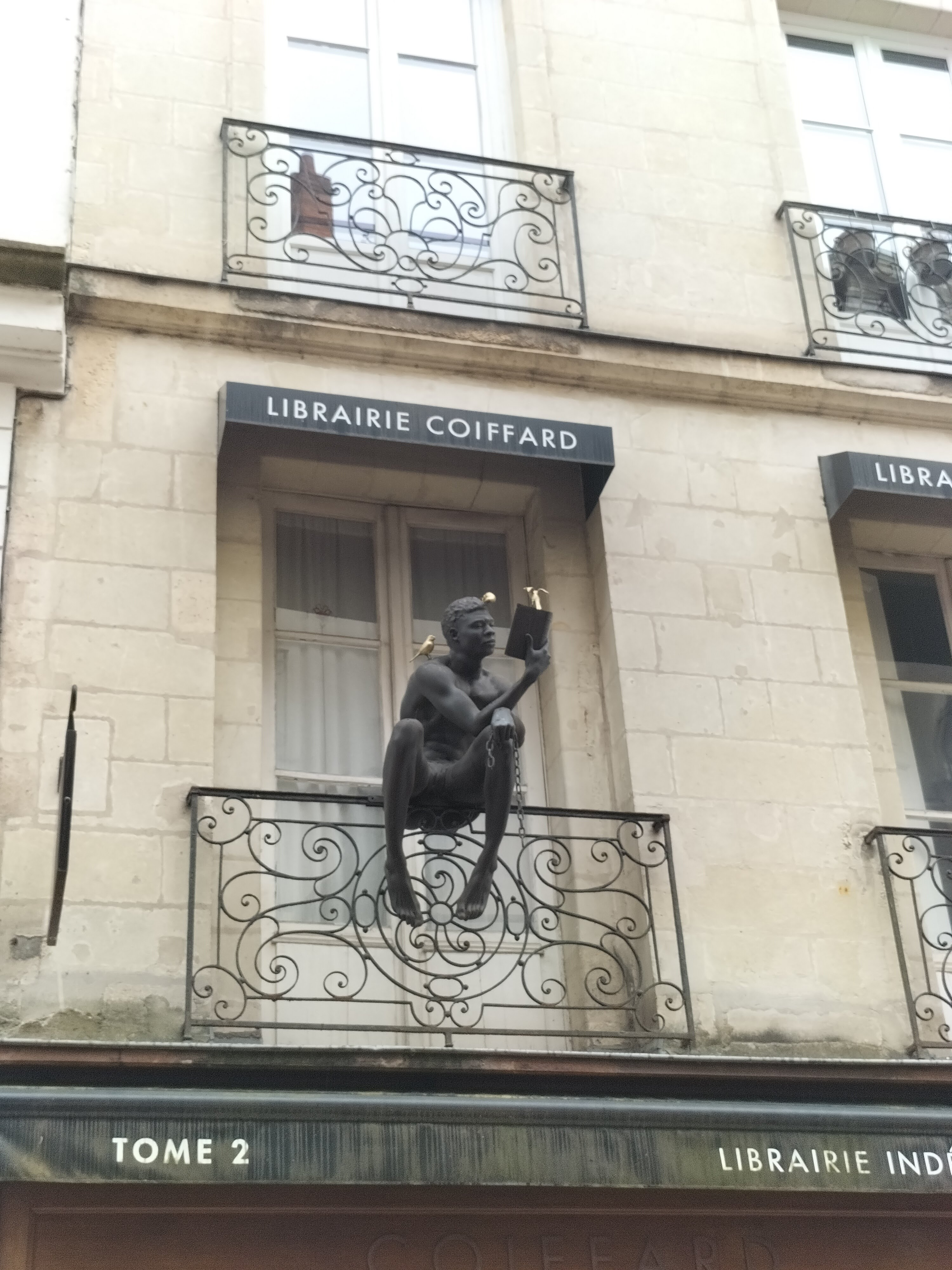
Le Liseur aux canaris, Nantes.
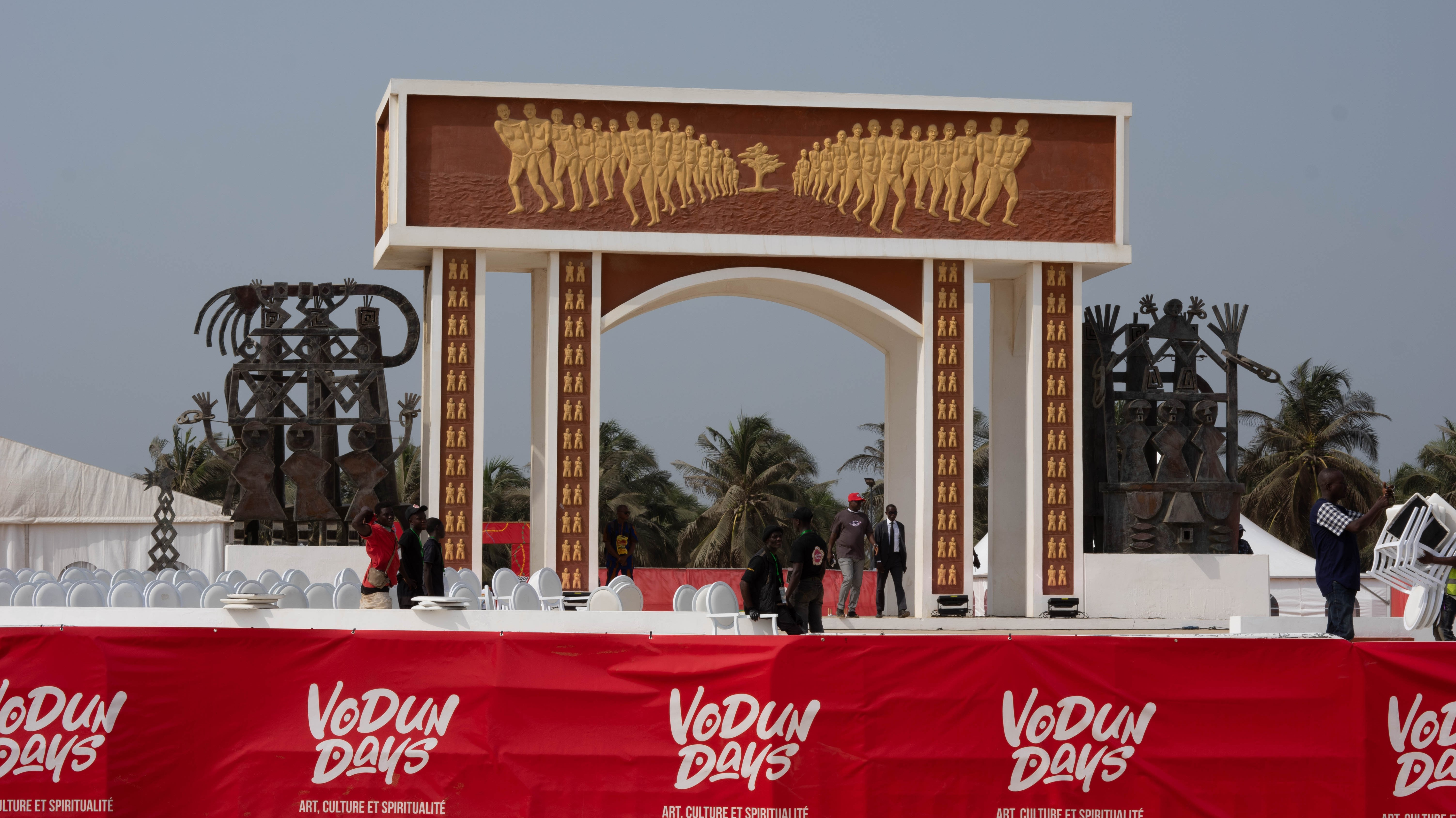
Porte du non-retour, Ouidah (Bénin).
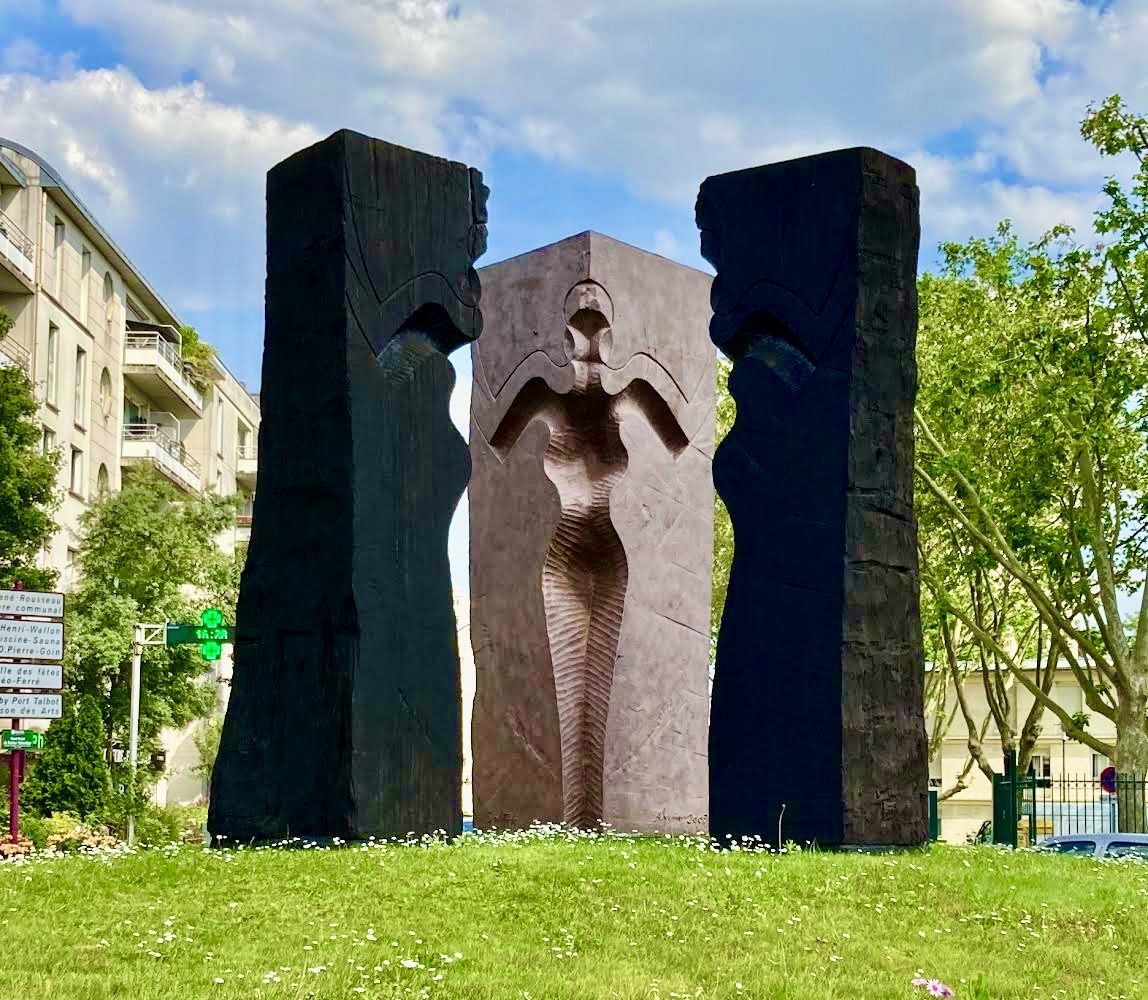
Solitude, monument aux esclaves resistants, Bagneux.
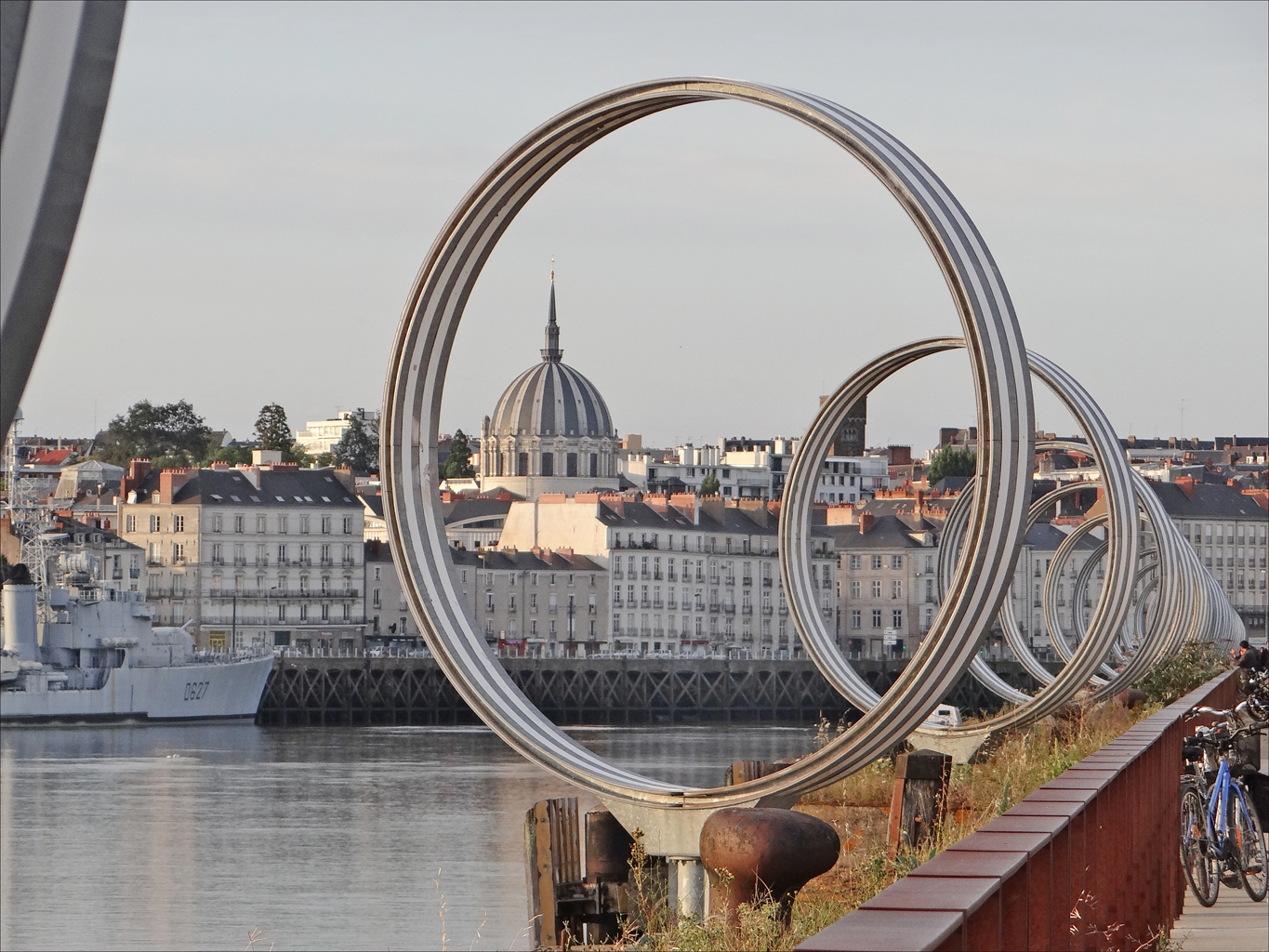
Les Anneaux de Buren, Nantes.
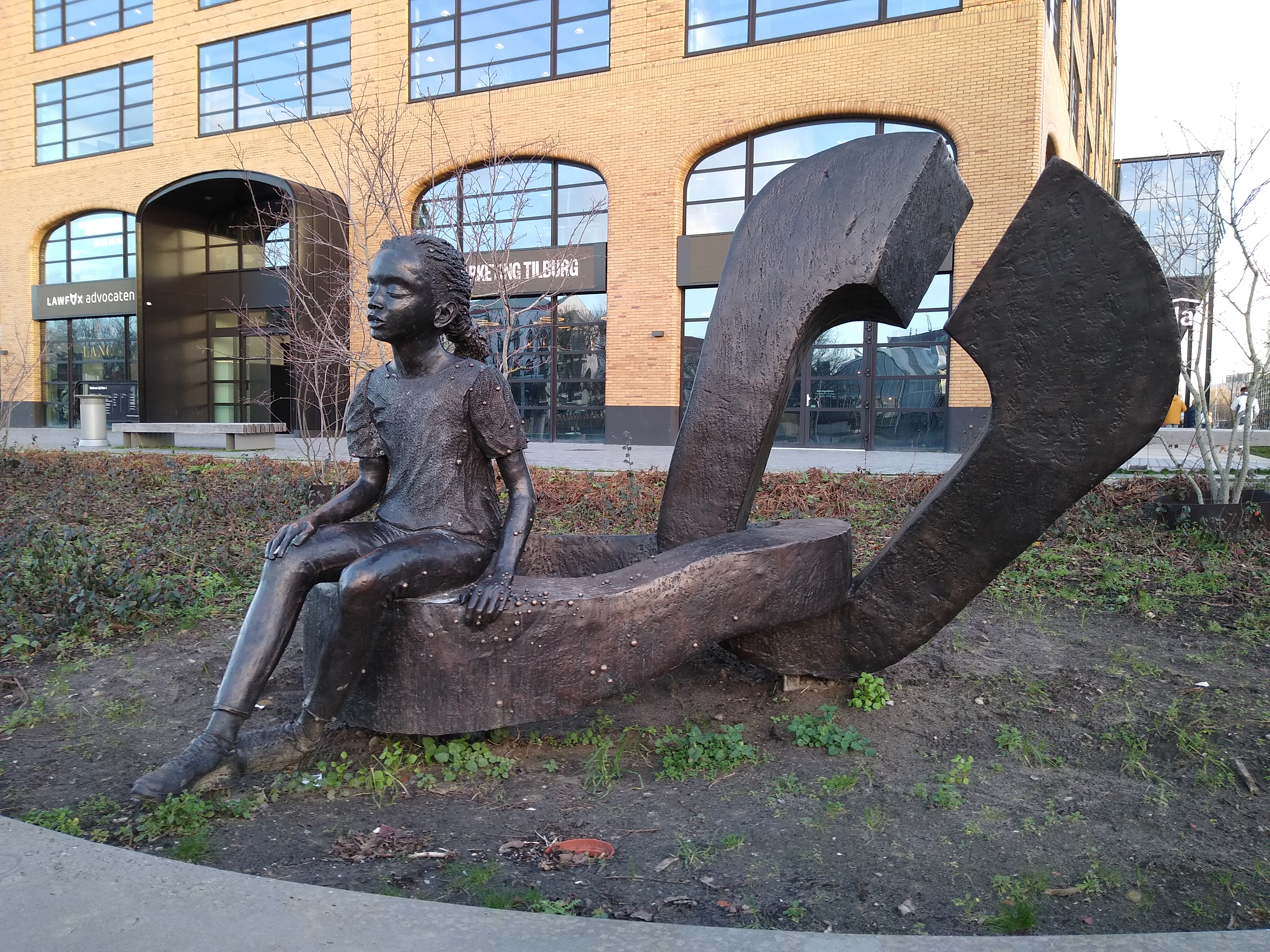
Monument à Tilburg, Pays-Bas.
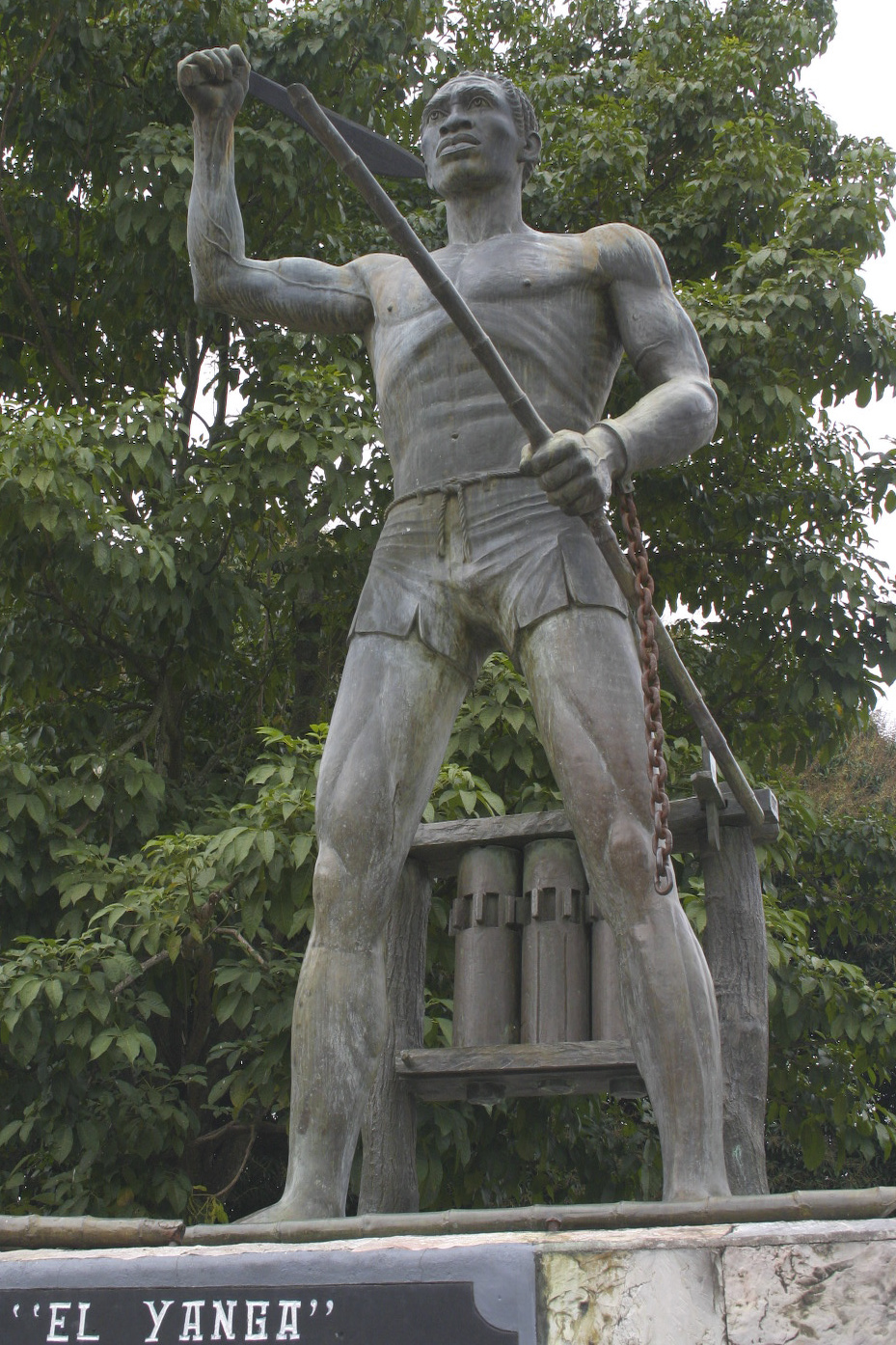
Statue de Gaspar Yanga à Veracruz (Mexique).

#### Ouvrages historiques
- Olivier Pétré-Grenouilleau, Les Traites négrières, essai d'histoire globale, Paris, Éditions Gallimard, 2004, 468 p. (ISBN 2-07-073499-4).
- Olivier Pétré-Grenouilleau, Les Traites négrières, essai d'histoire globale, Paris, Éditions Gallimard, coll. « Folio histoire », 2004, 733 p. (ISBN 978-2-07-033902-0).
- Olivier Pétré-Grenouilleau, La traite des Noirs, Paris, PUF, coll. « Que sais-je ? », 1997.
- Olivier Pétré-Grenouilleau, Nantes au temps de la traite des Noirs, Paris, Hachette Littérature, 1998.
- Djibril Tamsir Niane (dir.), La Tradition orale, source de connaissance des relations entre Europe-Afrique à partir de la Côte, UNESCO.
- Marcus Rediker, À bord du négrier. Une histoire atlantique de la traite, trad. d'Aurélien Blanchard, Paris, Seuil, 2013.
- Théophile Conneau, Capitaine Canot. Vingt années de la vie d'un négrier, Paris, Mercure de France, coll « Les Libertés françaises », 1938. traduction de : Captain Canot, or, Twenty years of an African slaver being an account of his career and adventures on the coast, in the interior, on shipboard, and in the West Indies, New York, D. Appleton, 1854.
- Jean-Pierre Plasse, Journal de bord d'un négrier, adapté du français du XVIIIe siècle par Bernard Plasse, préface d’Olivier Pétré-Grenouilleau, Marseille, Éditions le Mot et le reste, 2005  (ISBN 2-915378-12-6).
- Mickaël Augeron et Olivier Caudron, dir., La Rochelle, l'Aunis et la Saintonge face à l'esclavage, Les Indes savantes, Paris, 2012.
- Tidiane N'Diaye, Mémoire d'errance, Ivry, Éditions A3, 1998.
- Tidiane N'Diaye, L'Éclipse des Dieux, Paris, Éditions Du Rocher/Le Serpent A Plumes, 2006.
- Tidiane N'Diaye, Le Génocide voilé : enquête historique, Paris, Gallimard, 2008  (ISBN 978-2-07-011958-5). la traite des Noirs d'Afrique par le monde arabo-musulman.
- Tidiane Diakité, La traite des Noirs et ses acteurs africains du XVe au XIXe siècle, Paris, Editions Berg international, 2008, 240 p. (ISBN 978-2917191156 et 2917191155, présentation en ligne).
- Hugh Thomas, La Traite des Noirs, trad. de Guillaume Villeneuve, éd. Robert Laffont, 2006.
- Louis Sala-Molins, Le Code noir, Paris, PUF, 1988.
- Eric Williams, Capitalisme et esclavage, éd. Présence Africaine, 1968.
- Walter Rodney, Et l'Europe sous-développa l'Afrique..., trad. de Catherine Belvaude avec la collab. de Sàmba Mbuup, Paris, Éditions caribéennes, 1972.
- Eduardo Galeano, Les Veines ouvertes de l'Amérique, trad. de Claude Couffon, Paris, éd. Plon, 1981.
- Gomes Eanes de Zurara, Chronique de Guinée, trad. de Léon Bourdon et Robert Ricard, Dakar, éd. IFAN, 1960.
- Nelly Schmidt, L'Abolition de l'esclavage, Paris, éd. Fayard, 2005.
- Serge Daget, La Répression de la traite des Noirs au XIXe siècle, Paris, Karthala, 1997.
- Serge Daget, Répertoire des expéditions négrières françaises à la traite illégale (1814-1850), Nantes, CRHMA, 1988.
- Serge Daget, La Traite des Noirs, Éditions Ouest-France/-Université, 1990.
- François Renault et Serge Daget, Les Traites négrières en Afrique, Paris, Karthala, 1986.
- La Traite négrière du XVe au XIXe siècle : documents de travail et compte-rendu de la réunion d'experts organisée par l'UNESCO à Port-au-Prince, Haïti, 31 janvier - 4 février 1978, UNESCO, 1979.
- La Traite des Noirs par l'Atlantique, œuvre collective, Société française d'histoire d'outre-mer, Paris, 1986.
- Robin Blackburn, The Making of New World Slavery, 1997.
- Anne Gaugue, Les États africains et leurs musées : La mise en scène de la nation, Éditions L'Harmattan, 1997, 232 p. (ISBN 978-2-7384-5273-3).
- Christian Delacampagne, Histoire de l'esclavage. De l'Antiquité à nos jours, Paris, Le livre de poche, 2002, 319 p. (ISBN 2-253-90593-3).
- Charles de La Roncière, Nègres et Négriers, Paris, Éditions des Portiques, 1933.
- Jacques Heers, Les négriers en terre d'islam, VIIe et XVIe siècles, Éditions Perrin, coll. « Tempus », 2003.
- Henri Médard (dir.), Marie-Laure Derat (dir.), Thomas Varnet (dir.) et Marie Pierre Ballarin (dir.), Traites et esclavages en Afrique orientale et dans l’océan Indien, Paris, Karthala-CIRESC, coll. « Esclavage », 2013, 528 p. (présentation en ligne).
- Tugdual de Langlais, Jean Peltier Dudoyer, l'armateur préféré de Beaumarchais, de Nantes à l'Isle de France, Éd. Coiffard, 2015, 340 p.  (ISBN 9782919339280).
- (en) David Eltis, Economic Growth and the Ending of the Transatlantic Slave Trade, Oxford University Press, 1987, 434 p. (ISBN 978-0-19-536481-1, présentation en ligne).
- Frédéric Régent, La France et ses esclaves : De la colonisation aux abolitions (1620-1848), Arthème Fayard, Pluriel, 2010,  (ISBN 978-2-8185-0279-2) (première édition : Grasset & Fasquelle, 2007.
- Jean Sévillia, Historiquement correct : pour en finir avec le passé unique, Paris, Éditions Perrin, 2003, 453 p. (ISBN 2-262-01772-7)
- Pluchon Pierre (sous la direction de), La Route des esclaves. Négriers et bois d'ébène au XVIIIe siècle, Chapitre IV : La cueillette de l’or noir, Hachette Education, 1980 (lire en ligne), p. 113-178
- Fabienne P. Guillén (dir.) et Salah Trabelsi (dir.), Les esclavages en Méditerranée : Espaces et dynamiques économiques, Casa de Velázquez, 2012, 246 p. (ISBN 978-84-9096-139-1, lire en ligne)
- (en) Patrick Manning, Slavery and African Life : Occidental, Oriental and African Slave Trades, Cambridge, Cambridge University Press (no 67), 1990, 234 p. (ISBN 9780521348676)
- Henri Médard (dir.), Marie-Laure Derat (dir.), Thomas Vernet (dir.) et Marie-Pierre Ballarin (dir.), Traites et esclavages en Afrique orientale et dans l'océan Indien, Khartala, 2013, 526 p. (ISBN 978-2811109134, lire en ligne)
- Éric Saunier (dir.), Esclavage, mémoires normandes : Les ports normands dans la traite atlantique (XV-XXIe siècles), Silvana Editoriale, 2023, 400 p. (ISBN 9788836654680, présentation en ligne)

#### Ouvrages thématiques
- Philippe Chanson, La blessure du nom : Une anthropologie d'une séquelle de l'esclavage aux Antilles-Guyane, Academia, 2008, 158 p. (ISBN 978-2872098606)
- Klara Boyer-Rossol (dir.), Visages d'ancêtres : Retour à l'île Maurice pour la collection Froberville, Le Charmoiset, 2024, 180 p. (ISBN 978-2372890311)
- Ana Lucia Araujo (dir.), Klara Boyer-Rossol (dir.) et Myriam Cottias (dir.), Esclavages : Représentations visuelles et cultures matérielles, CNRS éditions, 2024, 544 p. (EAN 9782271151162, présentation en ligne)

#### Articles
- J. Baumès, L'immigration africaine et la traite des noirs, dans Revue contemporaine et Athenæum français, 1857, tome 34, p. 790-808 (lire en ligne)
- Alain Blondy, "Le discours sur l'esclavage en Méditerranée :ne réalité occultée. L'esclavage des noirs et la régence de Tripoli", Cahiers de la Méditerranée, 65, 2002, p. 169-185 (lire en ligne)
- Joseph Inikori, L'Afrique dans l'histoire du monde : la traite des esclaves et l'émergence d'un ordre économique dans l'Atlantique, HGA, tome V, Chap. 4, éd. Présence africaine/UNESCO, 1998.
- Joseph Inikori, « The volume of the British slave trade, 1655-1807 », Cahiers d'études africaines, vol. 128,‎ 1992.
- Olivier Pétré-Grenouilleau, « Les Traites négrières », Documentation photographique, no 8032,‎ mars-avril 2003.
- Marc-Antoine Pérouse de Montclos, « Les esclaves invisibles de l'Islam : à quand l'heure de vérité ? », Études, vol. tome 396, no 6,‎ 2002, pp. 751-759 (lire en ligne, consulté le 31 mai 2018).
- Serge Daget, « L'abolition de la traite des Noirs en France de 1814 à 1831 », Cahiers d'études africaines, vol. 11, no 1,‎ 1971, p. 14-58 (lire en ligne, consulté le 2 août 2018).
- António de Almeida Mendes, « Les réseaux de la traite ibérique dans l'Atlantique nord (1440-1640) », Annales. Histoire, Sciences Sociales,‎ 2008, p. 739-768 (lire en ligne, consulté le 13 avril 2021). .
- Joël Dauphiné, « Un aspect de la traite négrière en Océanie : l'exemple néo-hébridais, 1865-1905 », Ultramarines,‎ 1997, p. 10-19.

#### Témoignages d'époque sur l'esclavage
- Olaudah Equiano, Ma véridique histoire, Mercure de France, 2008 (1re édition 1789).
- Mungo Park, Voyage à l'intérieur de l'Afrique, FM/ La Découverte, Maspero, Paris 1980.
- Jehan Mousnier, Journal de la traite des Noirs, Éditions de Paris, Paris, 1957.
- João Mascarenhas, Esclave à Alger, Éditions Chandeigne, Paris, 1993.
- Récit d'une princesse esclave (1784-1785), dans Louis-Gilles Pairault et Albert-Michel Luc (dir.), Mémoires d'un officier de marine négrier : histoire des services à la mer et dans les ports de Claude-Vincent Polony (1756-1828), Geste, 2019, texte accessible en ligne sur https://www.charente-maritime.gouv.fr/var/ide_site/storage/images/media/images/livre-jve22/240808-1-fre-FR/Livre-JVE2.jpg.

#### Récits de fiction
- Aphra Behn, Oronoko ; or The Royal Slave, a True Story, 1688.
- Jean-François de Saint-Lambert, Ziméo, Gallica, 1769 (lire en ligne).
- Prosper Mérimée, Tamango, 1829.
- Eugène Sue, Atar-Gull, 1831.
- Jules Verne, Un capitaine de quinze ans, 1878.
- François Bourgeon, Le Bois d'Ebène, 1984
- Donatien Garnier, Devenir Noir, Noir Devenir, ADN, Sun Sun, 2021, 120 p. (ISBN 1095233149)

#### Documentaires télévisés
- Série Les Aventuriers de la mer, scénario et commentaire Marie-France Briselance, épisode n°6 : Les Négriers, production et diffusion : FR3 (France 3). Février 1978.
- Série Les Africains, scénario et commentaire Marie-France Briselance, épisode n°6 : La Traite, production et diffusion : FR3 (France 3). Mars 1980.

#### Articles plus généraux
- Esclavage
- Commerce triangulaire
- Abolition de l'esclavage
- Chronologie de l'esclavage
- Chronologie de l'abolition de l'esclavage

#### Articles spécialisés
- Esclavage en Afrique
- Côte des Esclaves
- Traite arabe
- Haratins
- Traite transméditerranéenne
- Traite négrière génoise
- Esclavage dans le monde arabo-musulman
- Traite négrière à Nantes
- Traite négrière à Bordeaux
- Traite négrière au Havre
- Traite atlantique en Normandie
- Traite négrière à La Rochelle
- Histoire de la culture des plantes sucrières
- Histoire de la caféiculture
- Histoire de la culture du coton
- Histoire de la Guadeloupe
- Histoire de la Martinique
- Saint-Domingue (colonie française)
- Compagnie royale d'Afrique
- Compagnie du Sénégal
- Décret de 1636 sur l'esclavage à vie à La Barbade
- Traite négrière et esclavage dans l'Empire colonial néerlandais
- Histoire de la culture des plantes sucrières
- Forts de la côte ghanéenne
- Côte de Guinée
- Blackbirding
- Pièce d'Inde
- Révolte d'esclaves